# Musée des Beaux-Arts de Chartres
Pour les articles homonymes, voir Musée des Beaux-Arts.
Pour un article plus général, voir Chartres.
Le musée des Beaux-Arts de Chartres, dans le département français d'Eure-et-Loir, est le principal musée de la ville. Il bénéficie du label Musée de France. Situé dans l'ancien palais épiscopal classé monument historique en 1906 avec un ensemble des XIIIe, XVIIe et XVIIIe siècles, à côté de la célèbre cathédrale, il abrite une collection d'œuvres d'art variée : peintures, dessins, sculptures, objets d'arts, archéologie, mobilier, etc.
Le musée a été fermé durant le premier semestre 2017, puis rouvert le 1er juillet 2017, avec un accès gratuit, excepté lors des expositions temporaires.

## Historique
Quelques dates permettent de retracer un bref historique du musée : 
- 1833 : création le 15 mai et installation dans une salle de l'hôtel de ville. L'ouverture au public a lieu le 18 mai 1834 ;
- 1874 : construction d'une aile annexe de l'hôtel de ville ;
- 1876 : achat de la Sainte Lucie de Zurbarán ; le musée bénéficie de legs nombreux et importants, tel celui de Noël Ballay, ancien gouverneur de l'Afrique-Occidentale française ;
- 1939 : installation des collections dans les bâtiments de l'ancien évêché et inauguration le 9 juin par Georges Huisman, directeur général des Beaux-Arts. Les dons se poursuivent, notamment celui des collections de la Société archéologique d'Eure-et-Loir ;
- 1967 : les collections d'histoire naturelle sont transférées dans le nouveau muséum des sciences naturelles et de préhistoire ;
- 2012 : le musée risque cependant de ne plus exister d'ici quelque temps. La municipalité n'est pas propriétaire des lieux, qui ont été affectés en 1905 au conseil général d'Eure-et-Loir, et se verra peut-être obligée de répartir toutes les œuvres d'art dans divers lieux chartrains, abandonnant à la fois un lieu imprégné d'histoire et une collection d'une grande richesse[4].
- 2013 : un projet de rénovation du conseil général conduirait à transformer la salle à l'italienne et la chapelle de cet ancien palais épiscopal en salons de réception de la Cosmetic Valley[5].
- 2015 : le muséum des sciences naturelles et de préhistoire est fermé et ses collections réintègrent le musée des Beaux-Arts, réduisant d'autant l'espace d'exposition : seules 1 % des œuvres sont exposées.
- 2017 :
  - Le 1er janvier, sur décision du maire Jean-Pierre Gorges, le musée ferme, en raison de la vétusté des bâtiments à la suite du non-entretien par la municipalité. Les collections seront déplacées et le personnel redéployé[6].
  - Le 1er juillet, après le rachat au département par la ville pour un euro symbolique[7], le musée est à nouveau ouvert.

L'ancien palais épiscopal
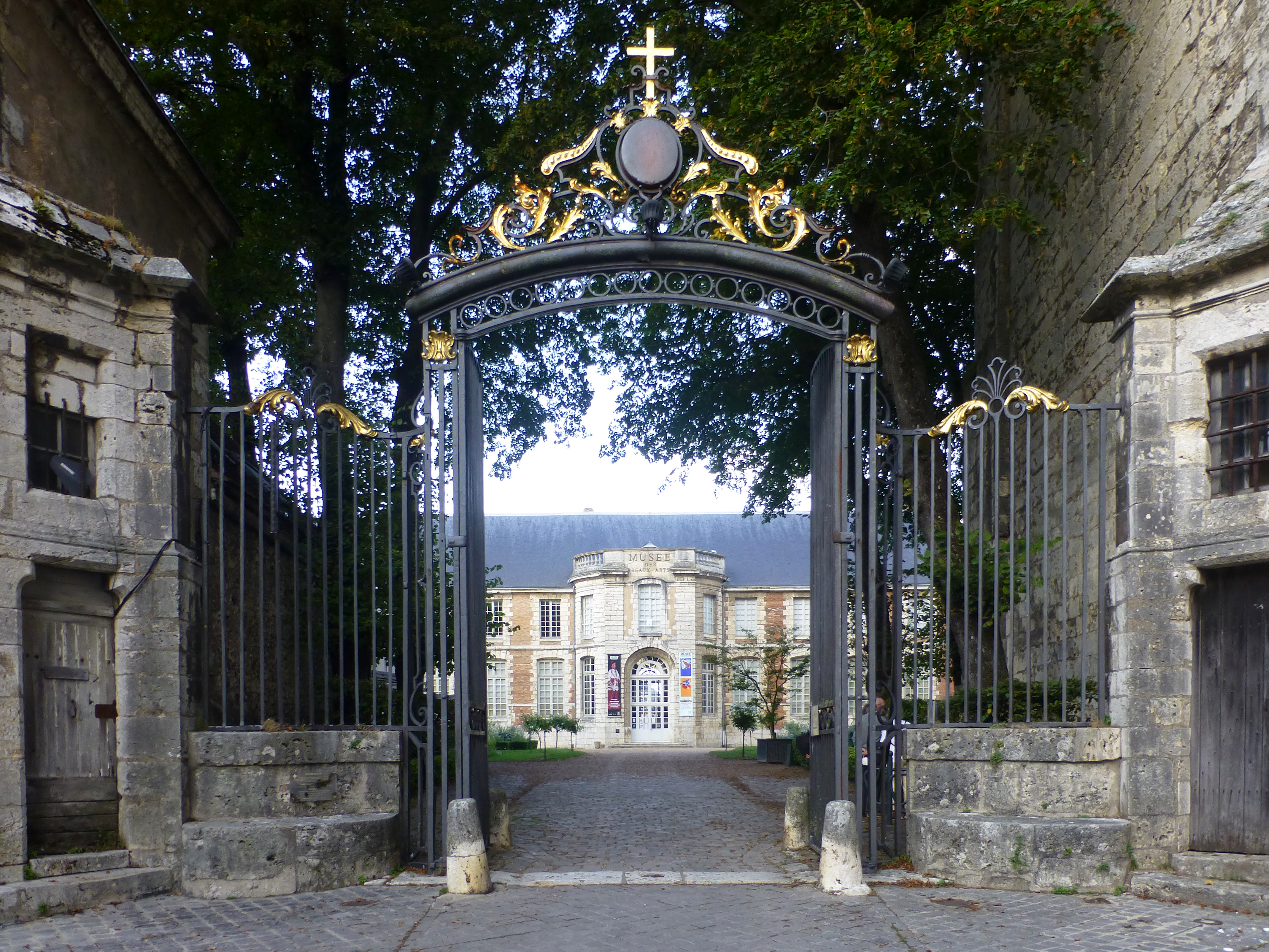
Grille d'entrée.
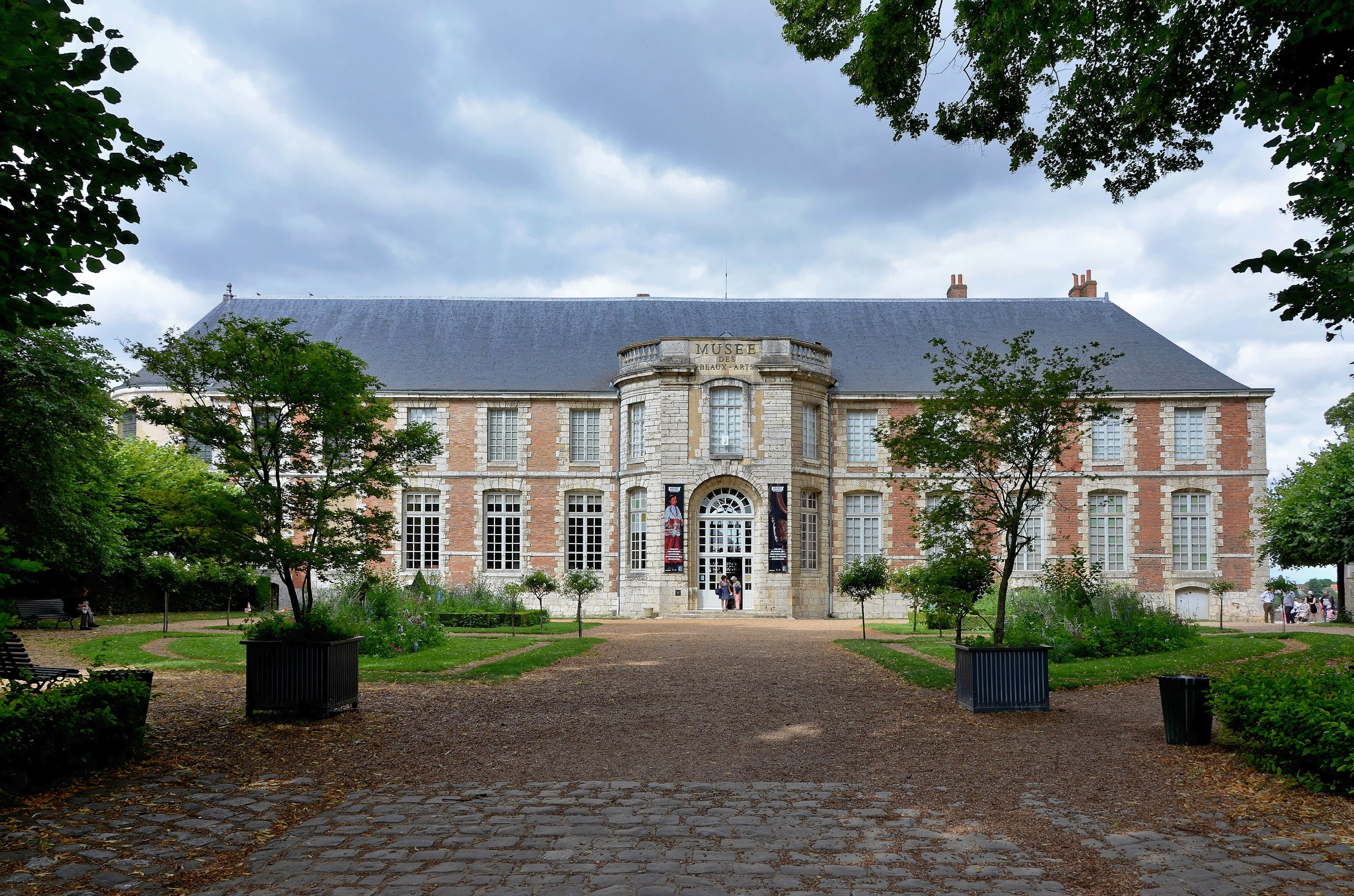
Façade principale du palais épiscopal, actuel musée des Beaux-Arts.
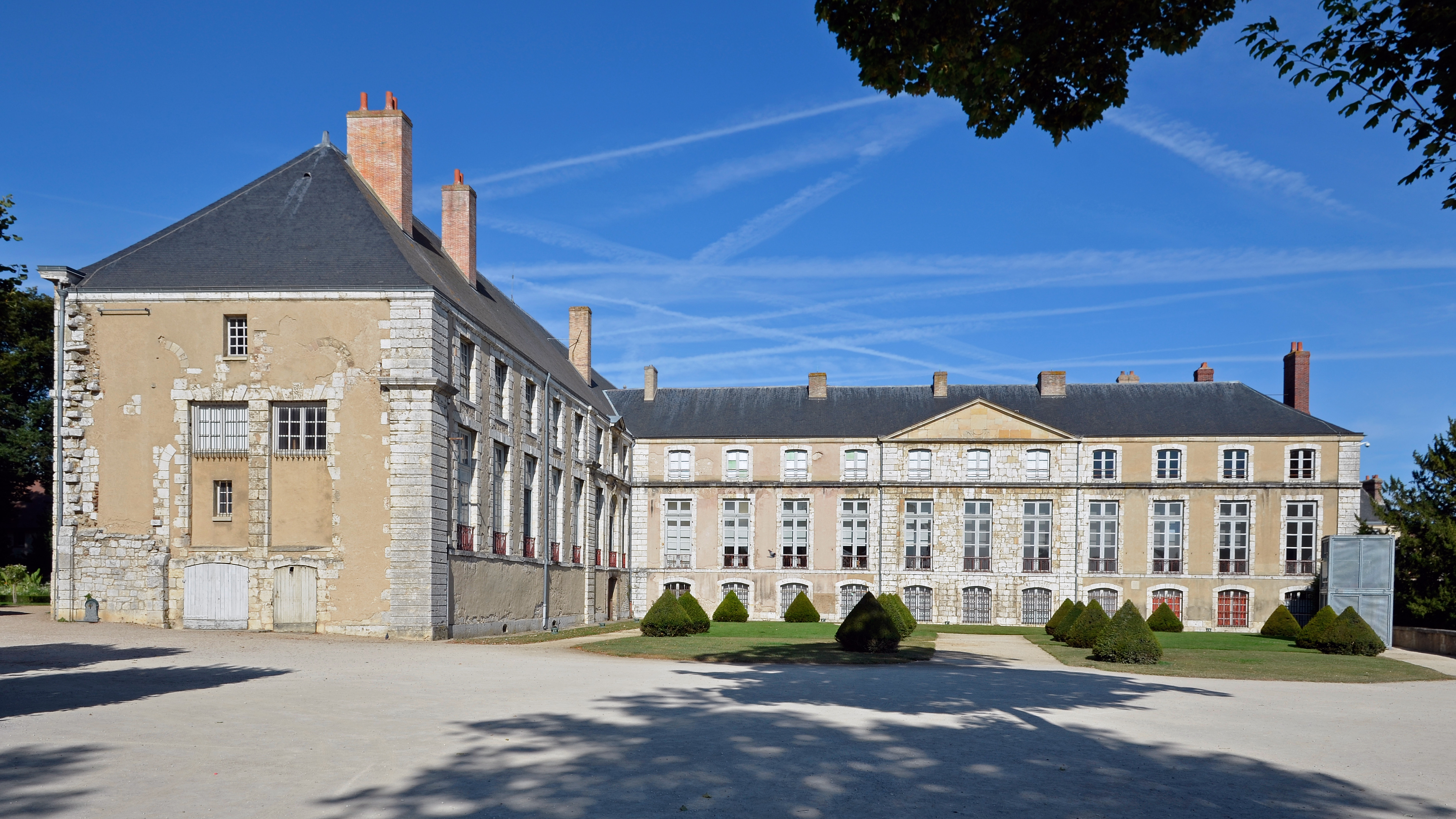
Façade côté jardin. Construction : XIIIe, XVIIe et XVIIIe siècles.

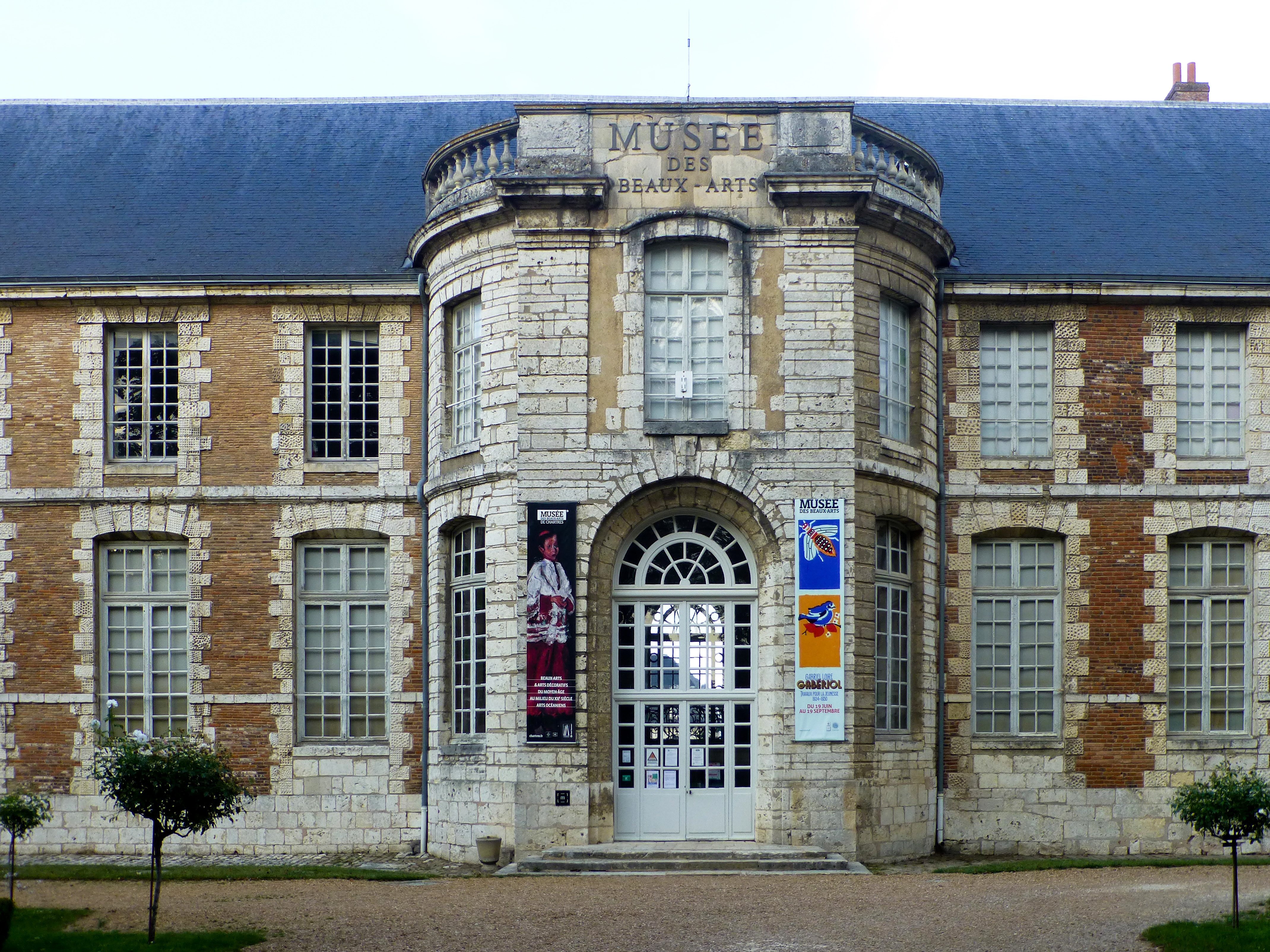
Pavillon d'entrée.
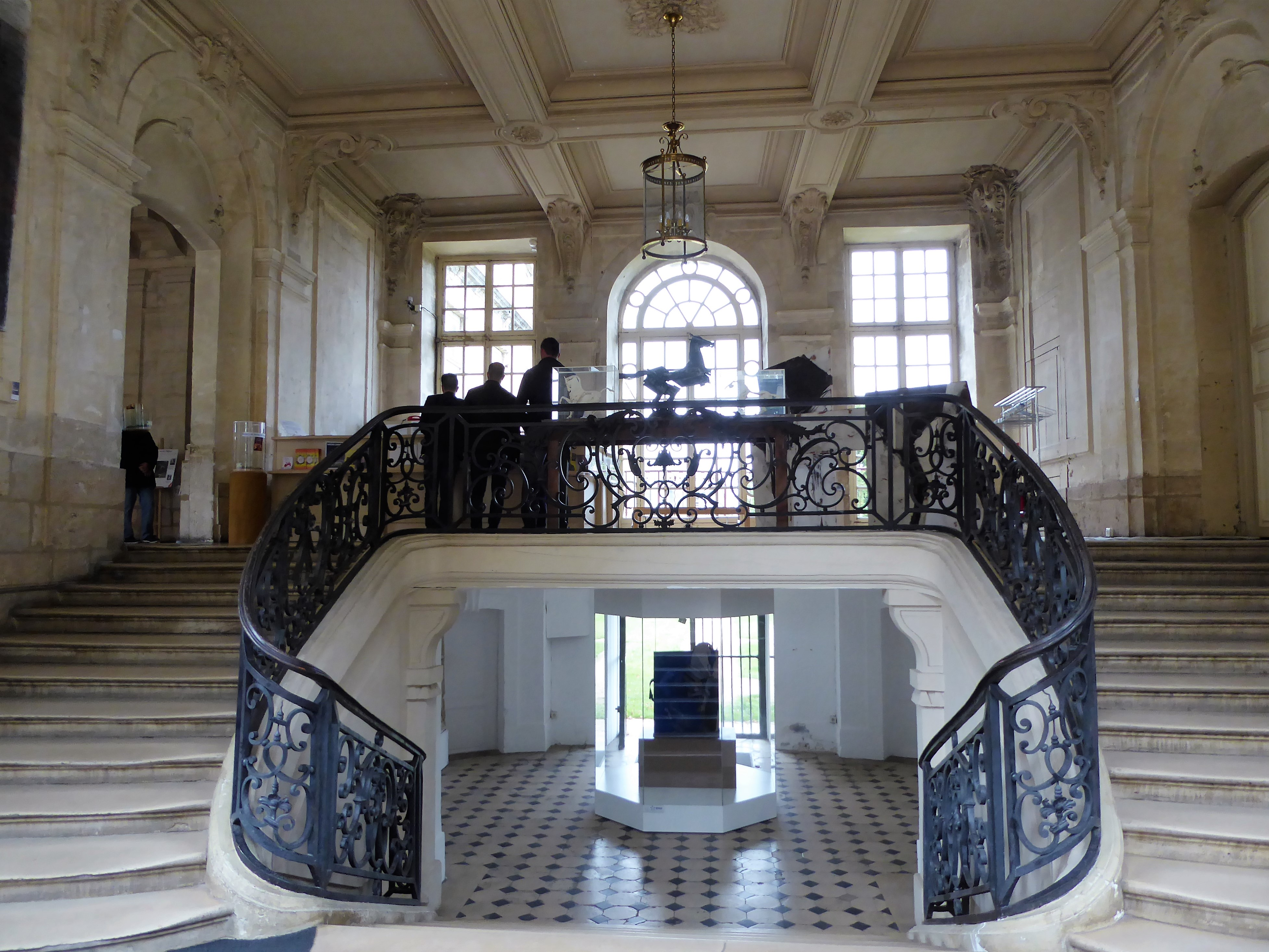
Entrée et accueil du musée.
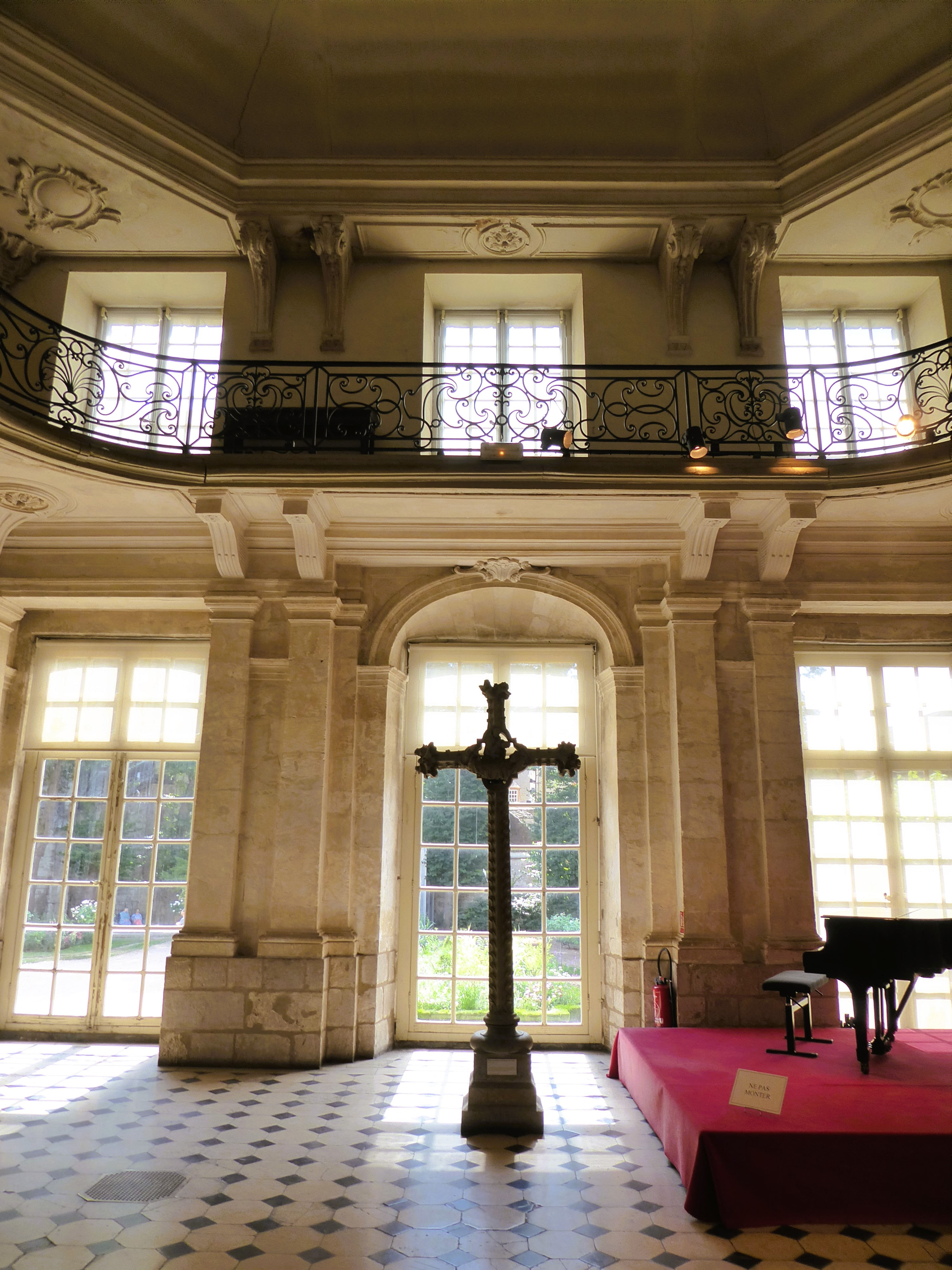
La salle à l'italienne.
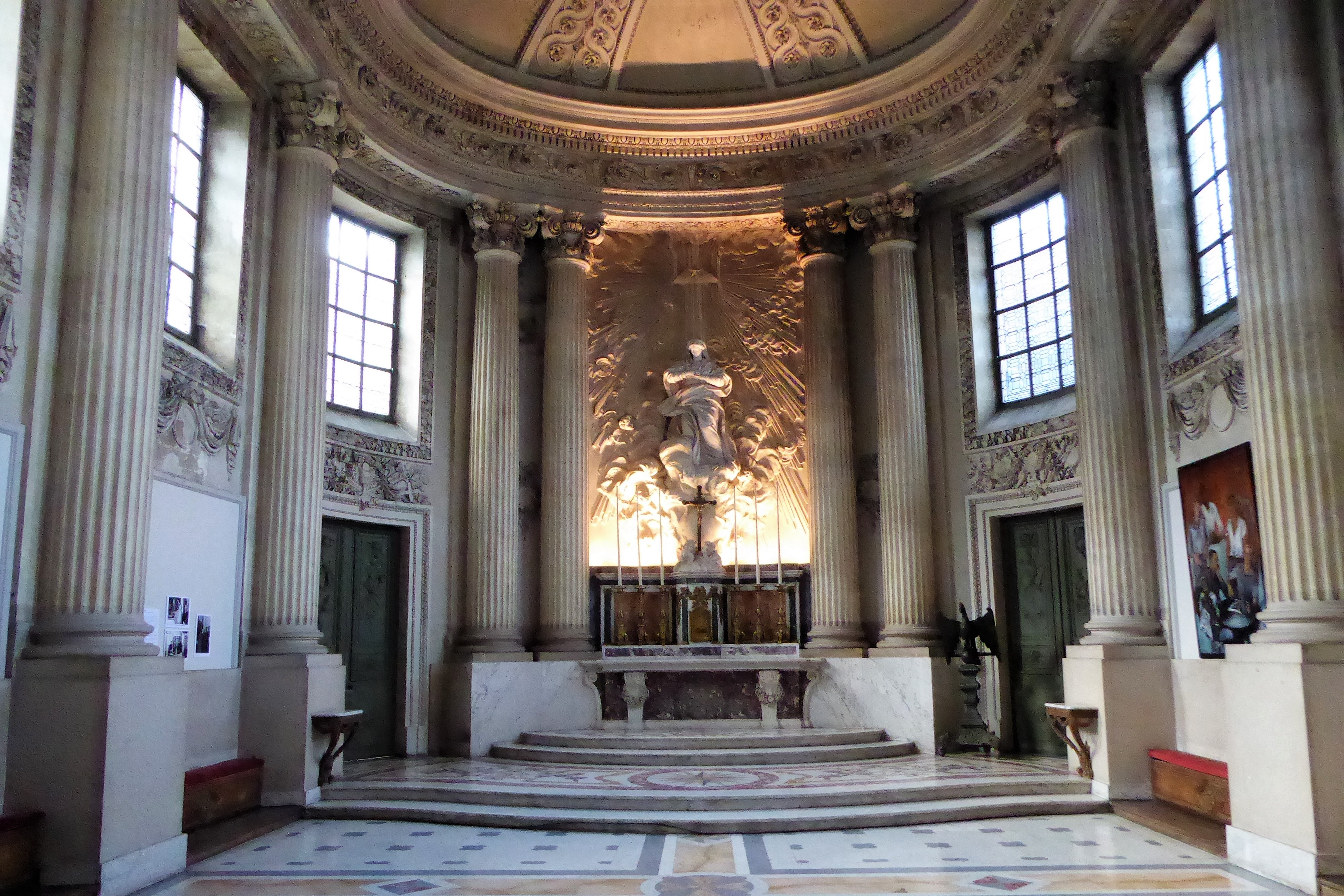
La chapelle.
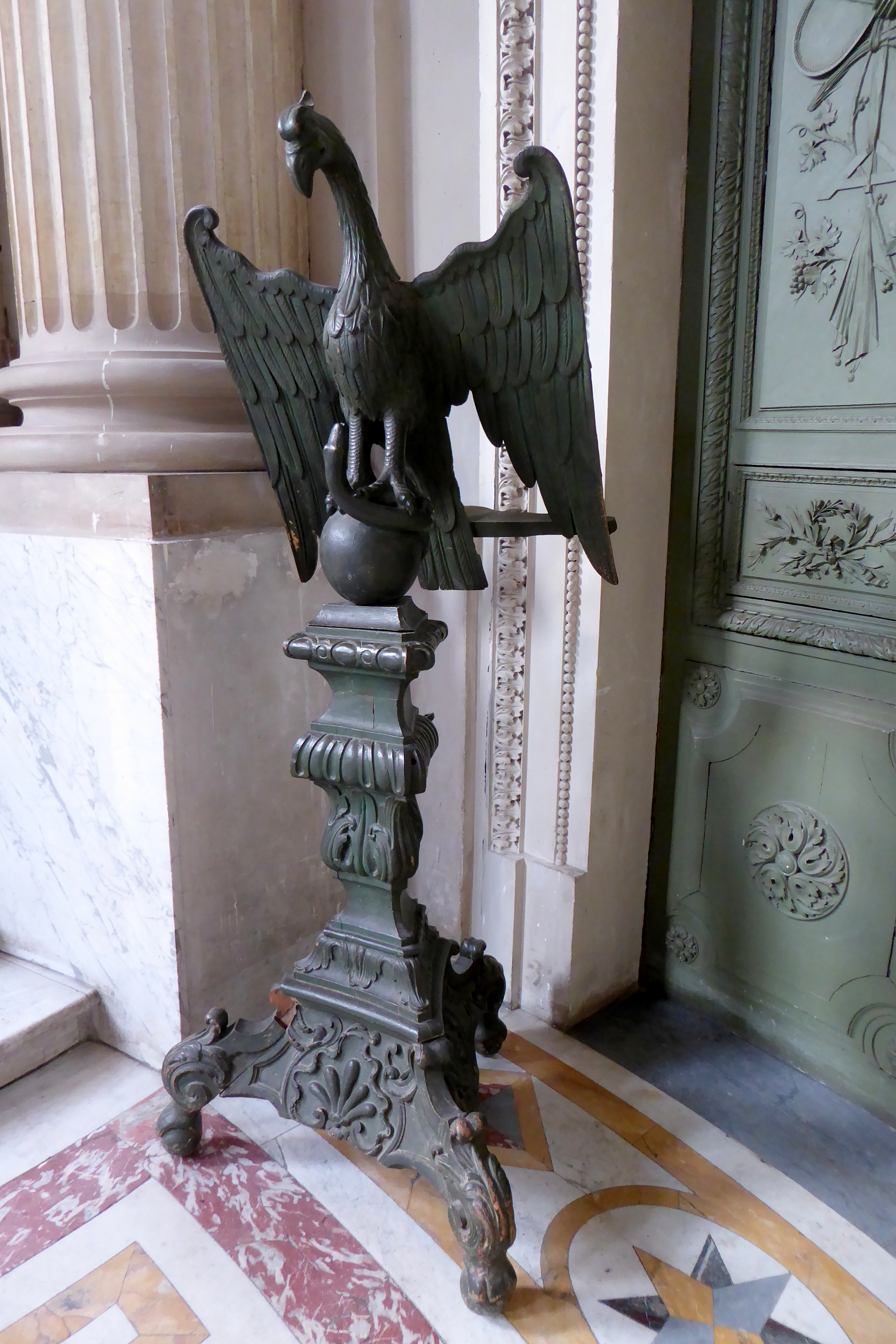
Aigle-lutrin.
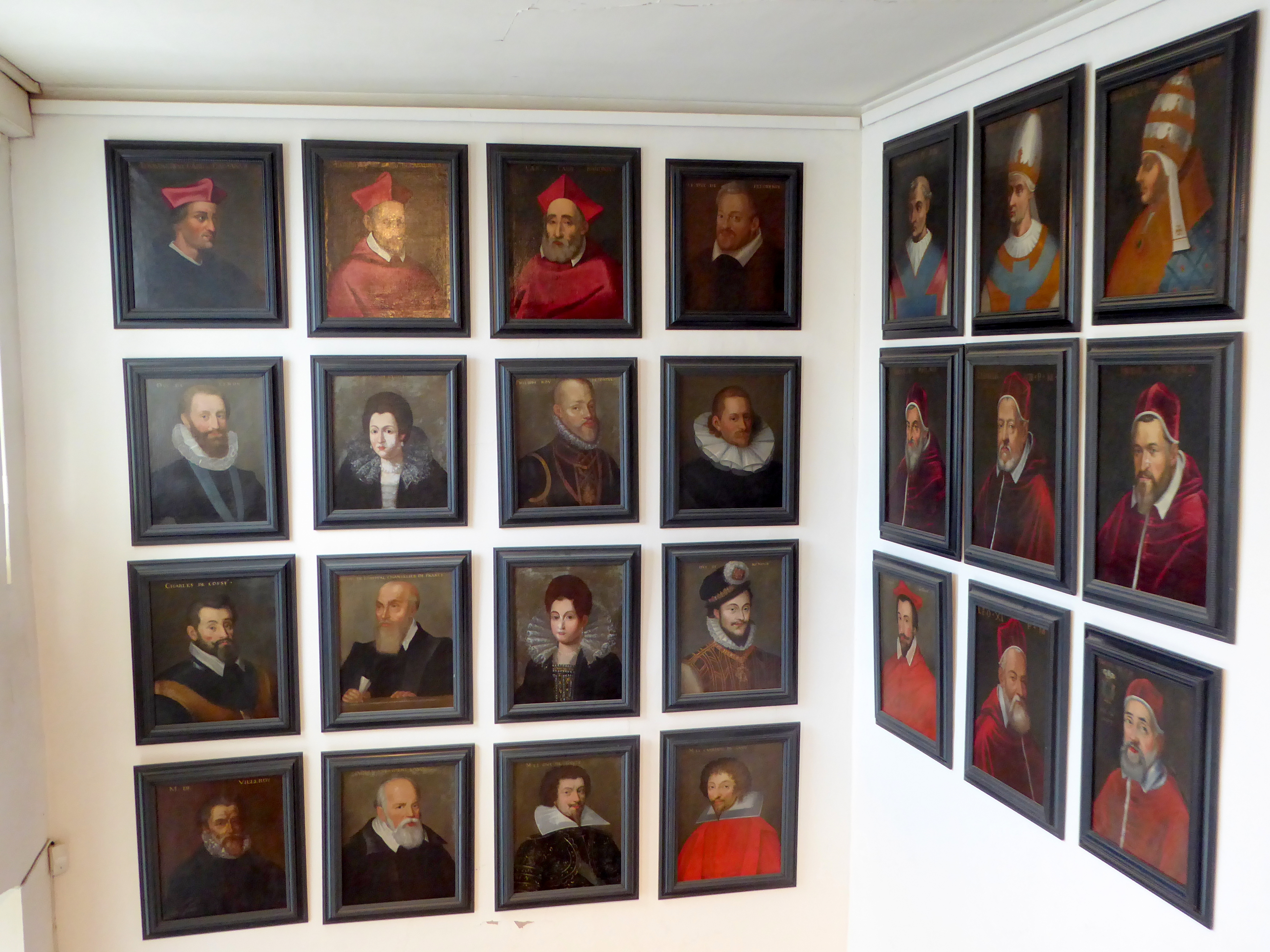
Galerie des illustres, fin XVIe-début XVIIe siècle.

## Collections

### Peinture
La collection de peintures (peinture ancienne et moderne) est la plus riche :

#### Renaissance
La Renaissance italienne est notamment illustrée par une Vierge à l'Enfant de Benvenuto Tisi, provenant des collections du cabinet du roi Louis XIV (petite galerie, Versailles). Sont également présents Mariotto Albertinelli (Glorification de la Vierge, triptyque, huile et feuille d'or sur bois) et Orazio Sammachini (La Vierge et l'Enfant, Sainte Barbe, Saint Raymond de Penyafort et un ange, huile sur cuivre).
La Renaissance flamande et le Maniérisme hollandais sont illustrés par Quentin Metsys (La Vierge, Marie Madeleine et saint Jean au pied de la Croix, huile sur bois), Gillis van Coninxloo (Siège d'une ville par Henri IV (Chartres ?, Rouen ?), huile sur bois, vers 1594) et Roelandt Savery (Paysage de neige au moulin à vent (attribution), huile sur toile, Pays-Bas, vers 1600).

Peinture Renaissance
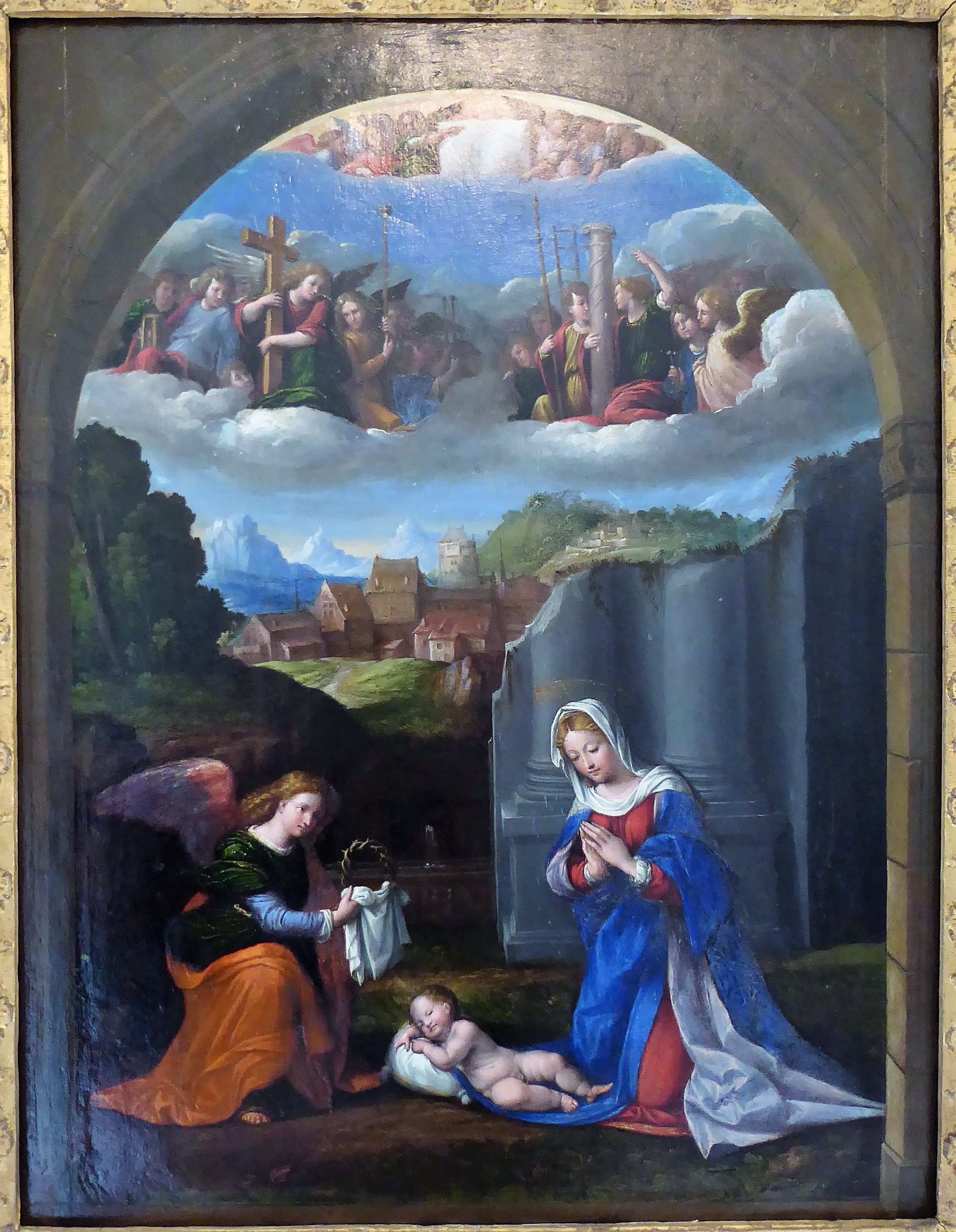
Benvenuto Tisi, Vierge à l'Enfant.
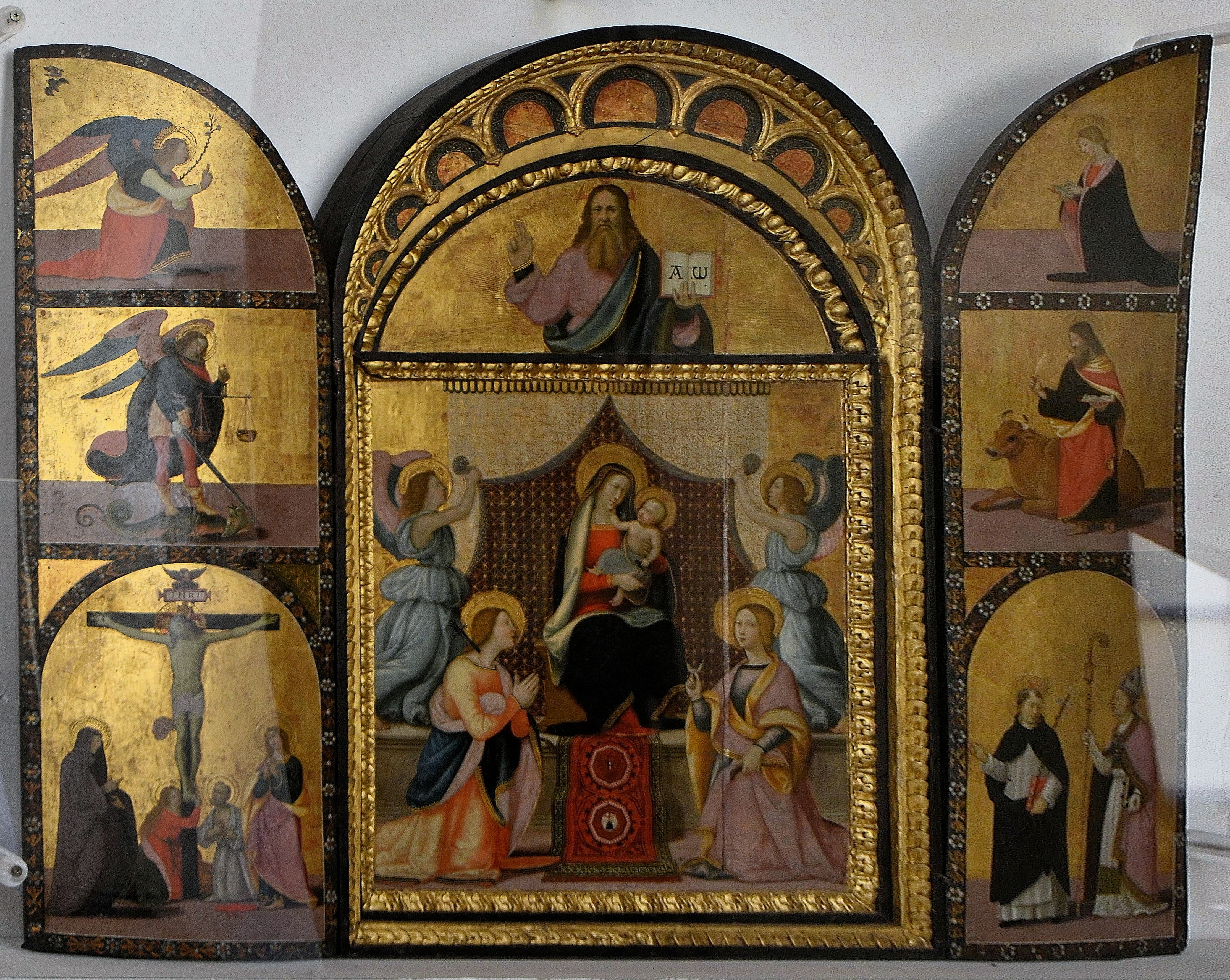
Mariotto Albertinelli, Glorification de la Vierge.
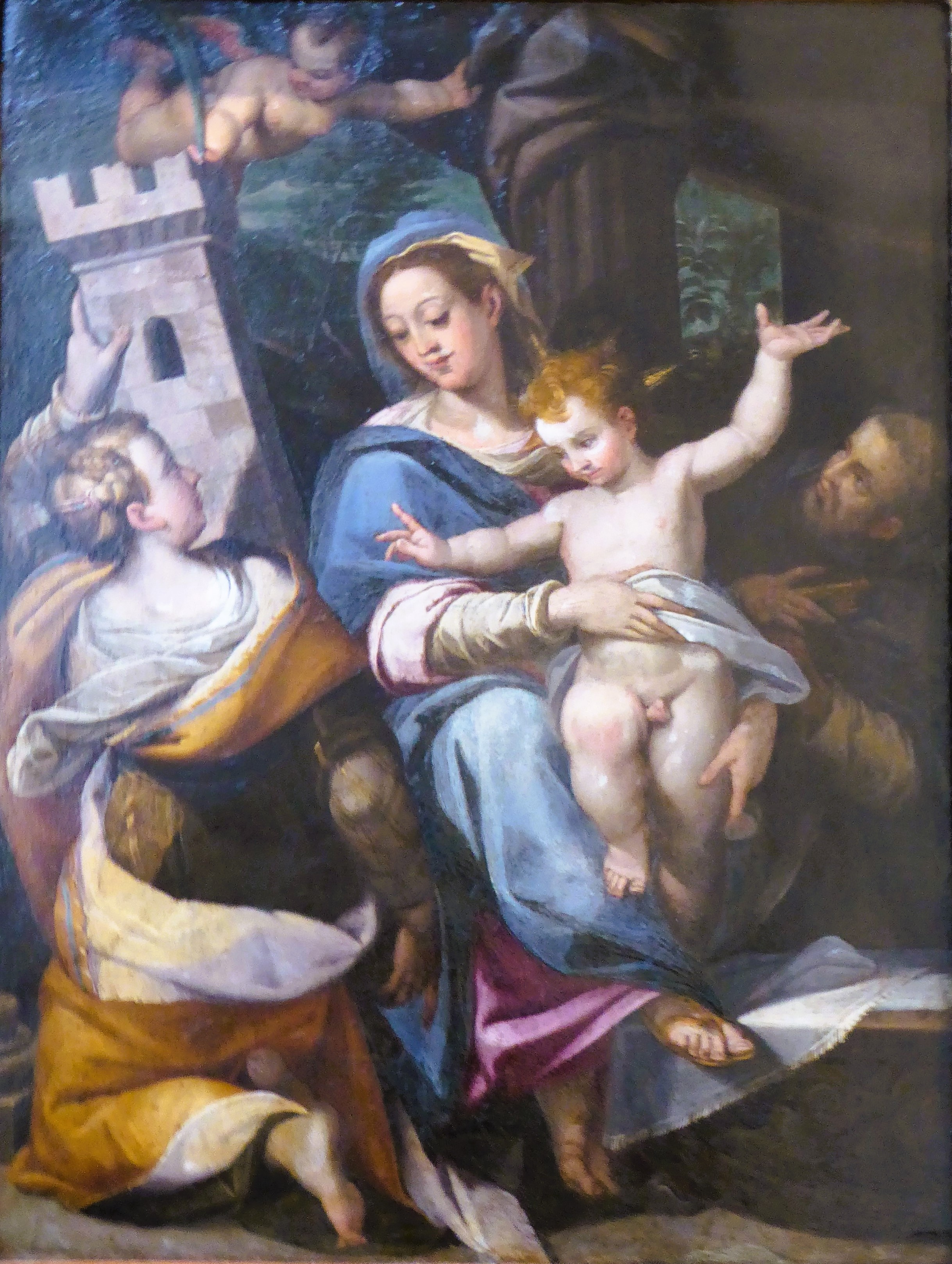
Orazio Sammachini, Vierge à l'Enfant.
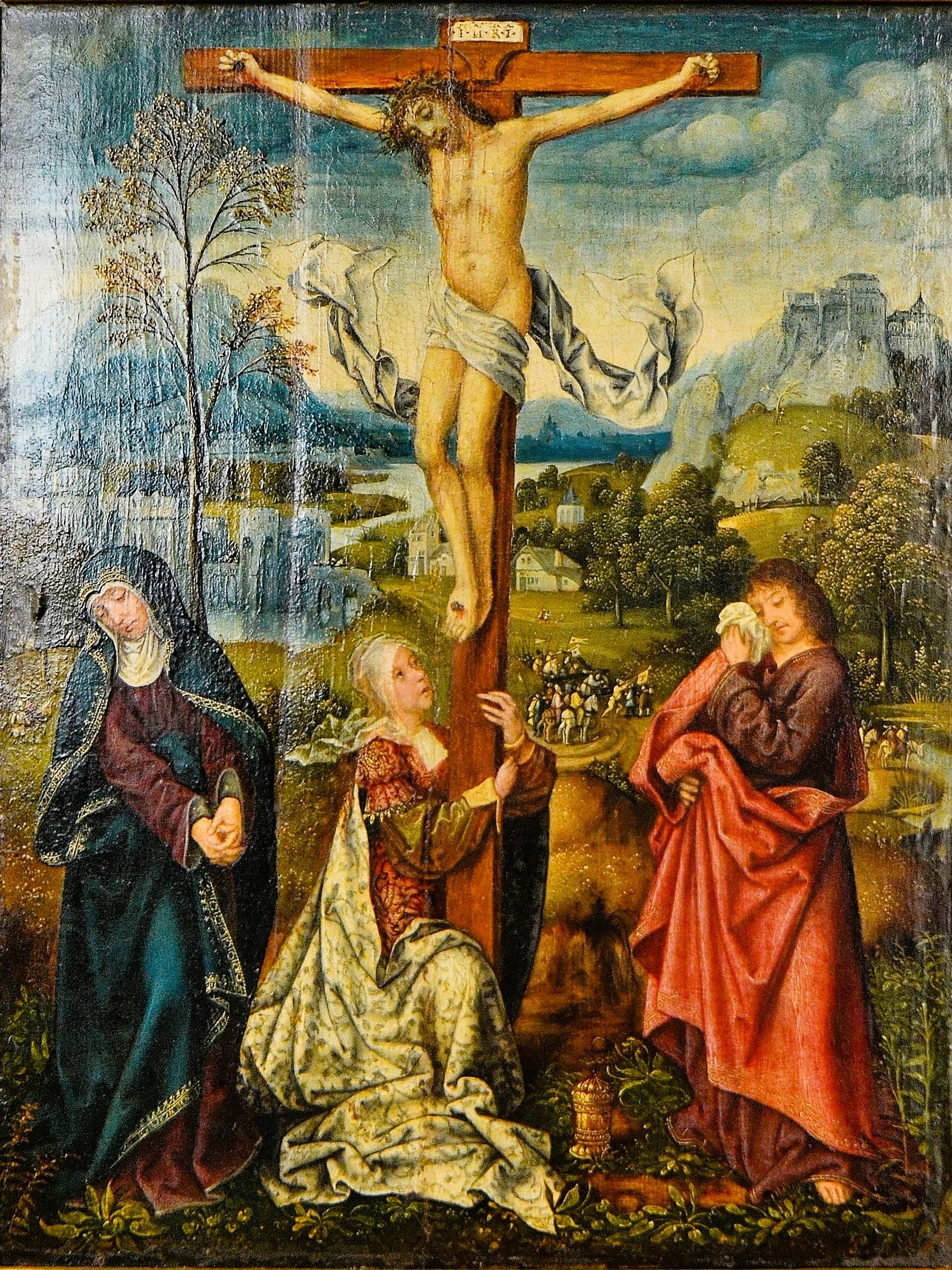
Quentin Metsys, La Vierge, Marie Madeleine et saint Jean au pied de la Croix.
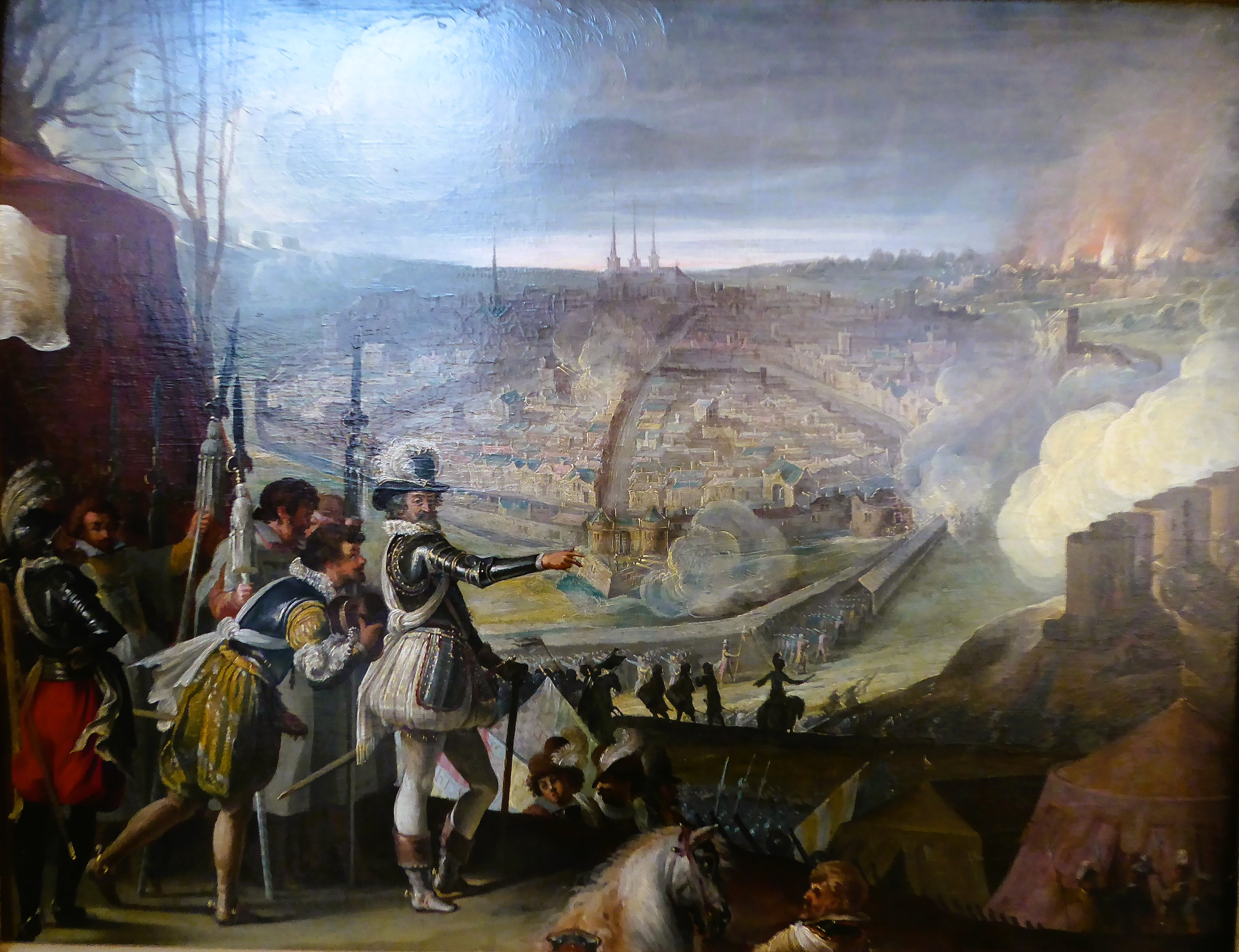
Gillis van Coninxloo, Siège d'une ville par Henri IV, c. 1594.
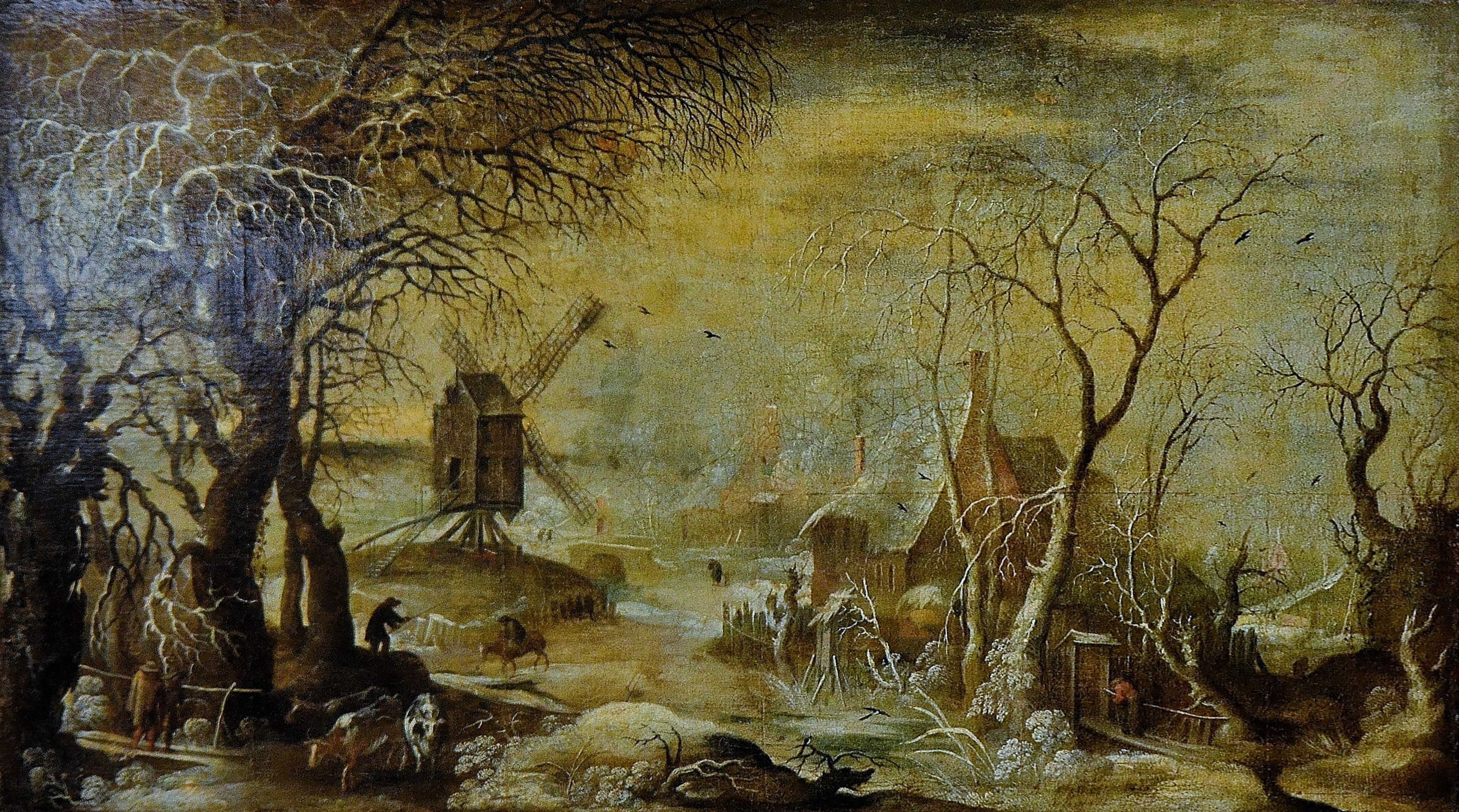
Roelandt Savery (attribution), Paysage de neige au moulin à vent, c. 1600.

#### XVIIesiècle
Pour le XVIIe siècle, sont réunies des œuvres de David Teniers le Jeune (Joueurs de boules dans la cour d'un estaminet, Le Concert, Tabagie de singes), Francisco de Zurbarán avec sa Sainte Lucie, Claude Vignon (Le Christ devant Pilate, esquisse), Gaspard Dughet (Paysage), Pierre Mignard (Le mariage mystique de sainte Catherine) et Jacques Carrey (Vue d'Athènes en 1674).

Peintures du XVIIe siècle
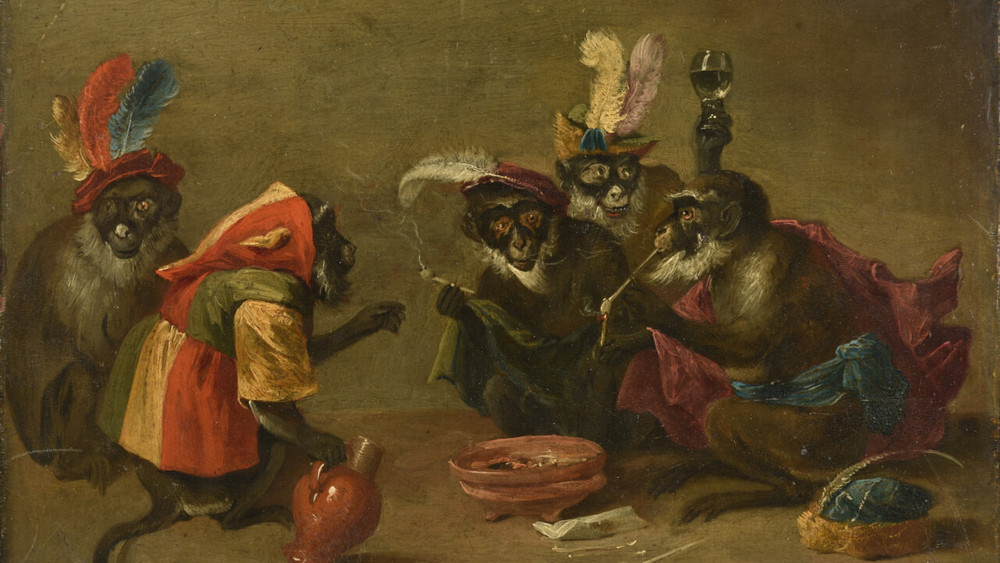
David Teniers le Jeune, Tabagie de singes, huile sur cuivre marqueté.
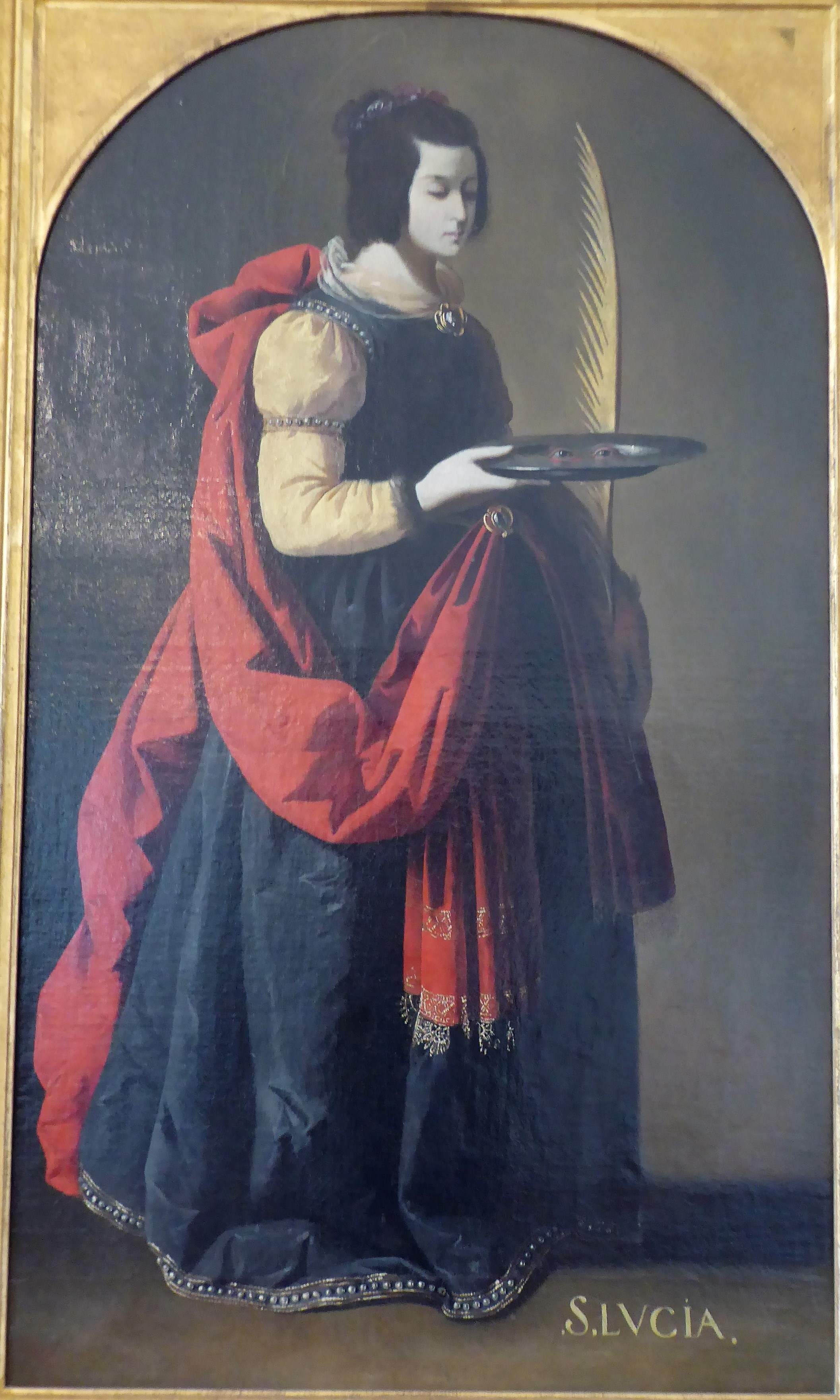
Francisco de Zurbarán, Sainte Lucie • 1635-1640.
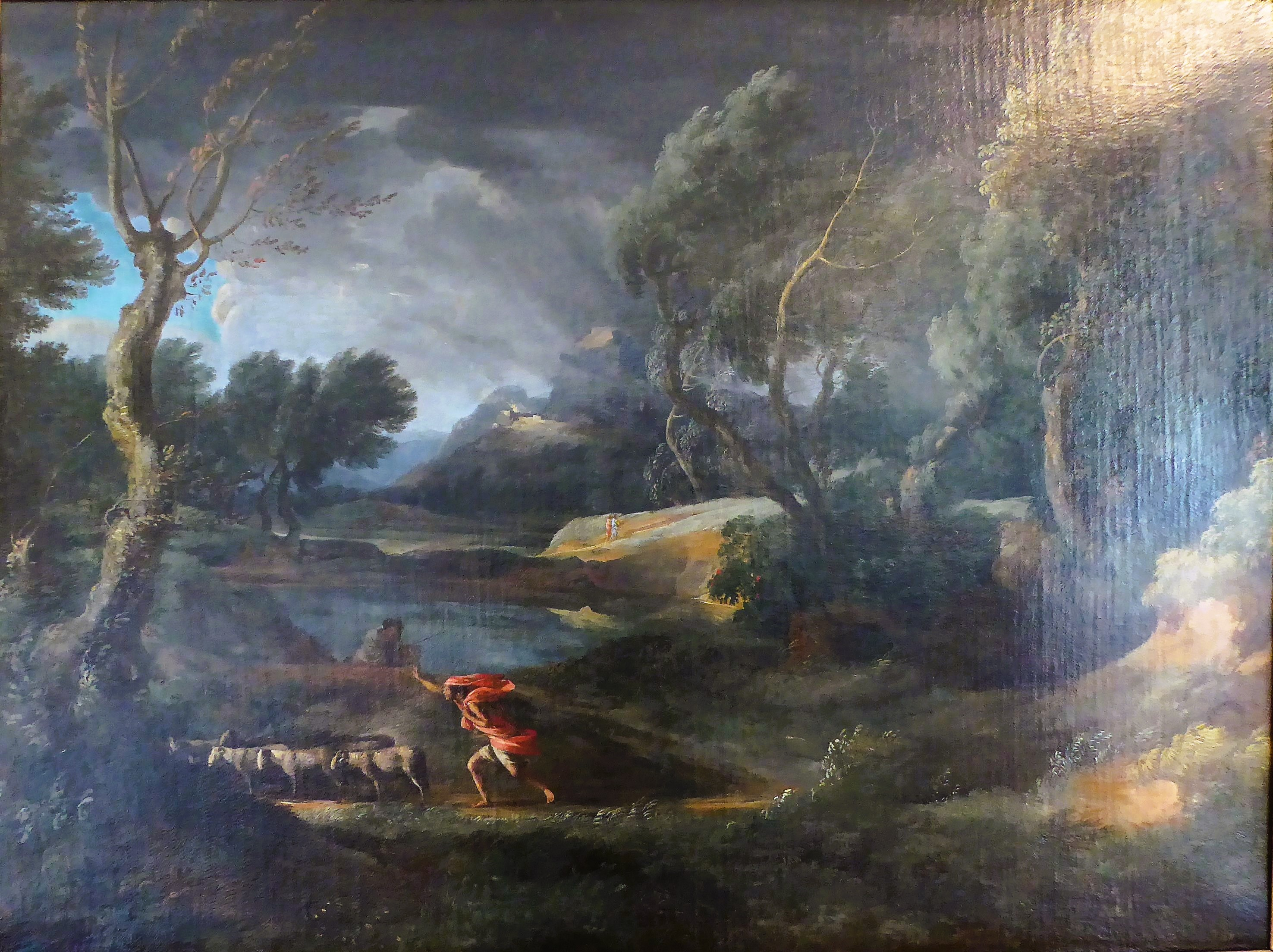
Gaspard Dughet, Paysage.
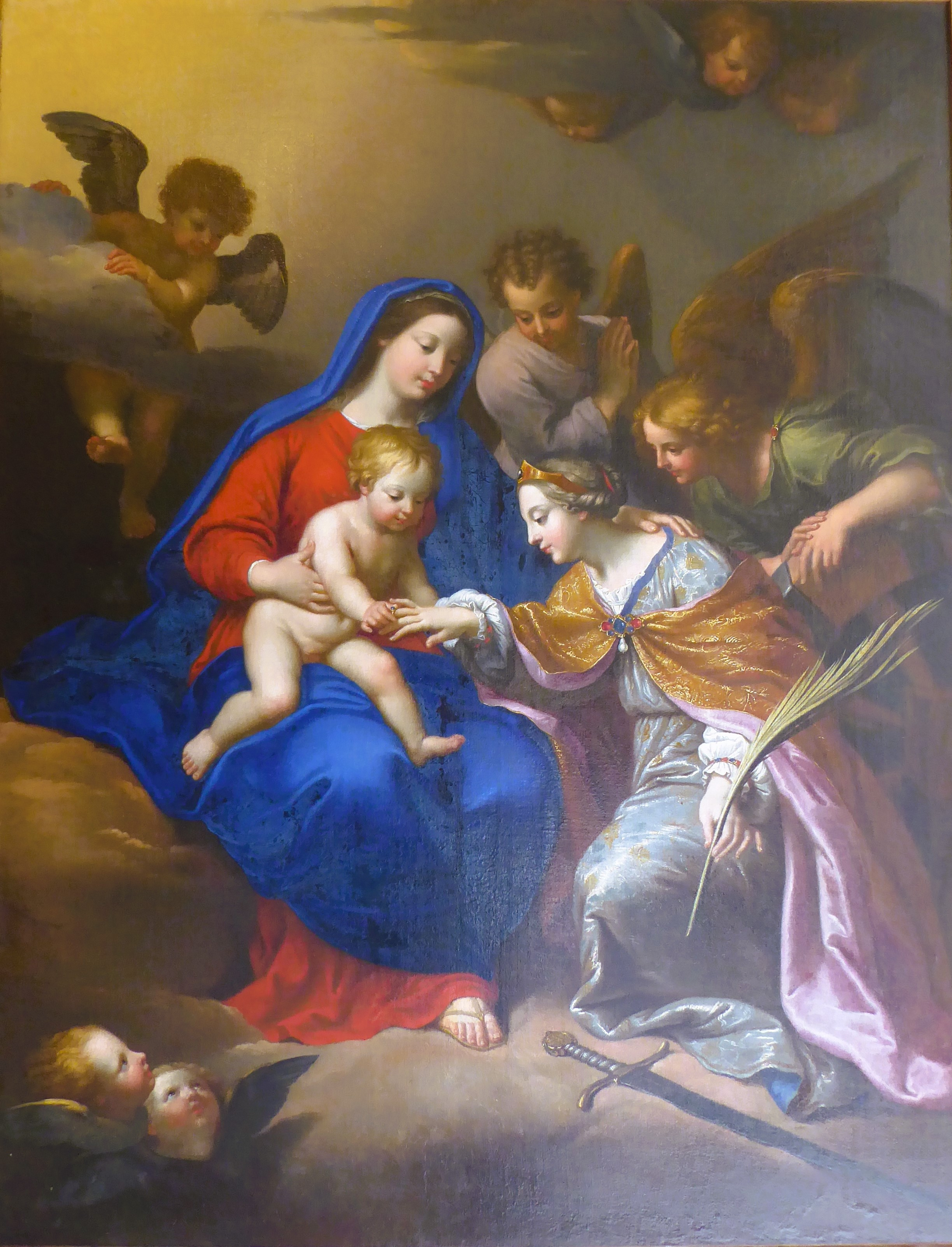
Pierre Mignard, Le mariage mystique de sainte Catherine.
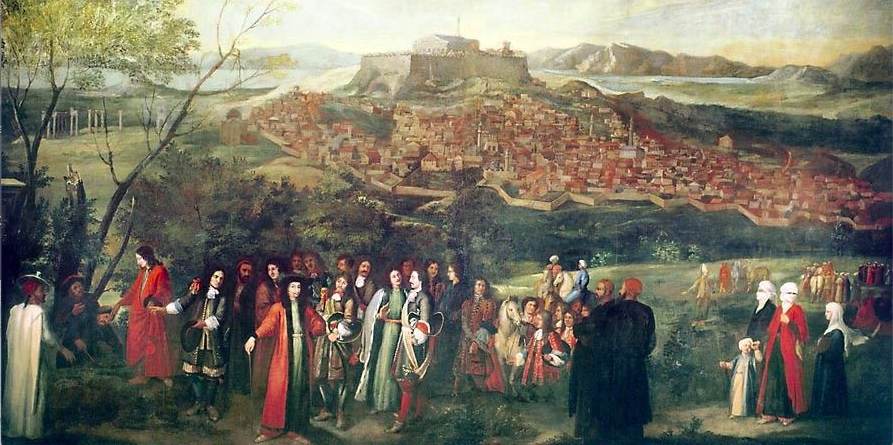
Jacques Carrey, Vue d'Athènes en 1674.

#### XVIIIesiècle
La section consacrée au XVIIIe siècle est particulièrement riche, avec des œuvres de Hyacinthe Rigaud (Portrait du duc de Saint-Simon, Le Comte Jan Andrzej Morsztyn et sa fille et Portrait d'homme), Nicolas de Largillierre (Portraits de Fontenelle et Charles Gobinet), François Boucher (Berger endormi, volé en 1996), Charles-Joseph Natoire (La Pêche), Carle Van Loo (Pomone et l'Adoration des bergers), Jean-Honoré Fragonard (Paysage (le Gué)), Jean Siméon Chardin (Le Singe peintre et Le Singe antiquaire), Jean-Baptiste Greuze (Portrait de Cambacérès), Claude Joseph Vernet (Marine), Hubert Robert (Vue des aqueducs de Maintenon), Jean-Germain Drouais (Philoctète sur l'île de Lemnos), Élisabeth Vigée Le Brun (Portrait de la comtesse Marie-Thérèse Antoinette de Cluzel), Pierre-Paul Prud'hon (Portrait de Marie-Louise).
Les écoles étrangères sont par exemple représentées par un portrait équestre de Catherine II, en uniforme d'officier, du peintre danois Vigilius Erichsen.

Peintures du XVIIIe siècle
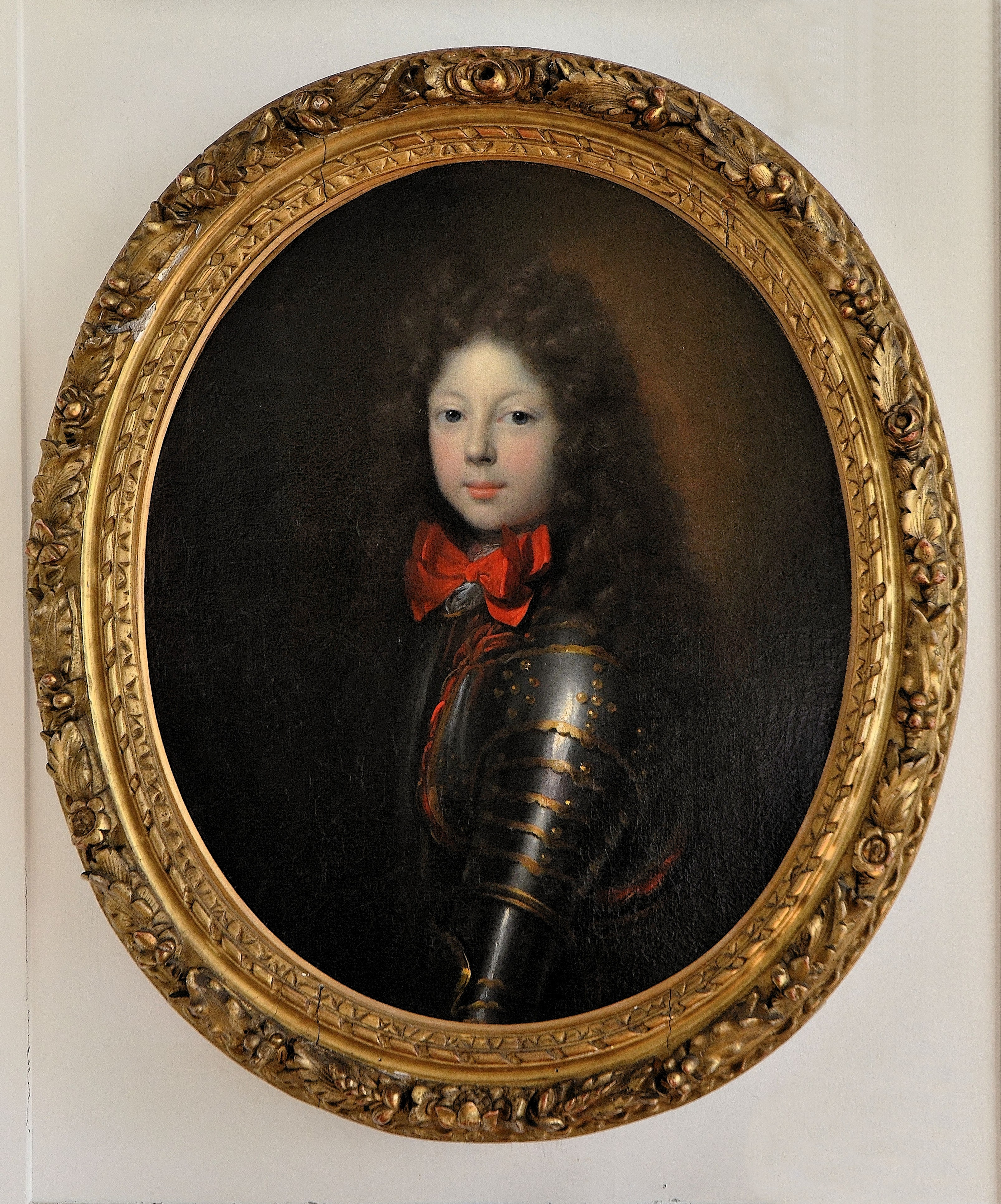
Hyacinthe Rigaud, Portrait de Louis de Rouvroy, duc de Saint-Simon • 1692.
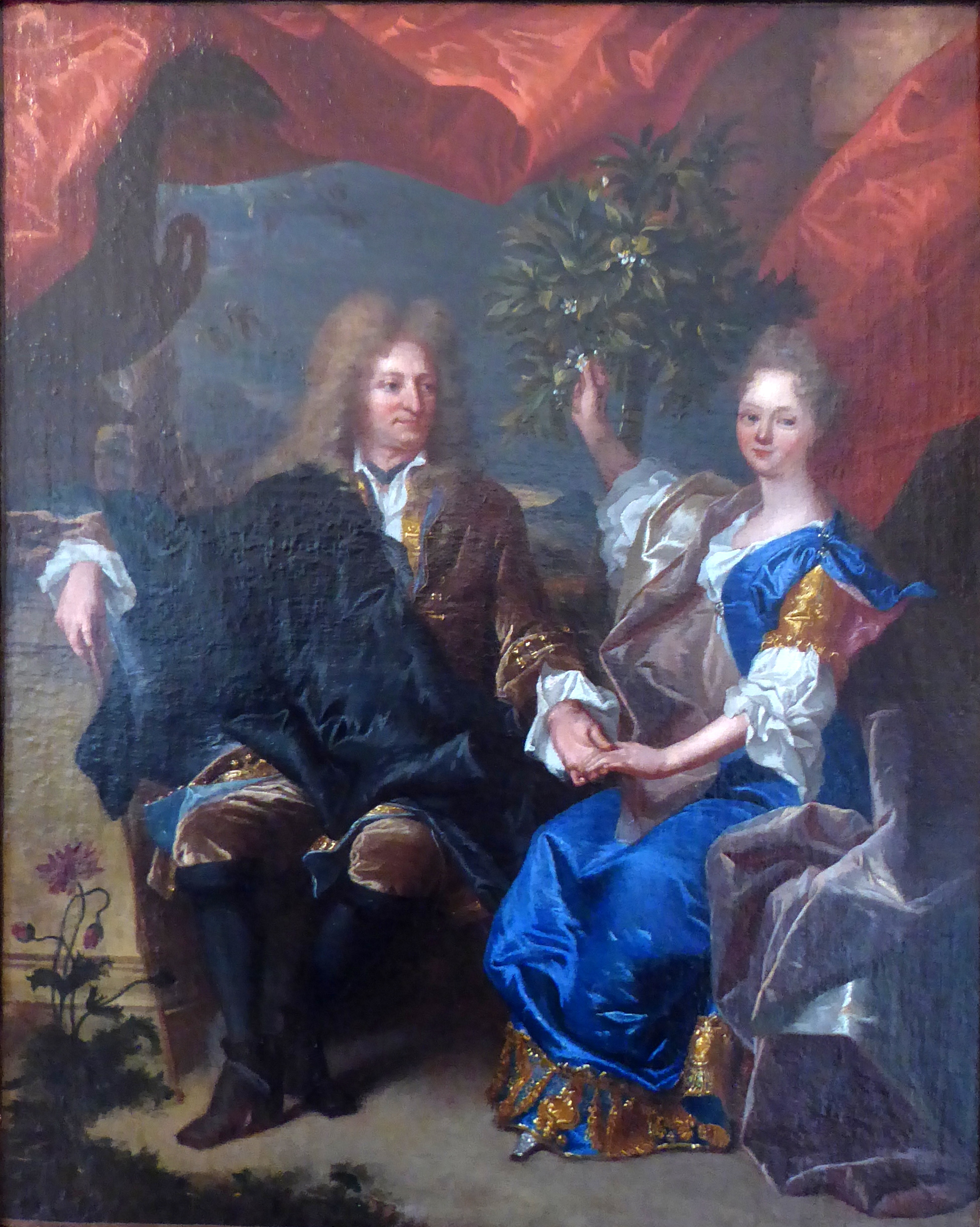
Hyacinthe Rigaud, Le Comte Jan Andrzej Morsztyn • 1692.
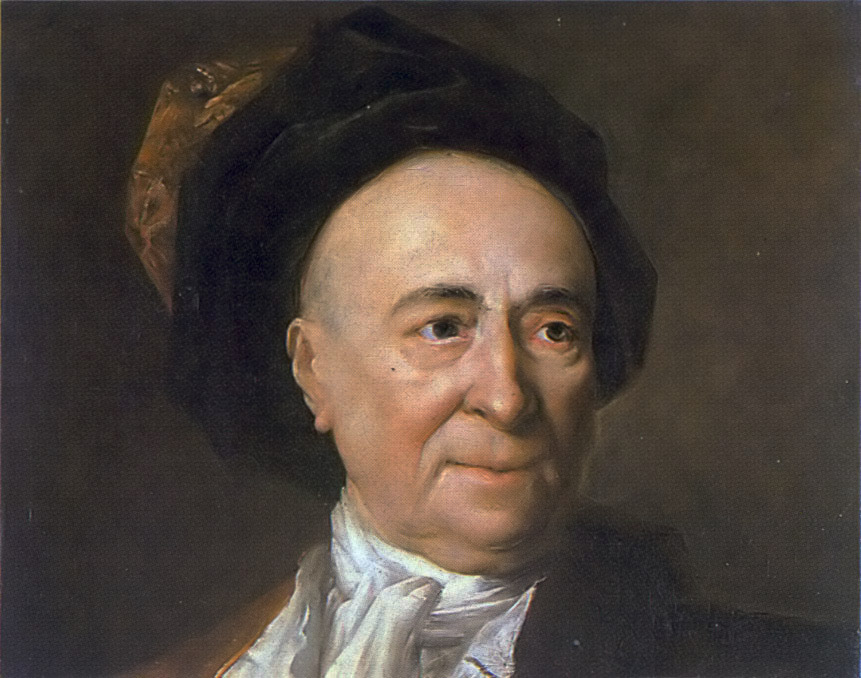
Nicolas de Largillierre, Portrait de Fontenelle.
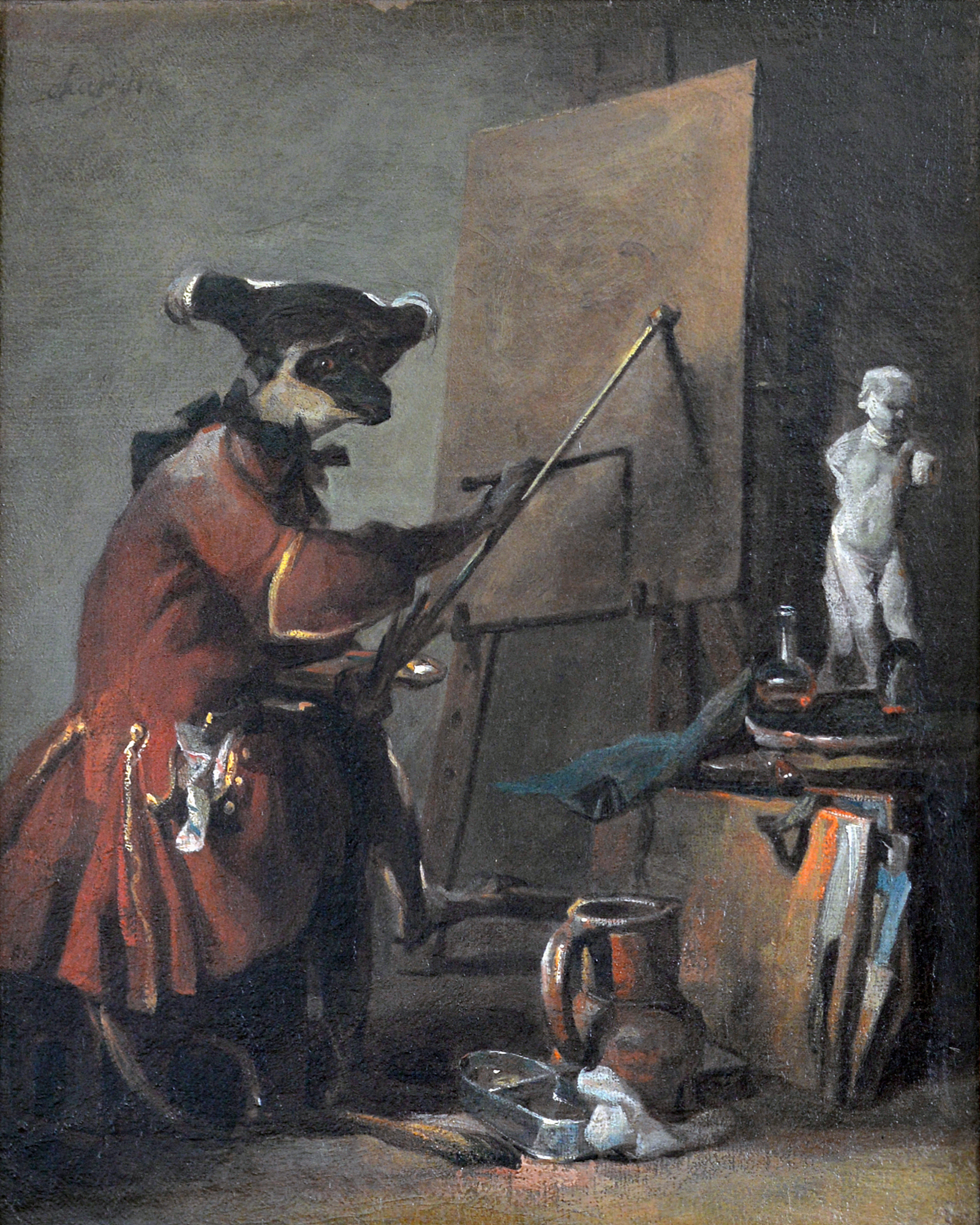
Jean Siméon Chardin, Le Singe peintre.
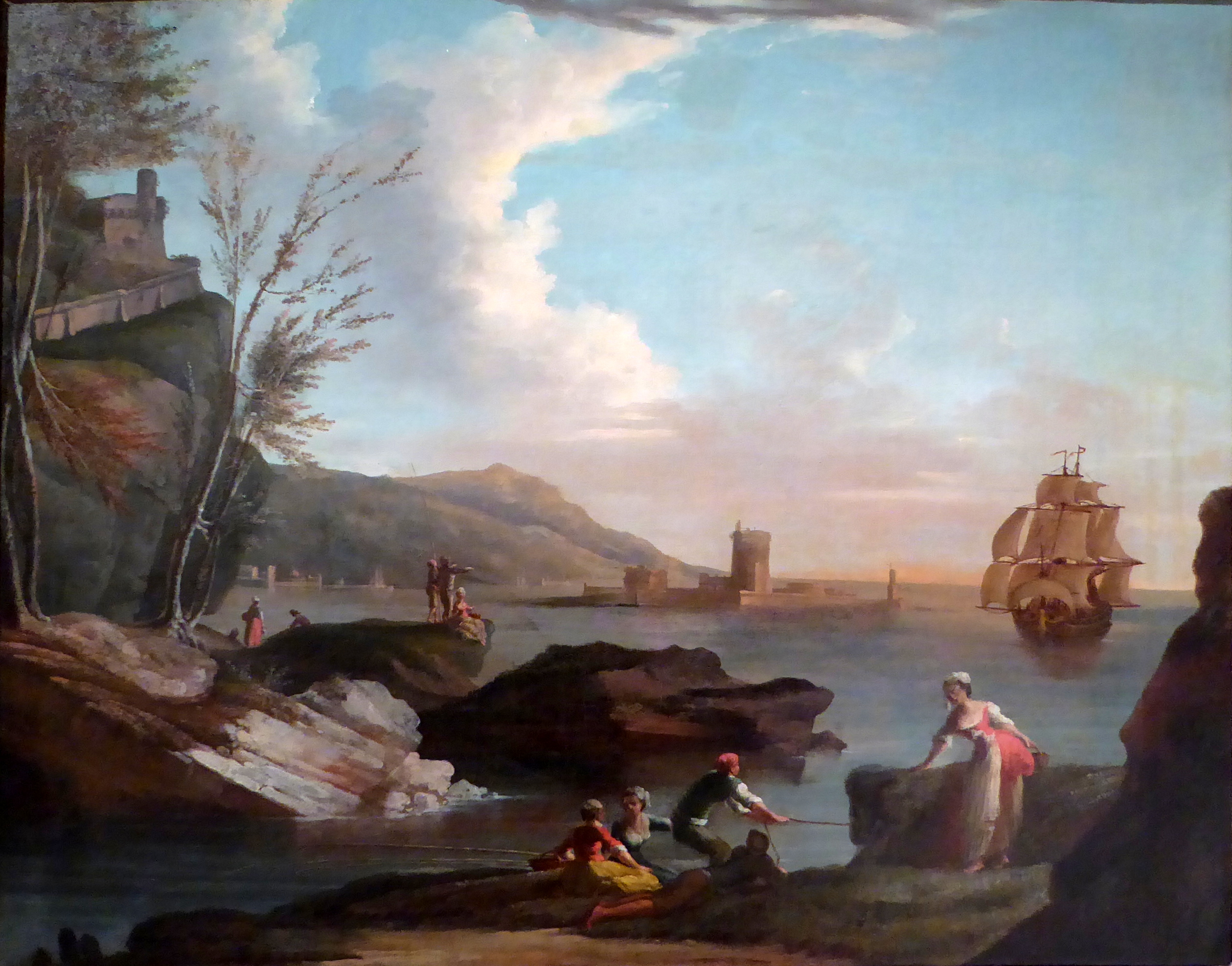
Claude Joseph Vernet, Marine.
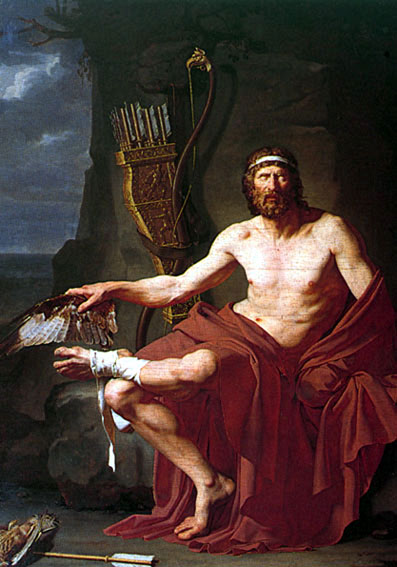
Jean-Germain Drouais, Philoctète sur l'île de Lemnos • 1788.
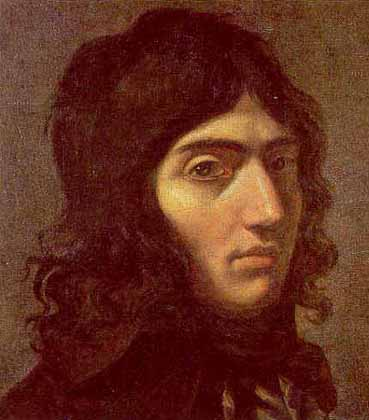
Joseph Boze, Portrait de Camille Desmoulins • 1791.

#### XIXesiècle
Concernant les œuvres du XIXe siècle, sont notamment présents François Gérard (réplique de l'Entrée de Henri IV à Paris le 22 mars 1594 en format réduit), Camille Corot (Le repos des chevaux), Philippe-Auguste Jeanron (Scène de Paris), Adolphe Lalyre (Sainte Cécile), Johan Barthold Jongkind (Paysage), Léon Mathieu Cochereau (Le boulevard des Capucines et Cours fait par Prévost pour apprendre à peindre les panoramas), Alexandre Ségé (Une ferme à Ouerray).

Peintures du XIXe siècle
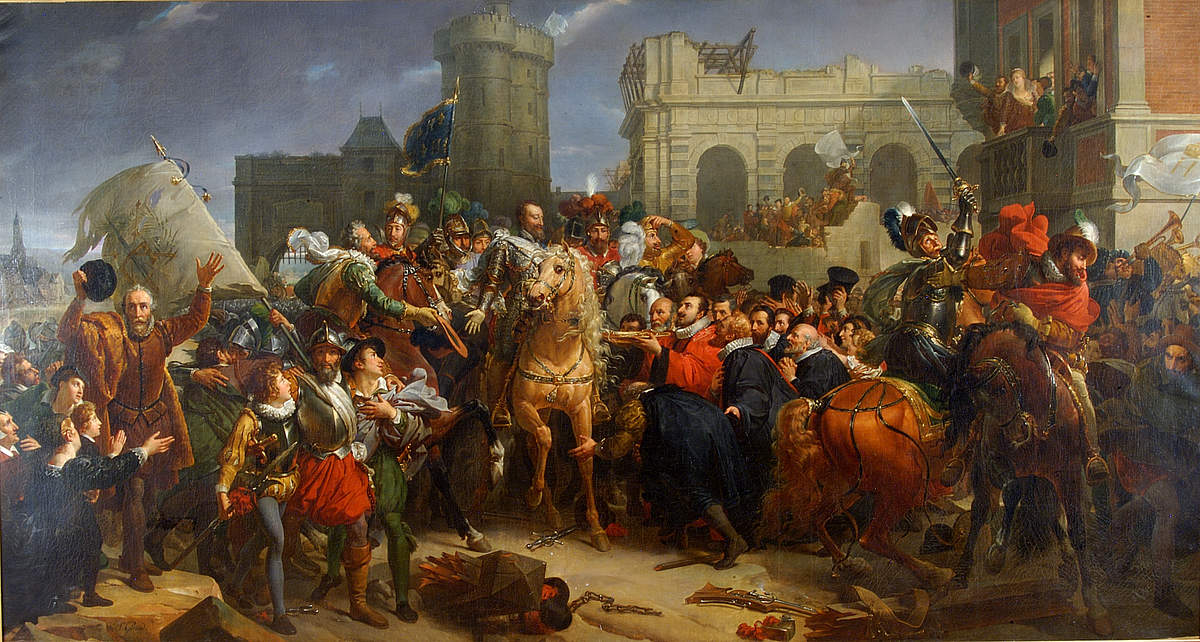
François Gérard, Entrée de Henri IV à Paris le 22 mars 1594 (original de 1817).
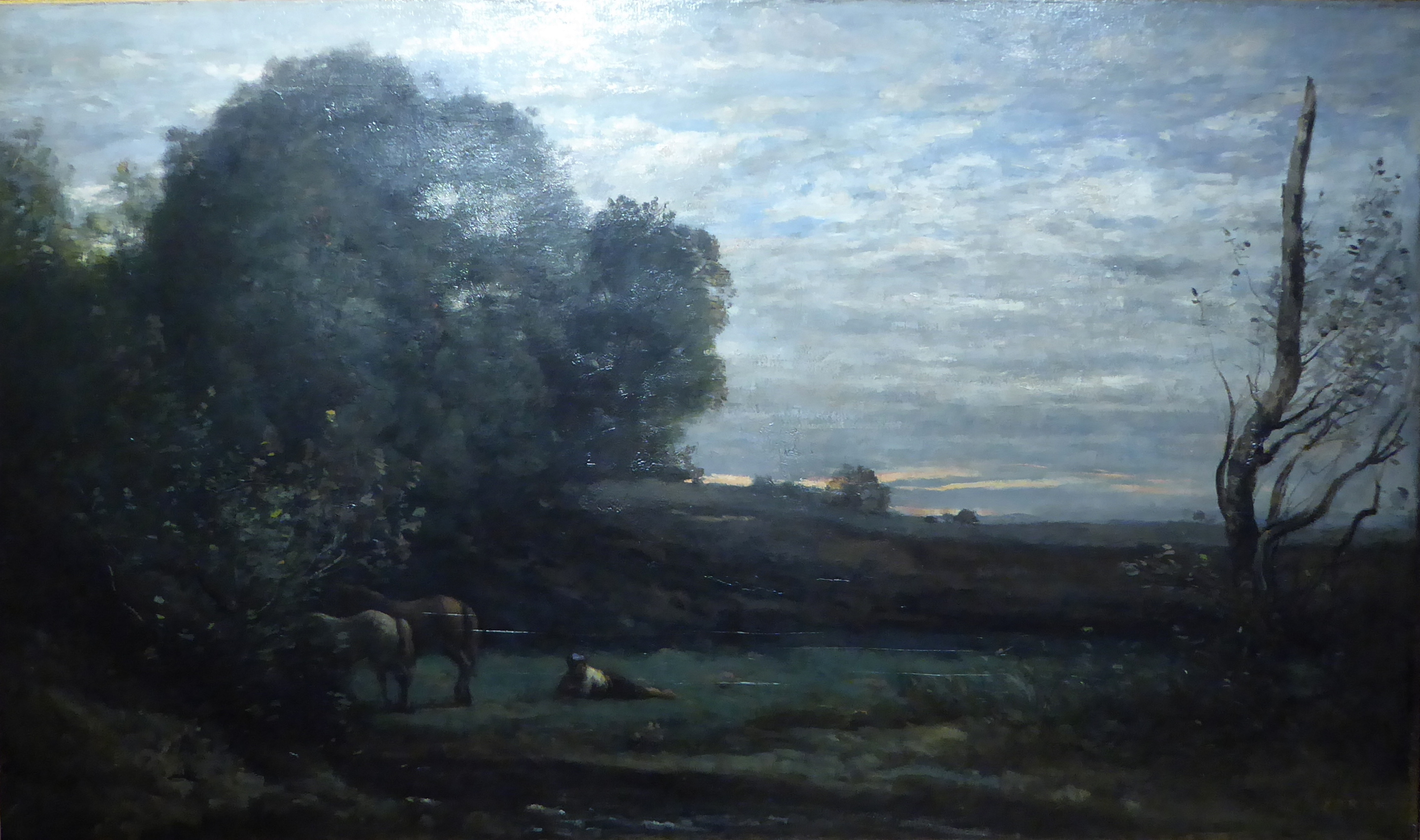
Camille Corot, Le Repos des chevaux • Après 1855.
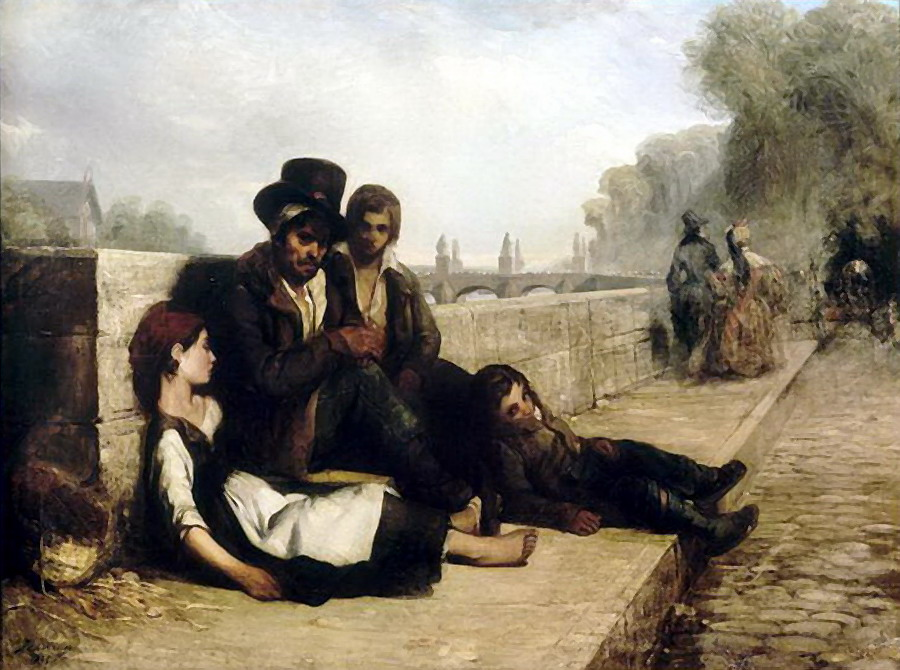
Philippe-Auguste Jeanron, Scène de Paris • 1833.
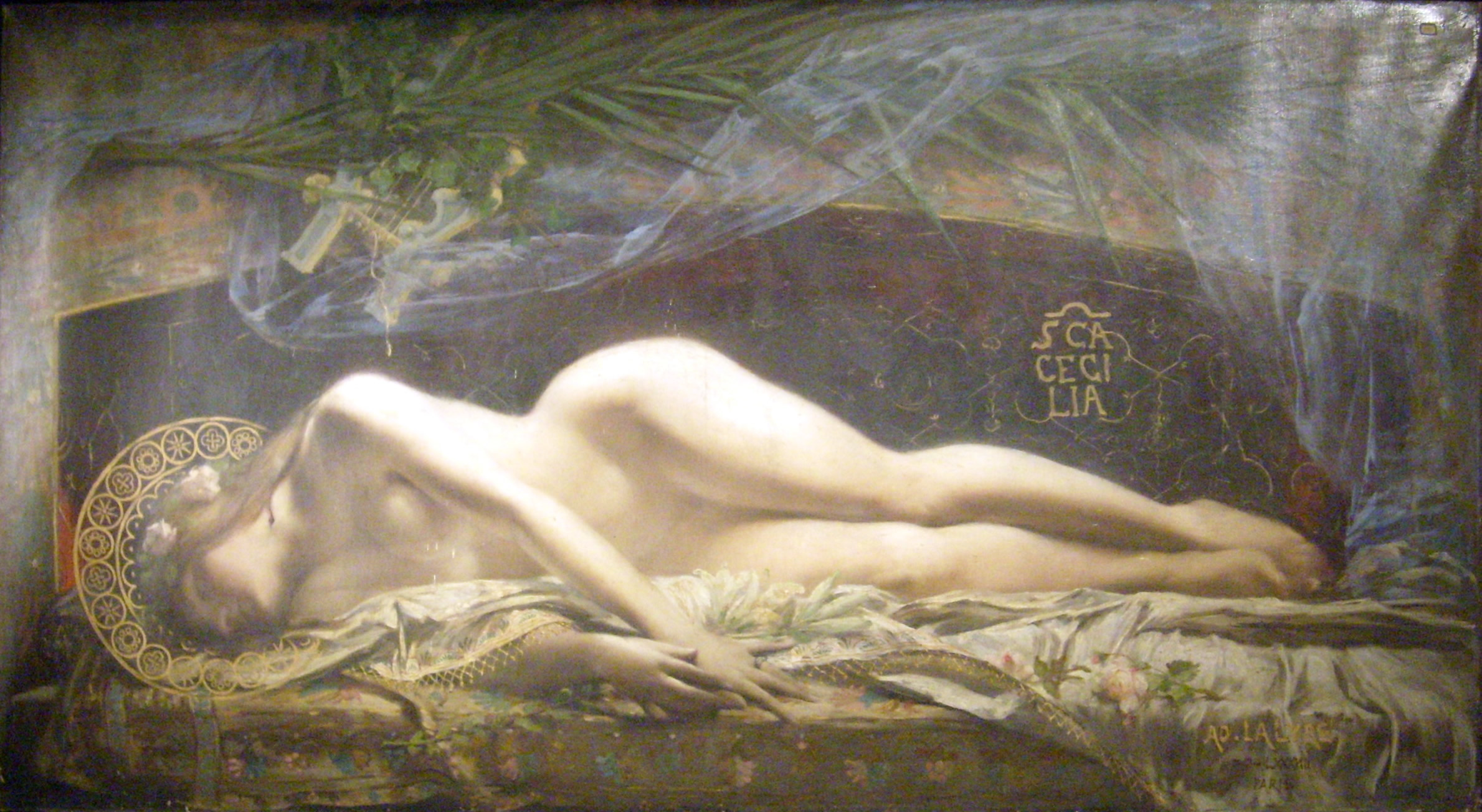
Adolphe Lalyre, Sainte Cécile • 1896.

#### XXesiècle
Pour le XXe siècle, figurent en particulier des œuvres de Chaïm Soutine (Le Grand enfant de chœur, Les escaliers de Chartres, La raie, La Femme au lit ou La Liseuse, ), Paul Sérusier (La musique ou Sainte Cécile au clavecin), André Derain (Portrait de Vlaminck), Octave Morillot (Léda et le cygne, huile sur toile, mai 1925) et Henri Villain, auquel une exposition temporaire est consacrée en août 2018.
Une salle est consacrée à l'œuvre de Vlaminck, ainsi qu'à sa collection personnelle d'art africain, avec une vingtaine d'œuvres présentées, dont Nature morte au panier de fruits, Nature morte au pichet et à l'orange (1910), Bords de Seine (1912), Bouquets de pavots (1914), Effet de neige à Beauche (1932), Les bottes de navets (1933), L'incendie (1945), Les meules de blé (1950), Vue de Saint-Maurice-lès-Charencey sous la neige (1950), La baie des Trépassés (1952), Bouquet d'anémones (1955), Marine (1956).
Sont également présentes des œuvres de Maurice Marinot et de Jean Guérin, ami de Jean Cocteau, ayant surtout travaillé aux États-Unis.

Peintures du XXe siècle
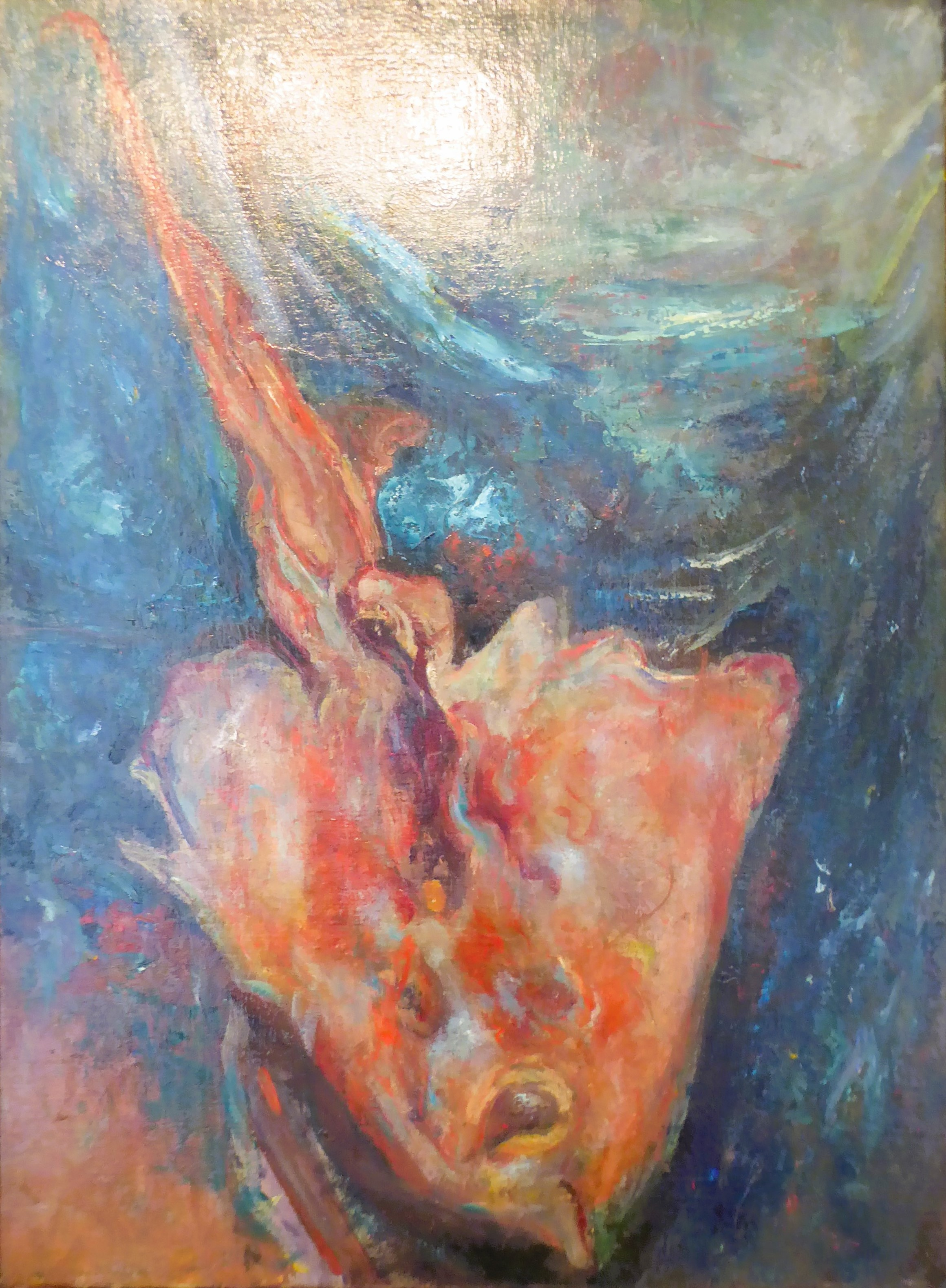
Chaïm Soutine, La raie • 1923.
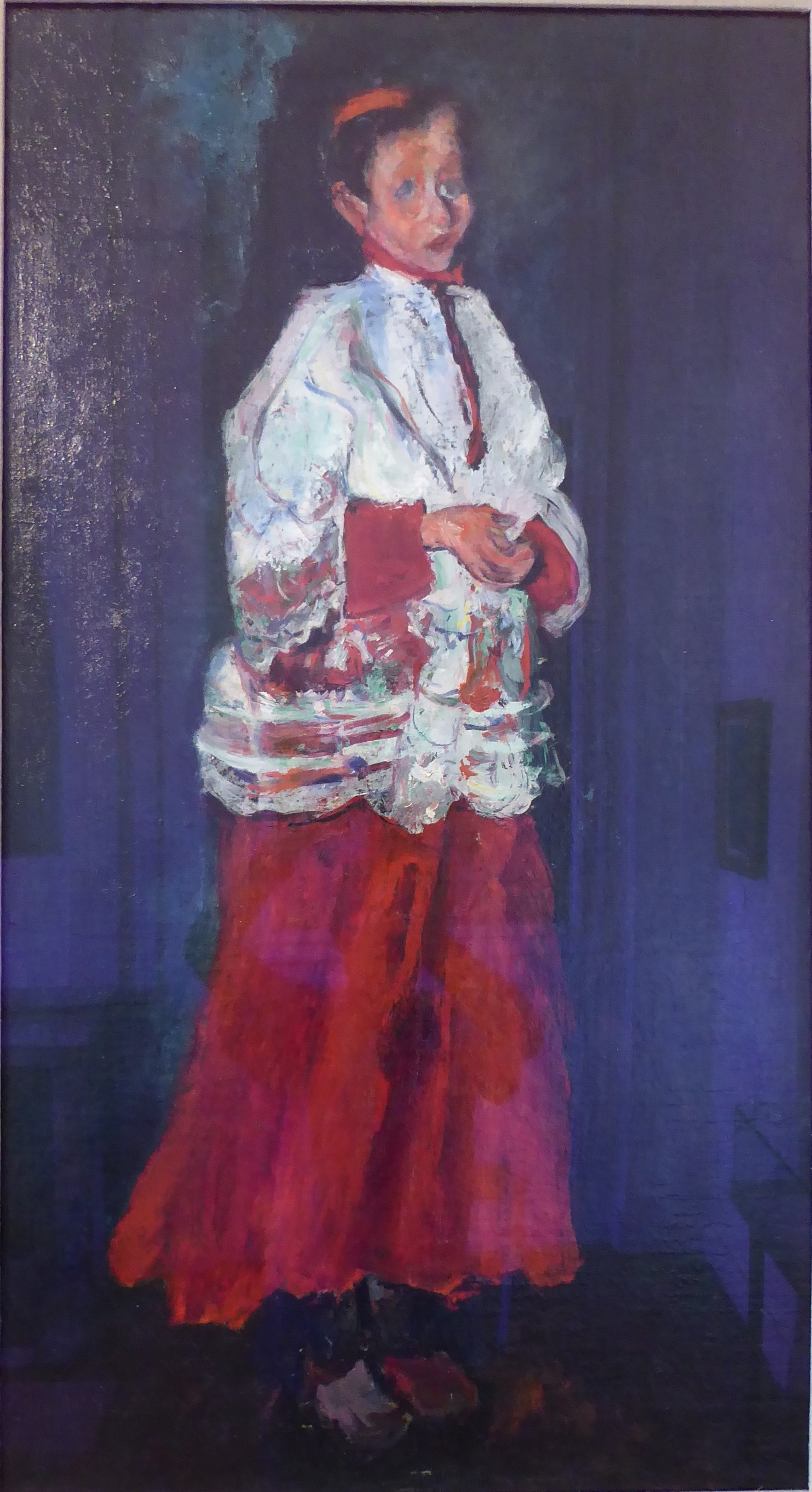
Soutine, Le grand enfant de chœur • 1925.
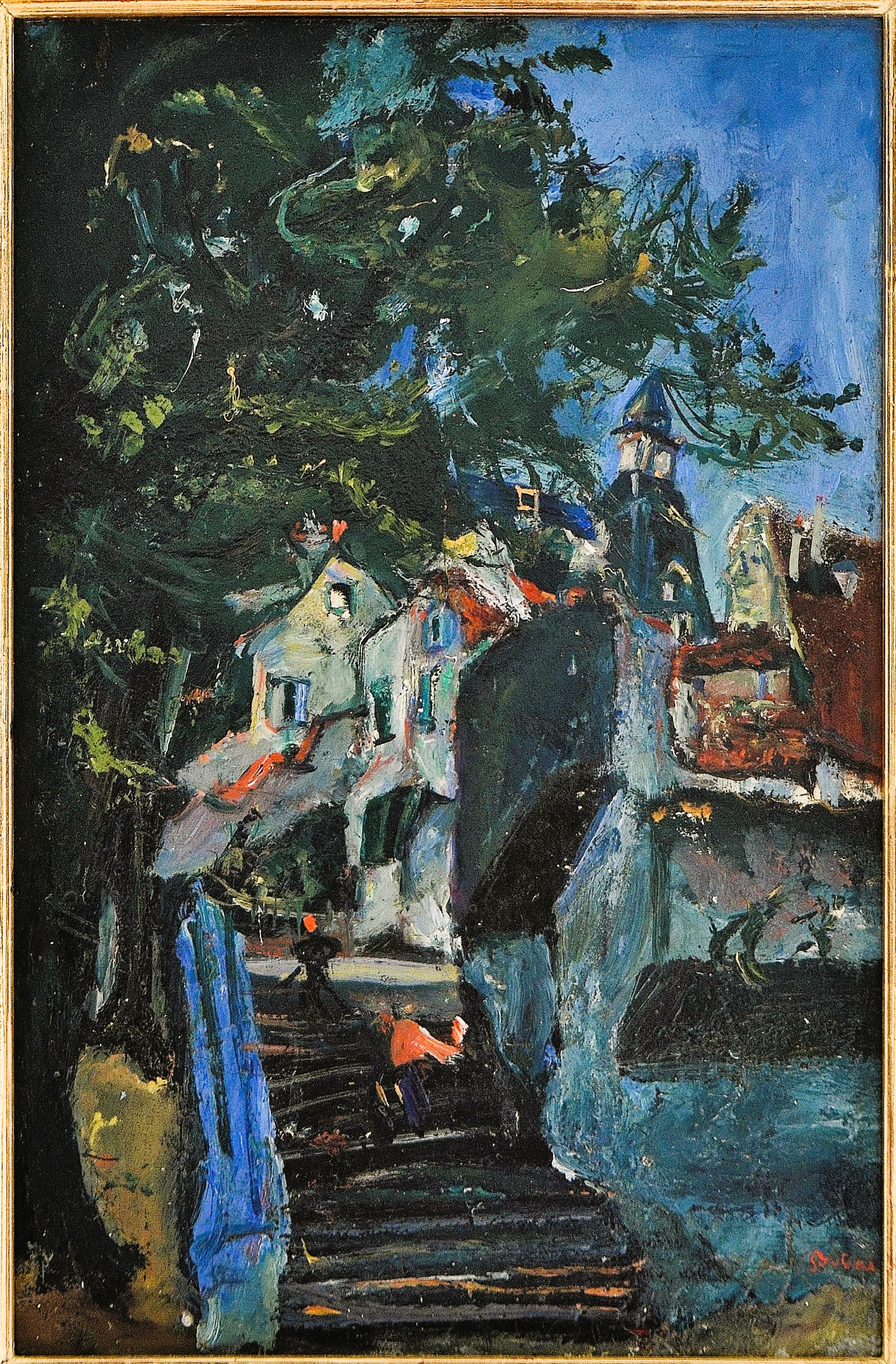
Soutine, Les escaliers de Chartres • 1933.
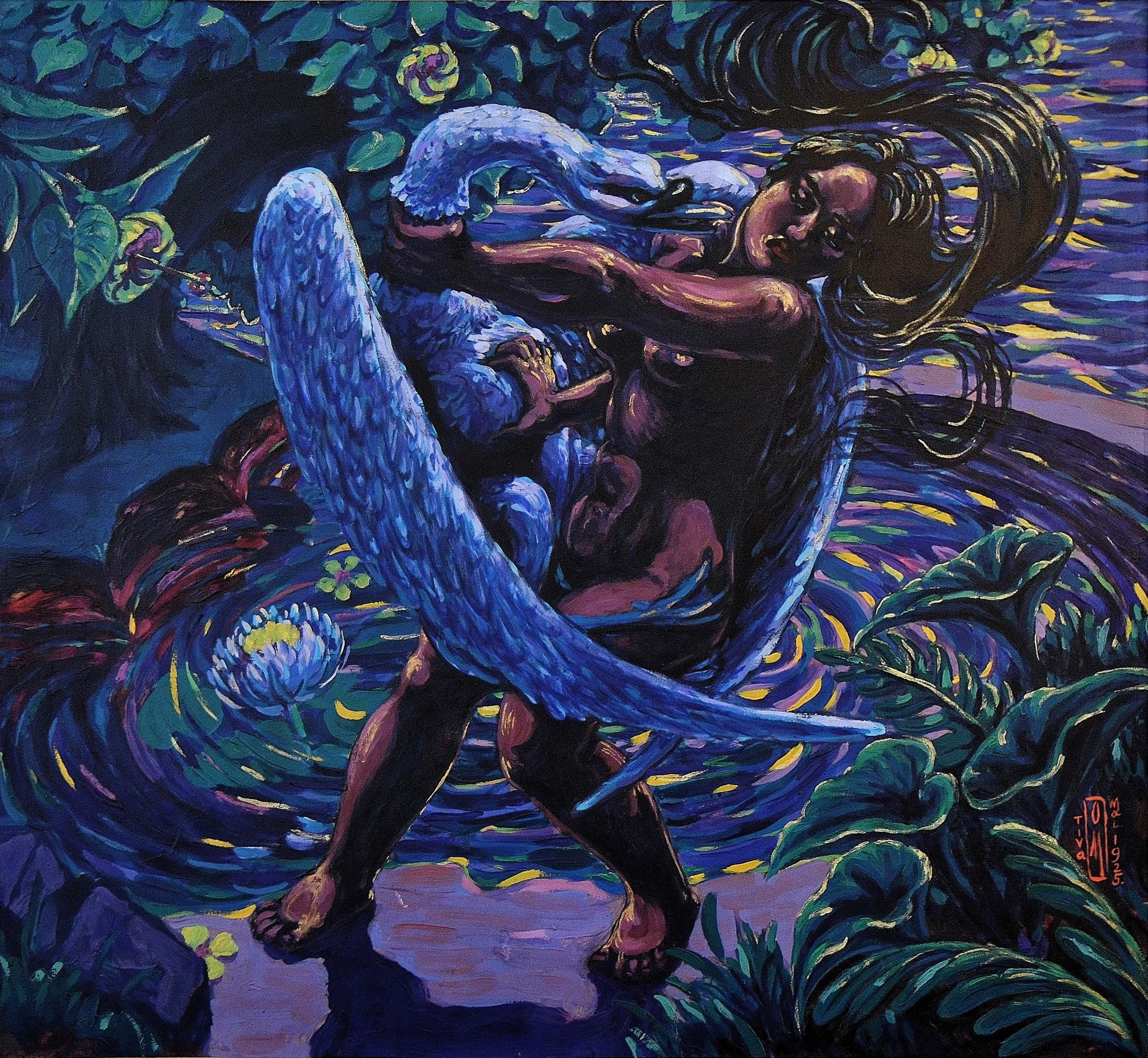
Octave Morillot, Léda et le cygne • 1925.
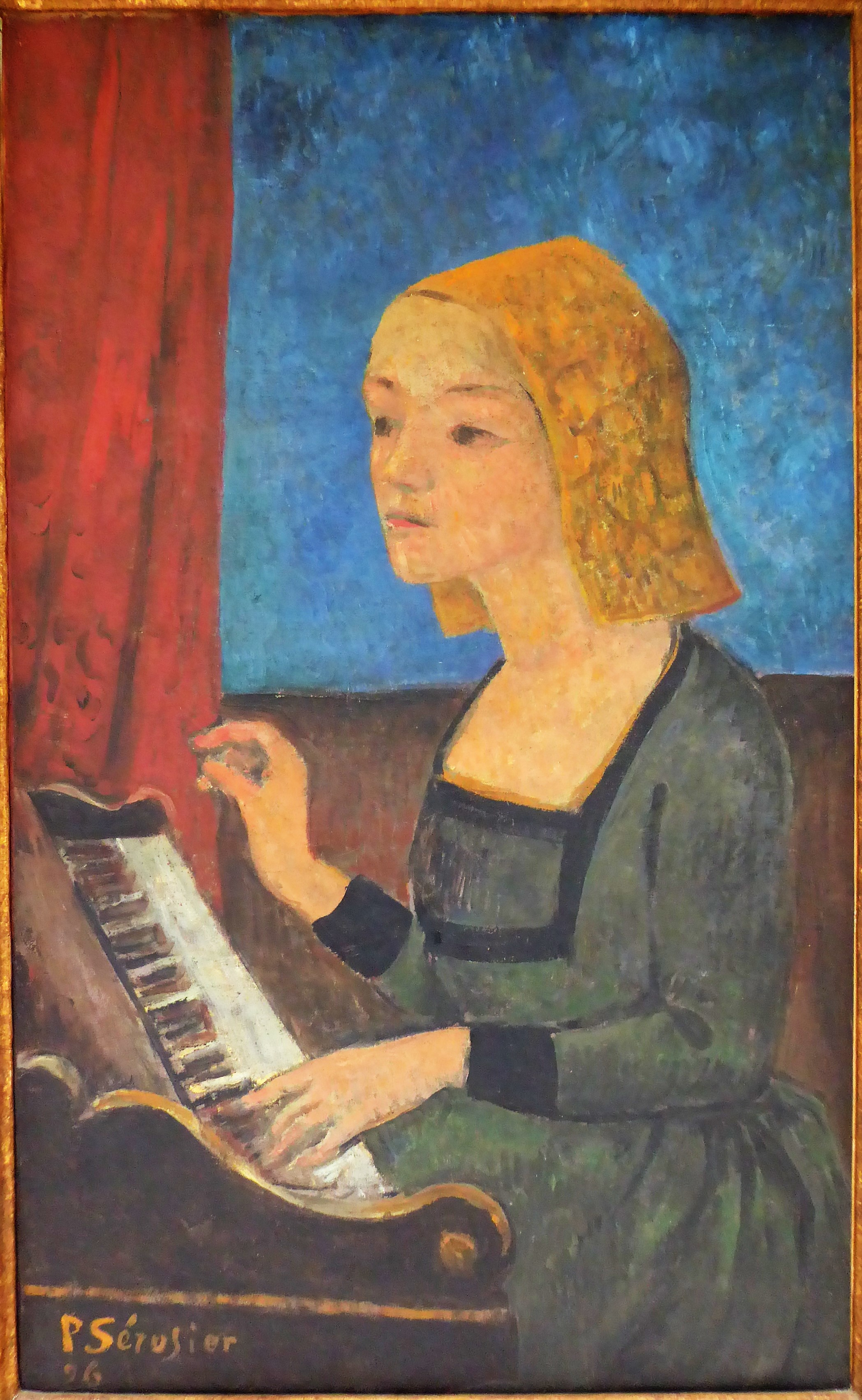
Paul Sérusier, La Musique • 1926.
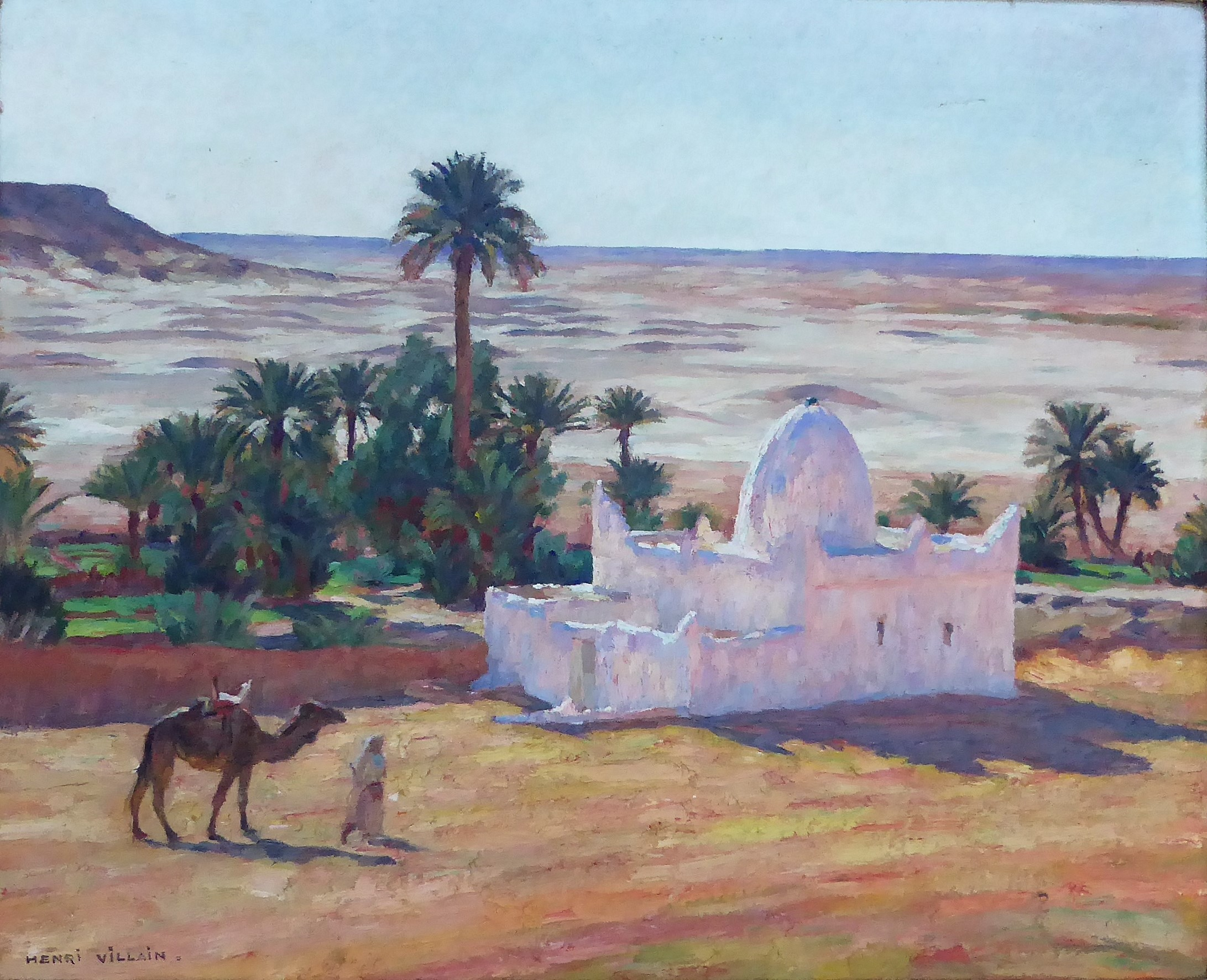
Henri Villain, Marabout à Béni Abbès • 1927.
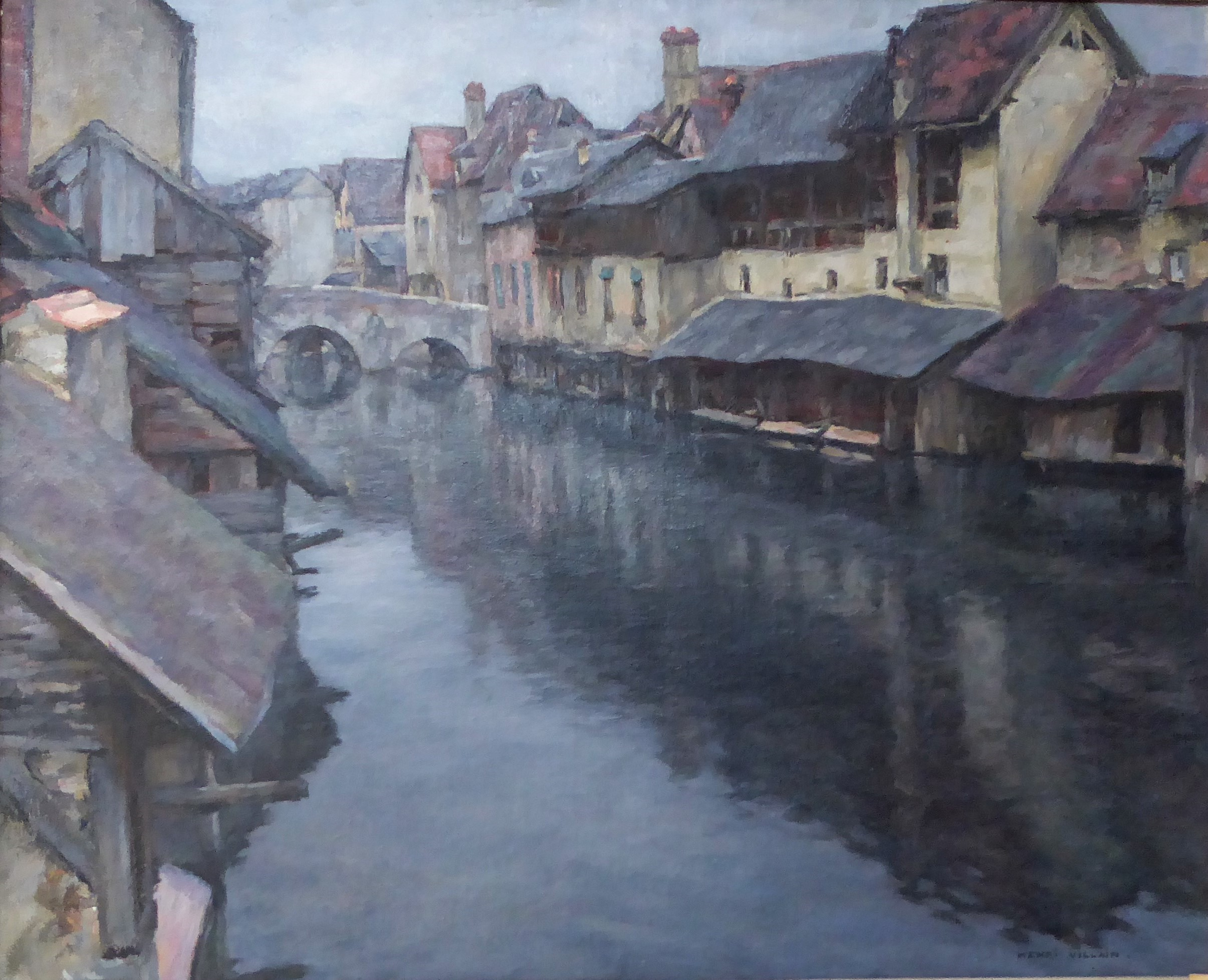
Henri Villain, Vieux lavoirs sur l'Eure • 1936.

### Émaux

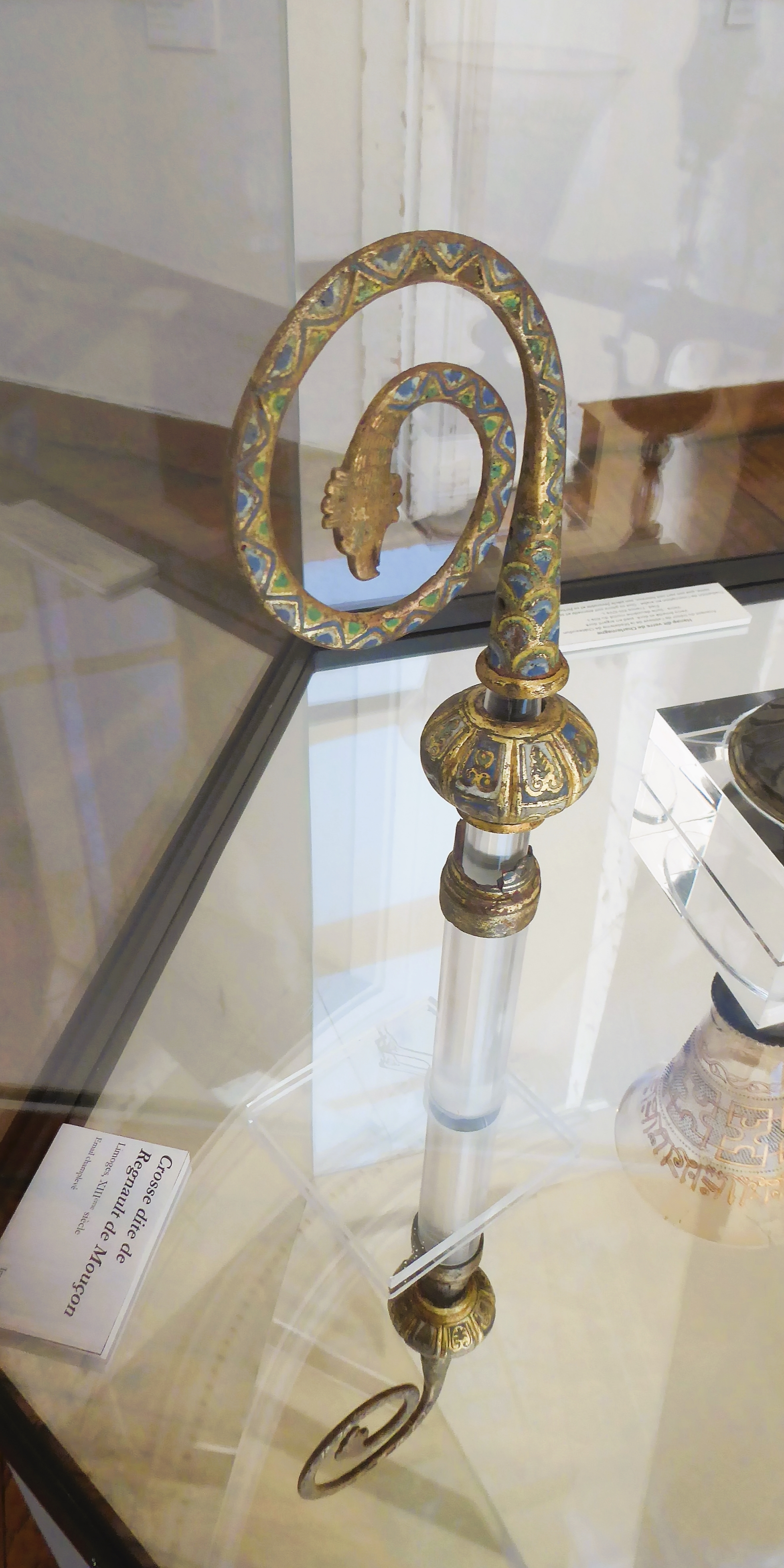
Crosse de Regnault de Mouçon,.

Un ensemble exceptionnel d'émaux, classé monument historique au titre d'objet, de Léonard Limosin (émailleur) et Michel Rochetel (cartonnier), représentant les douze Apôtres est présenté.
Est également exposée la crosse dite de Regnault de Mouçon, évêque de Chartres de 1182 à 1217. La crosse est en émail champlevé de Limoges du XIIIe siècle.

La série des douze apôtres de Léonard Limosin - 1547
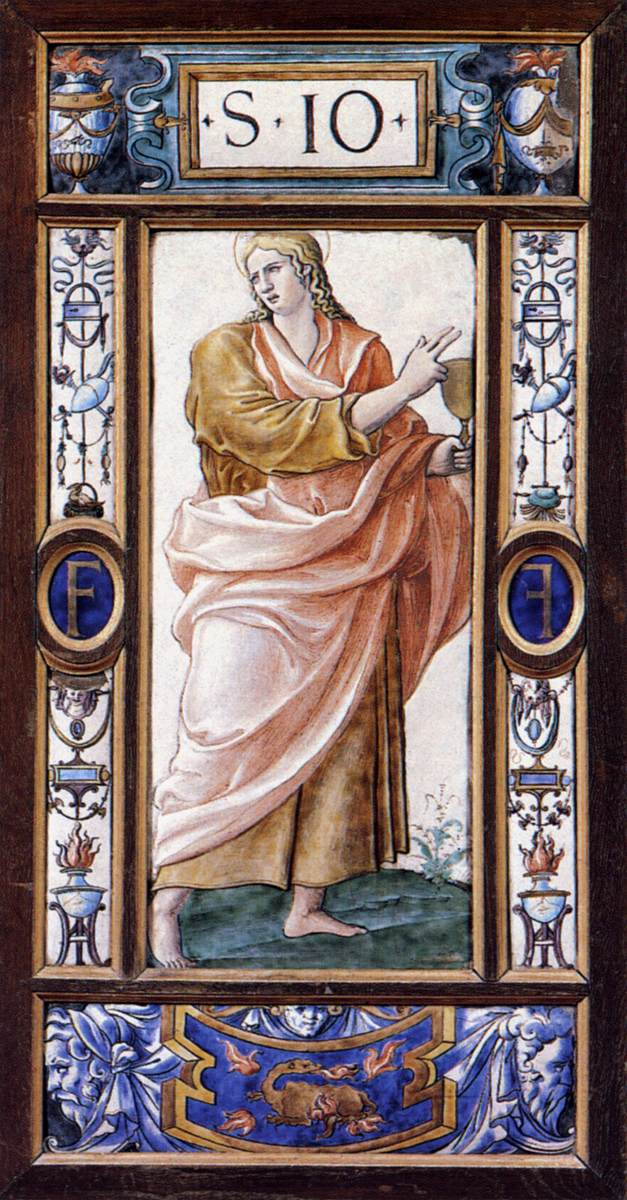
Saint Jean.
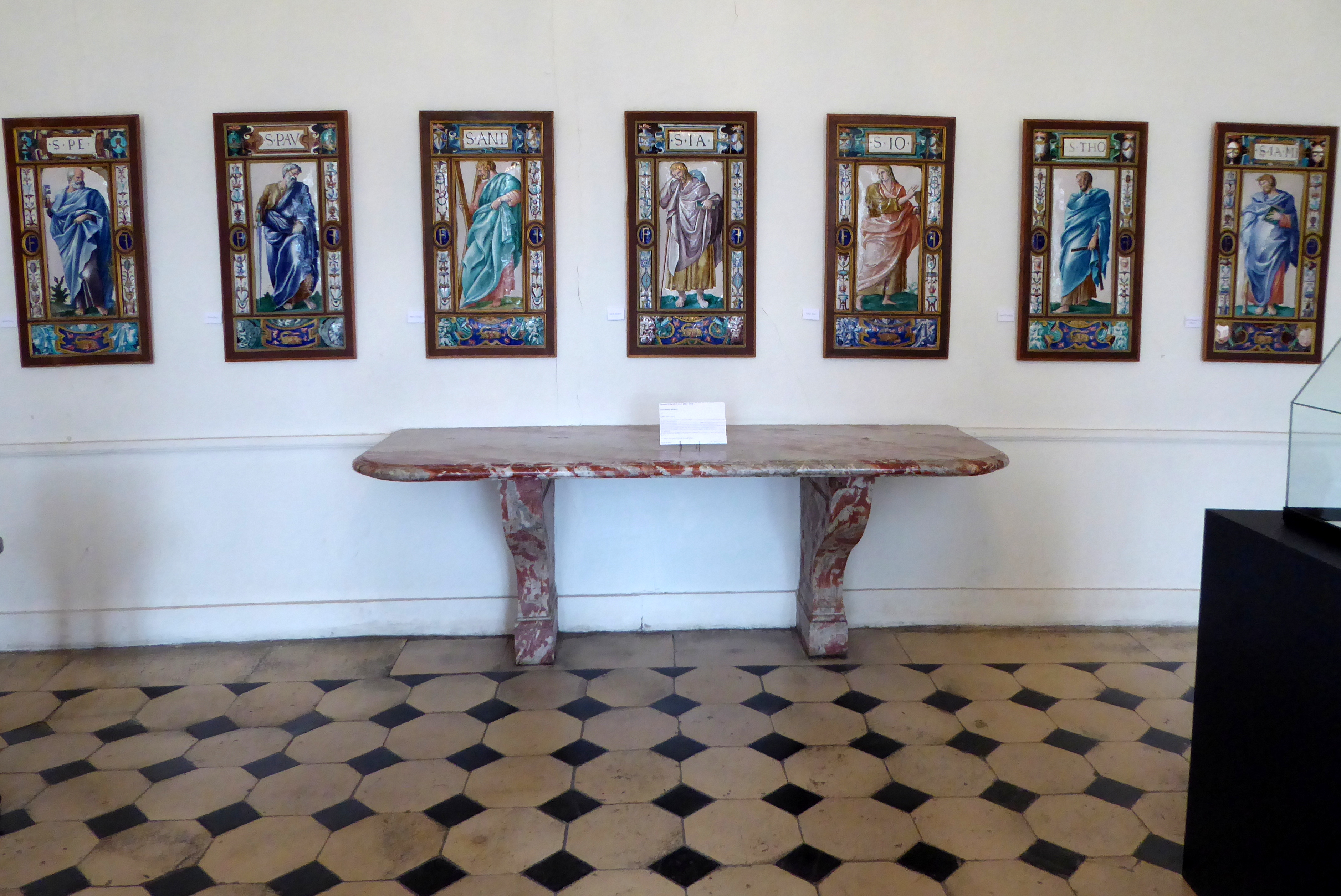
La série des 12 apôtres : Pierre, Paul, André, Jacques, Jean, Thomas, Jacques le Mineur
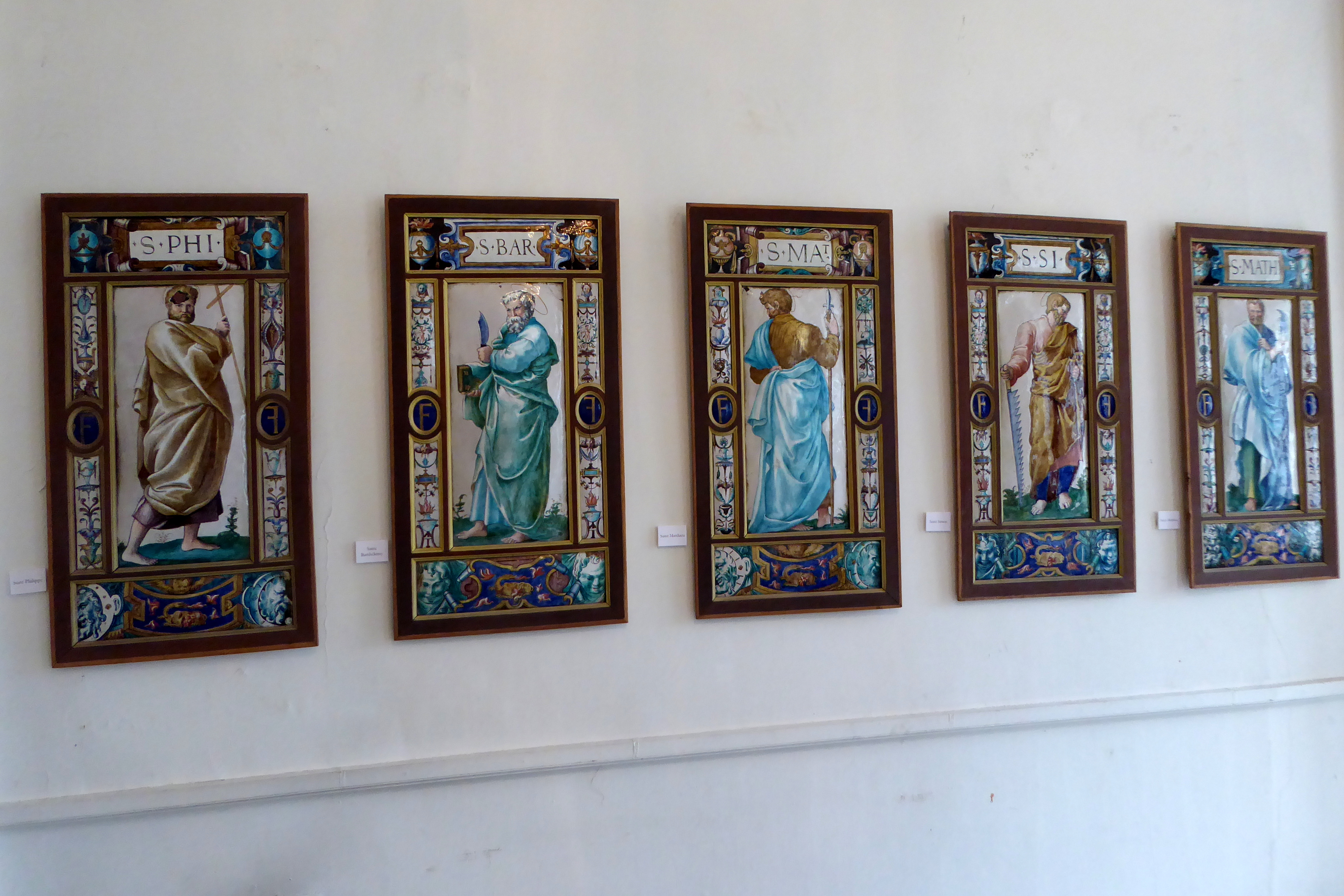
La série des 12 apôtres : Philippe, Barthélemy, Mathieu, Simon, Mathias
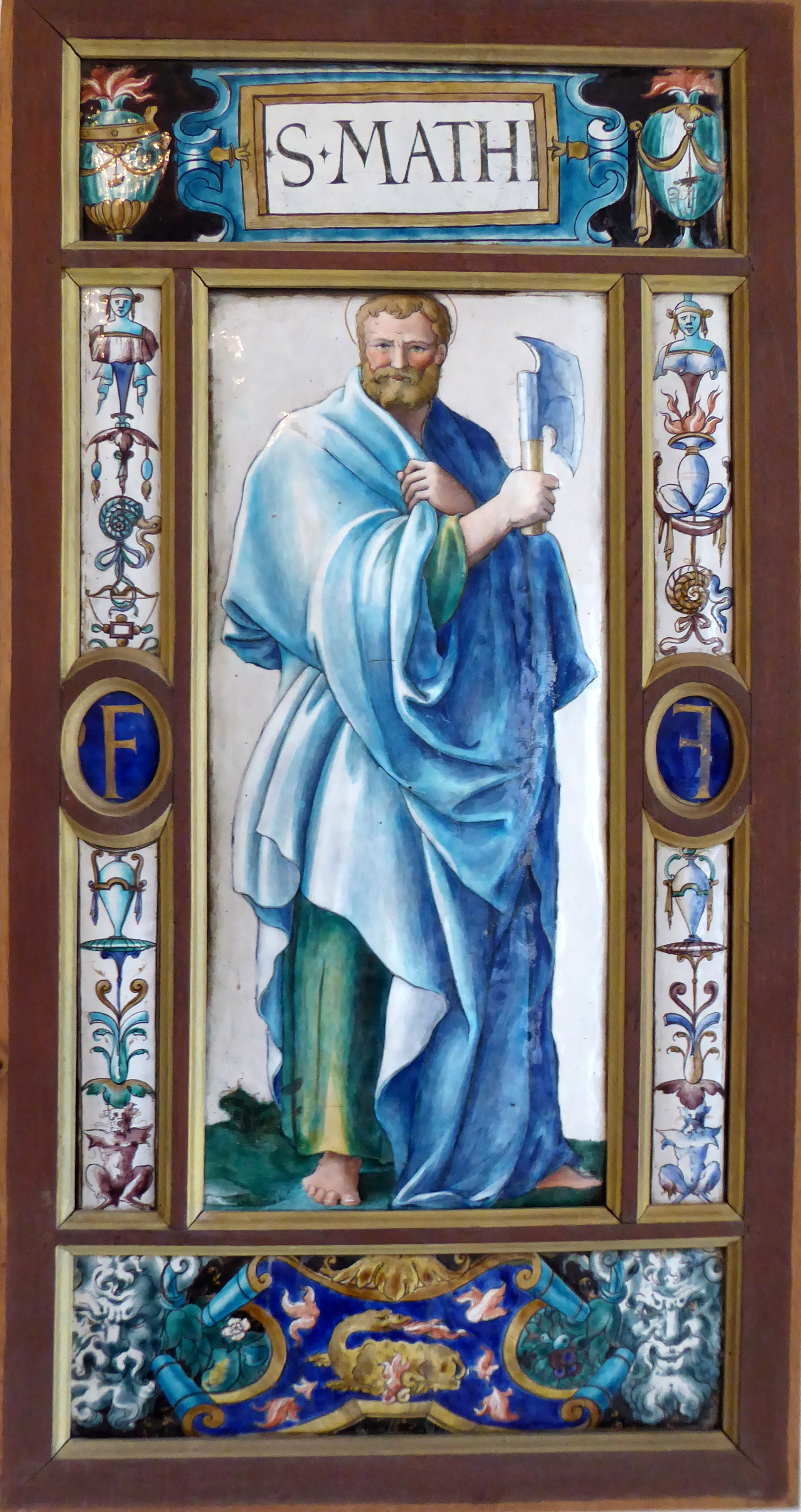
Saint Mathias.

### Sculpture
En sculpture, il faut remarquer le bas-relief intitulé Tuerie d'Auguste Préault (bronze de 1851 réalisé à partir du plâtre original de 1834), considéré comme le manifeste du romantisme en sculpture.
Sont également exposées des œuvres du sculpteur souabe Ivo Strigel (Sainte Catherine, Saint Nicolas, vers 1490), de François Marchand (Saint Paul captif, 1543,  Classé MH (1949)), de Charles-Antoine Bridan (La Fidélité, la paire Jeune garçon tenant un oiseau et Jeune fille tenant un nid, Enfants à la chèvre daté de 1768 et deux bas-reliefs provenant de l'ancien jubé de la cathédrale, Le signe donné à Achaz et L'Immaculée Conception), de Gabriel Jules Thomas (maquette en plâtre de la statue de Marceau afin d'orner la façade du Louvre), de Paul Richer (Faucheur, Salon de 1889, Forgerons, années 1890 et Travaux de la moisson, bas-relief de 1895).

Collection de sculptures
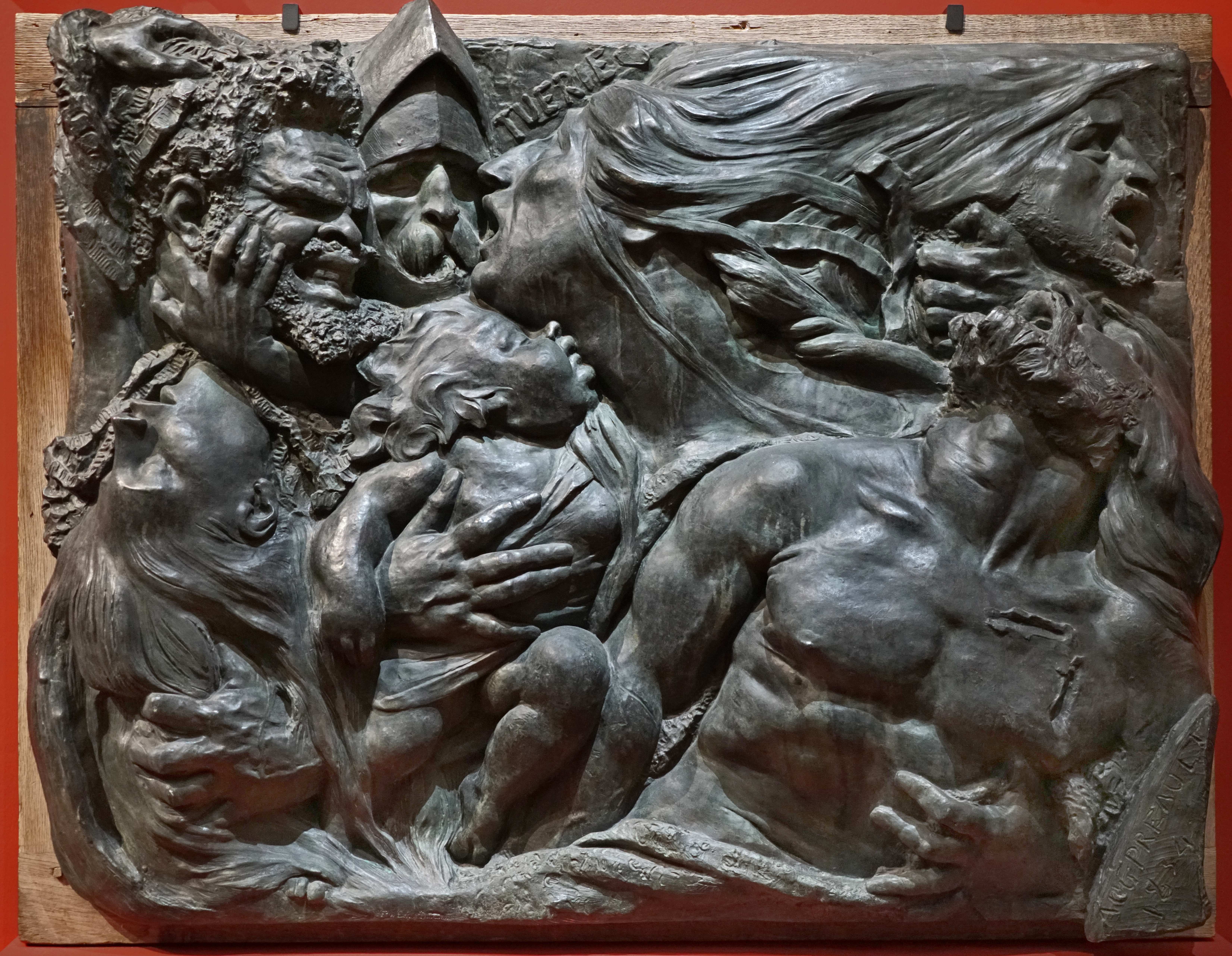
Tuerie, 1834-1850, Auguste Préault.
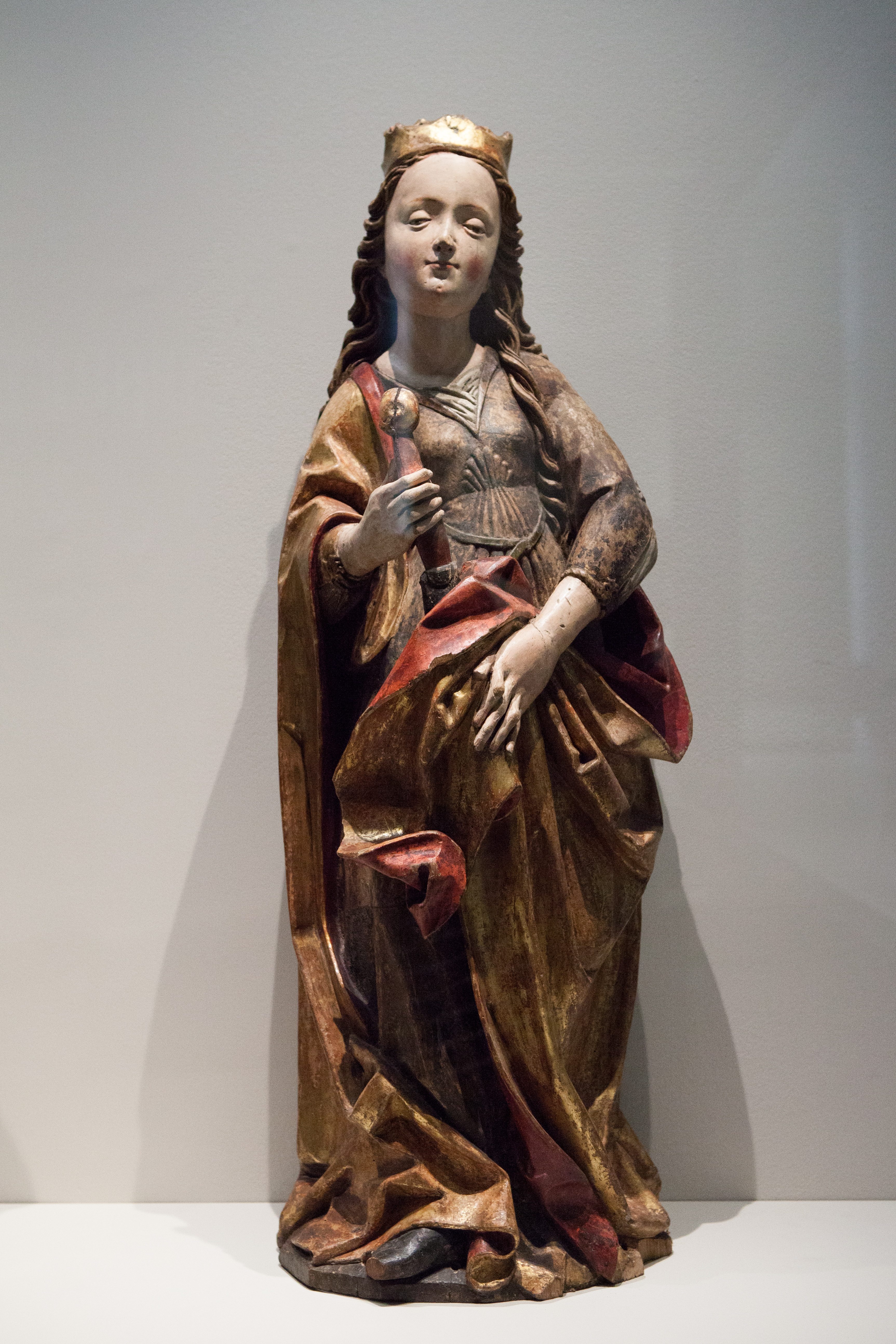
Sainte Catherine, atelier d'Ivo Strigel de Memmingen, vers 1490.
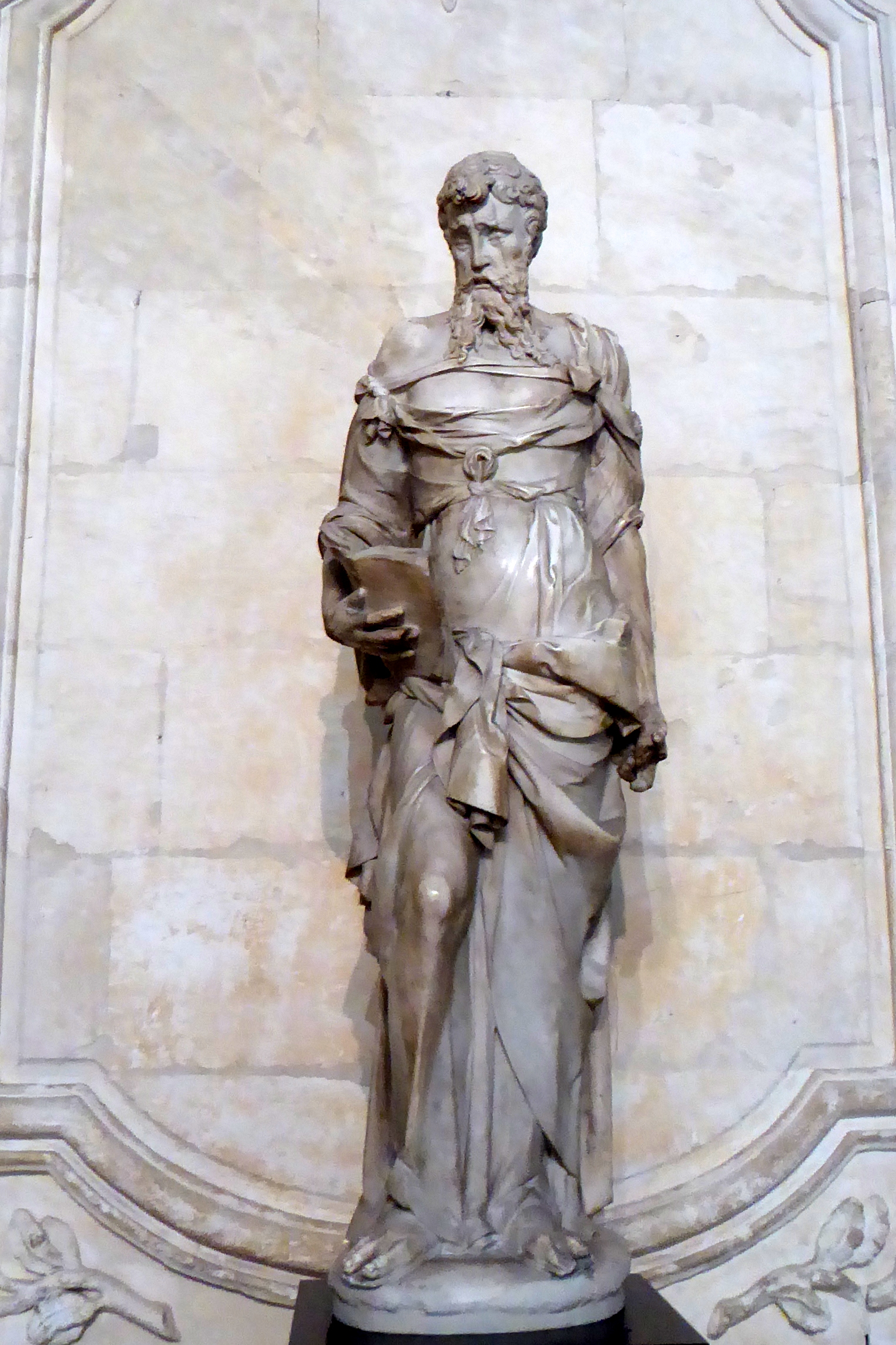
Saint-Paul captif, albâtre, ancienne abbatiale de Saint-Père-en-Vallée, 1543.
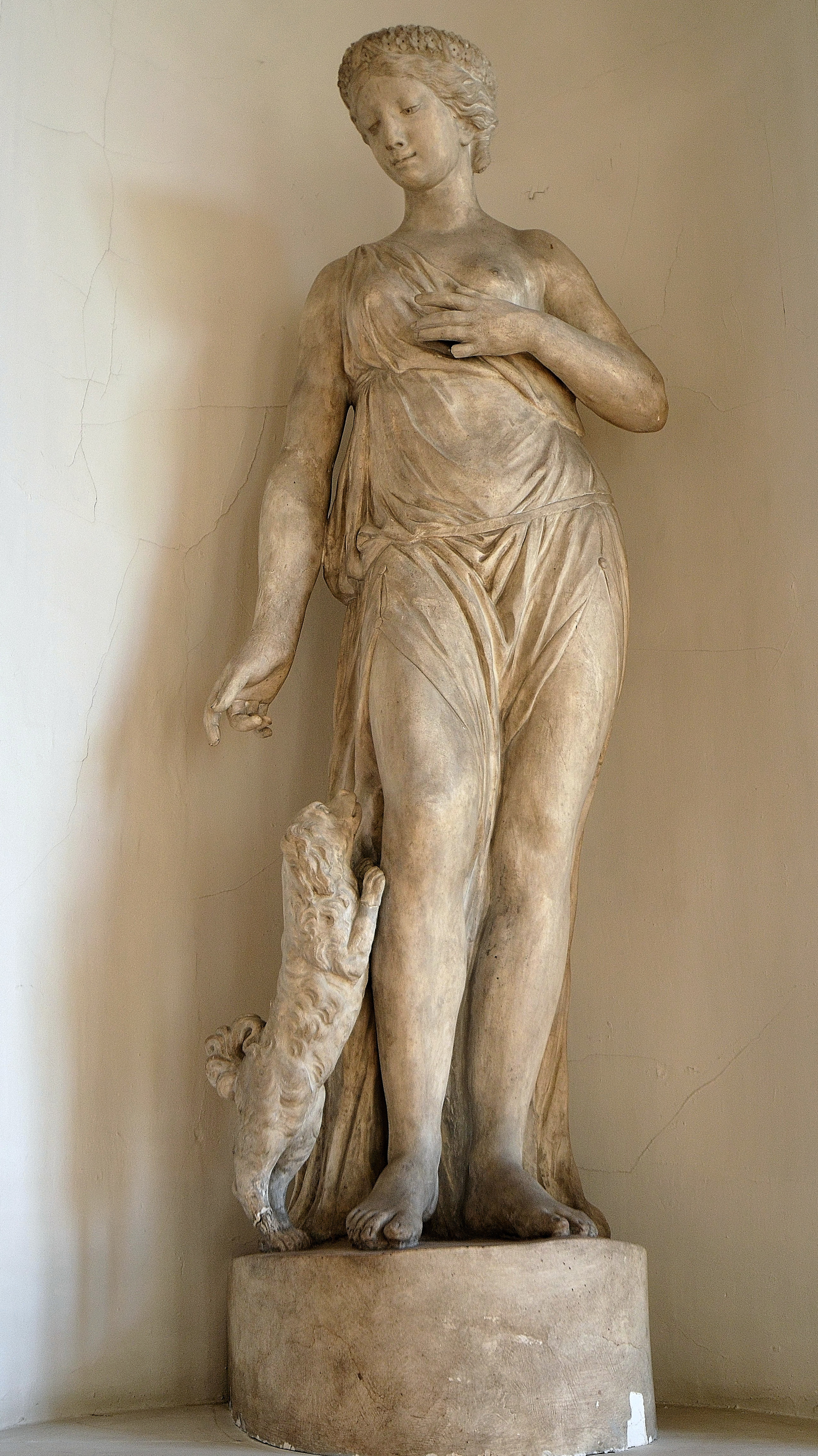
La Fidélité, salon de 1775, Charles-Antoine Bridan, plâtre.
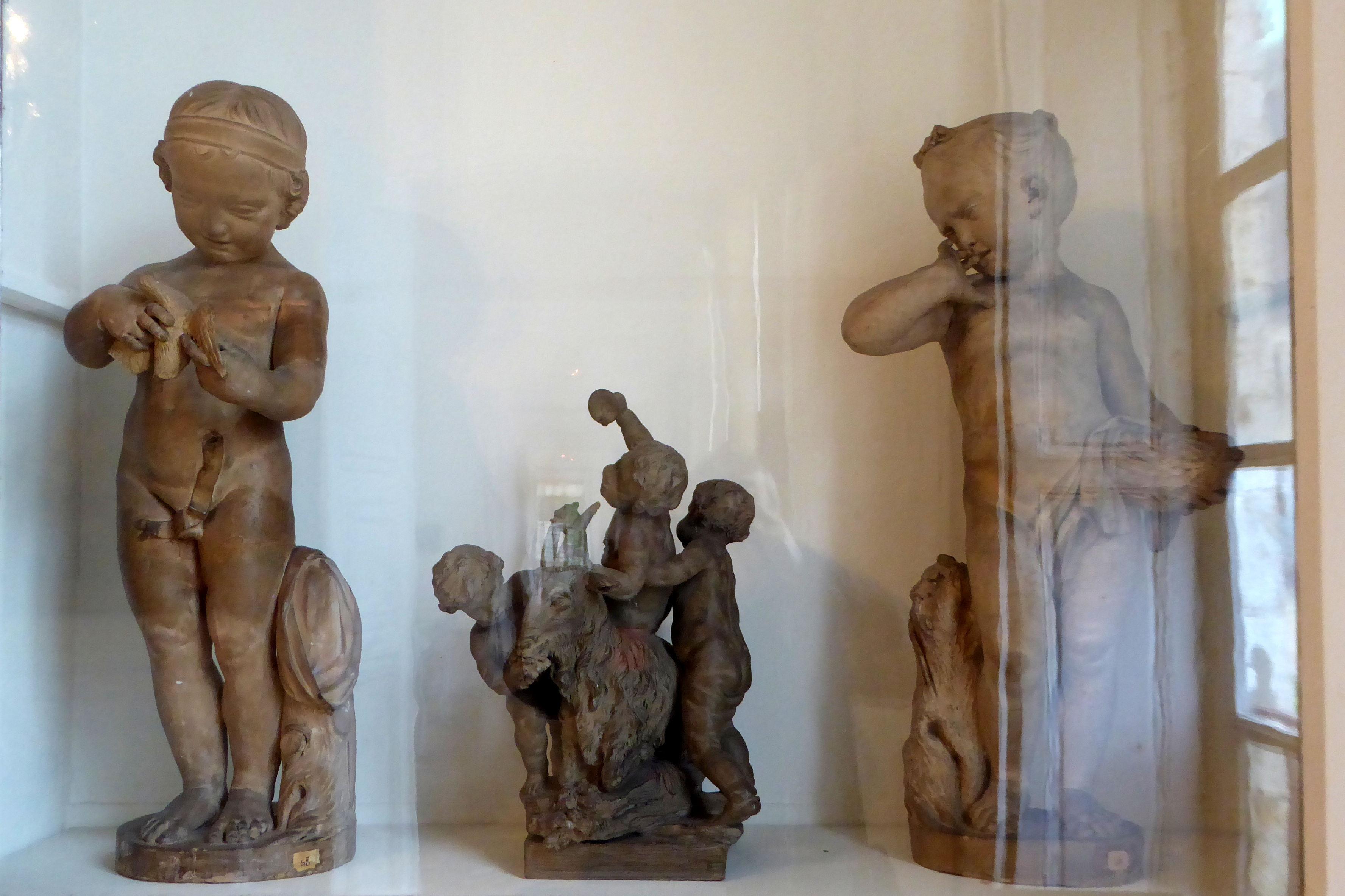
Jeune garçon, Enfants à la chèvre (1768), Jeune fille, Bridan, terres cuites.
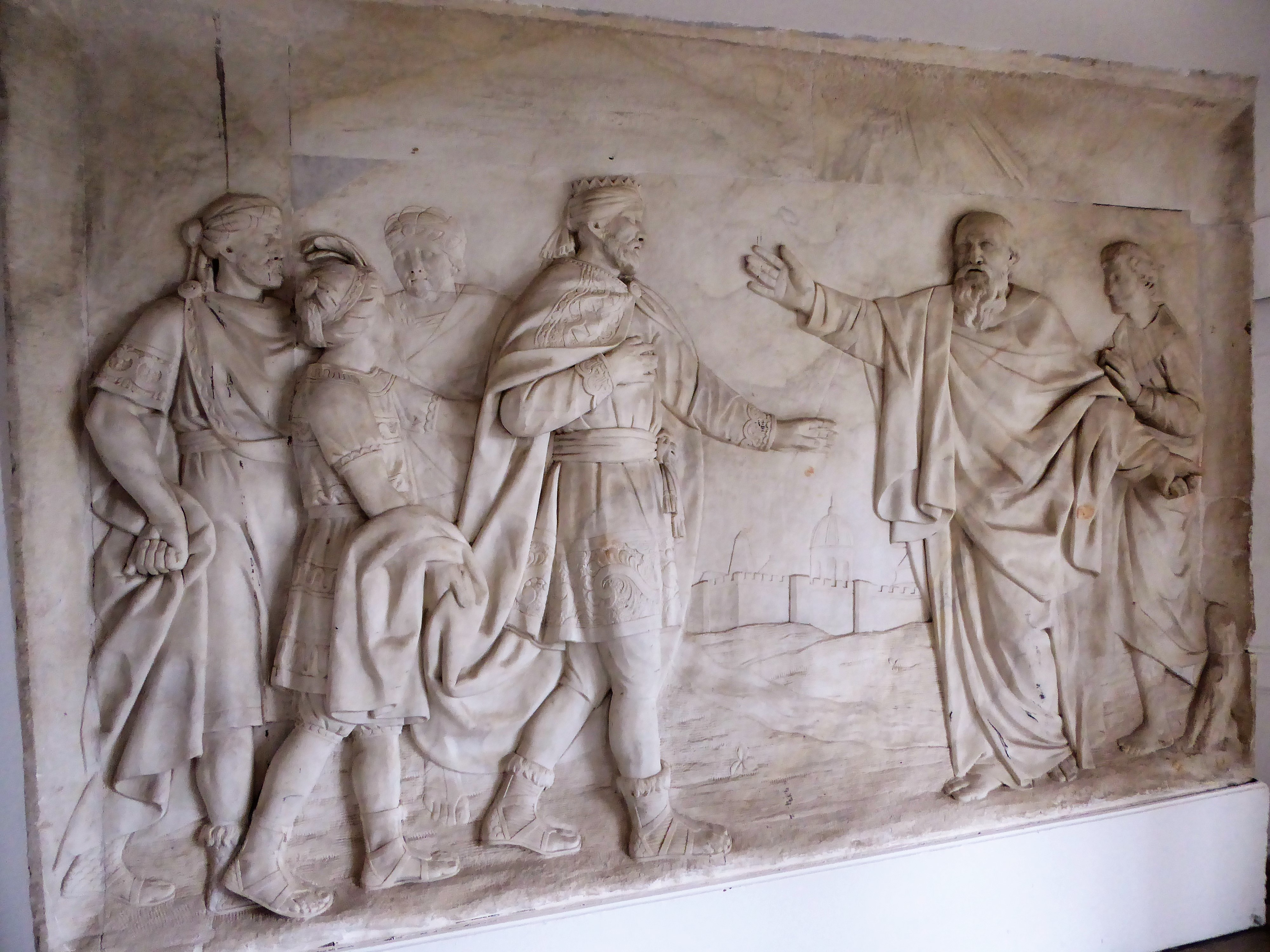
Bas-relief Le signe donné à Achaz, Bridan, marbre de Carrare, 1786-1789.
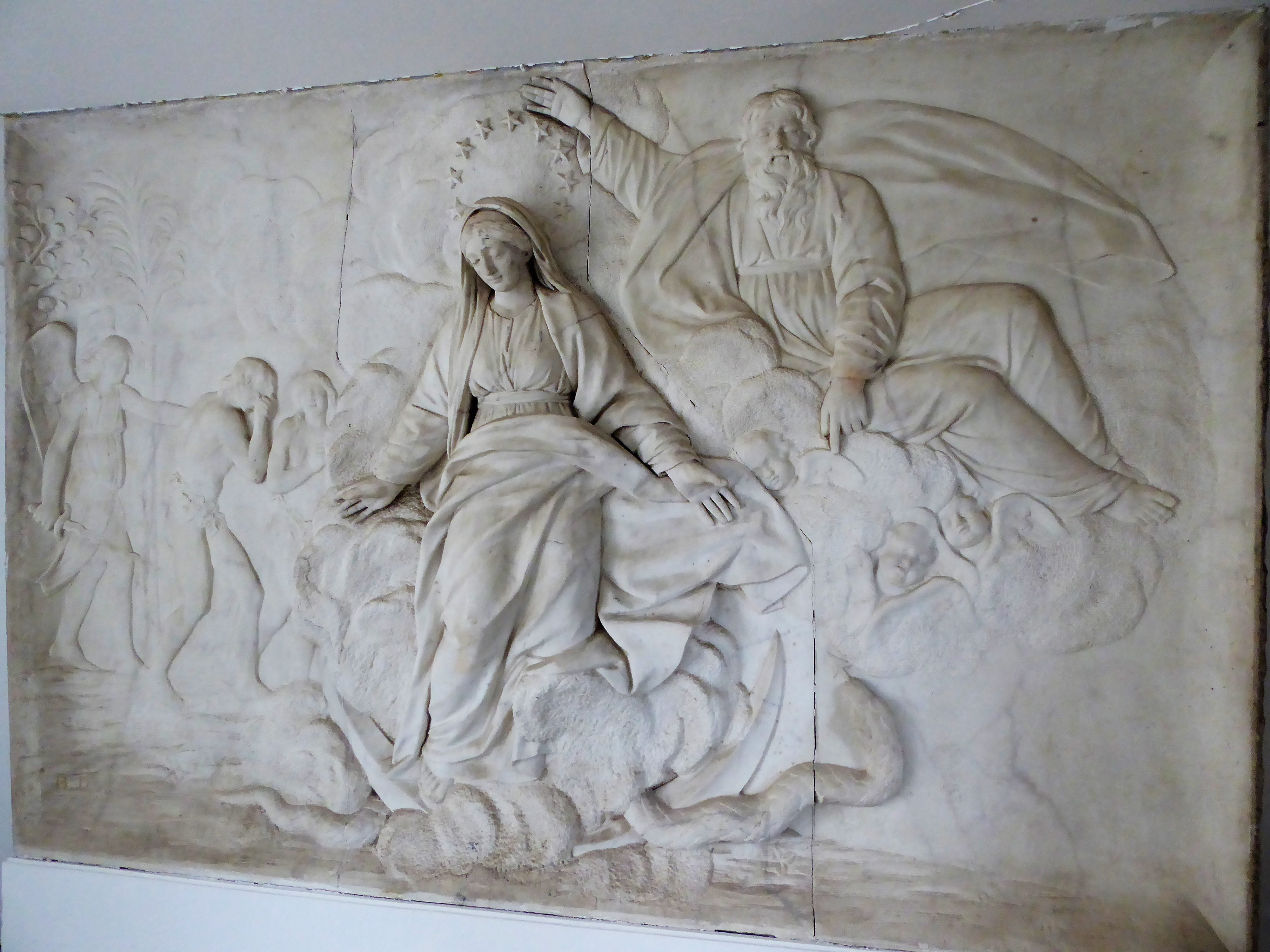
L'Immaculée Conception, Bridan, marbre de Carrare, 1788.
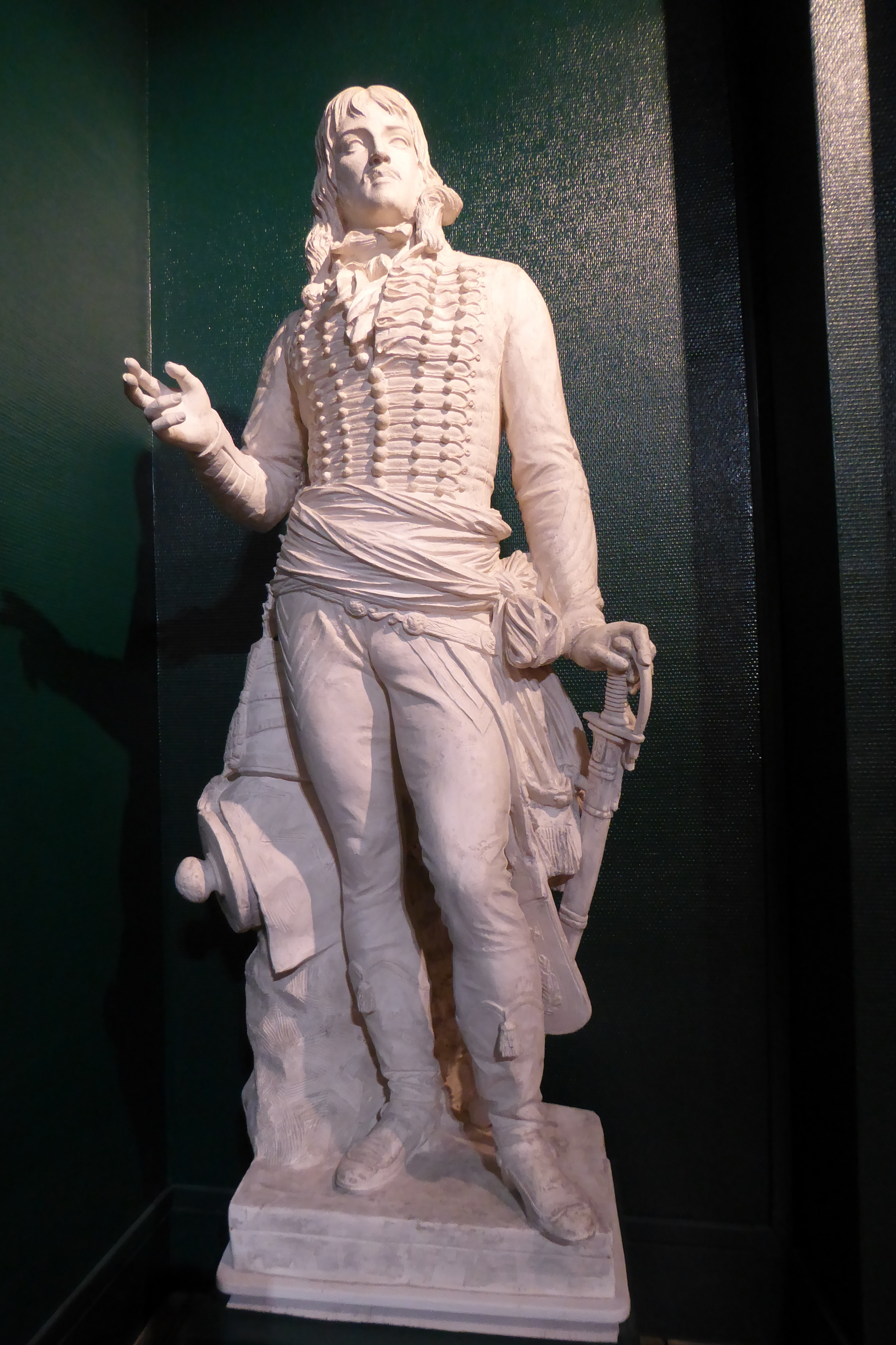
Plâtre de la statue de Marceau pour la façade du Louvre par Thomas.
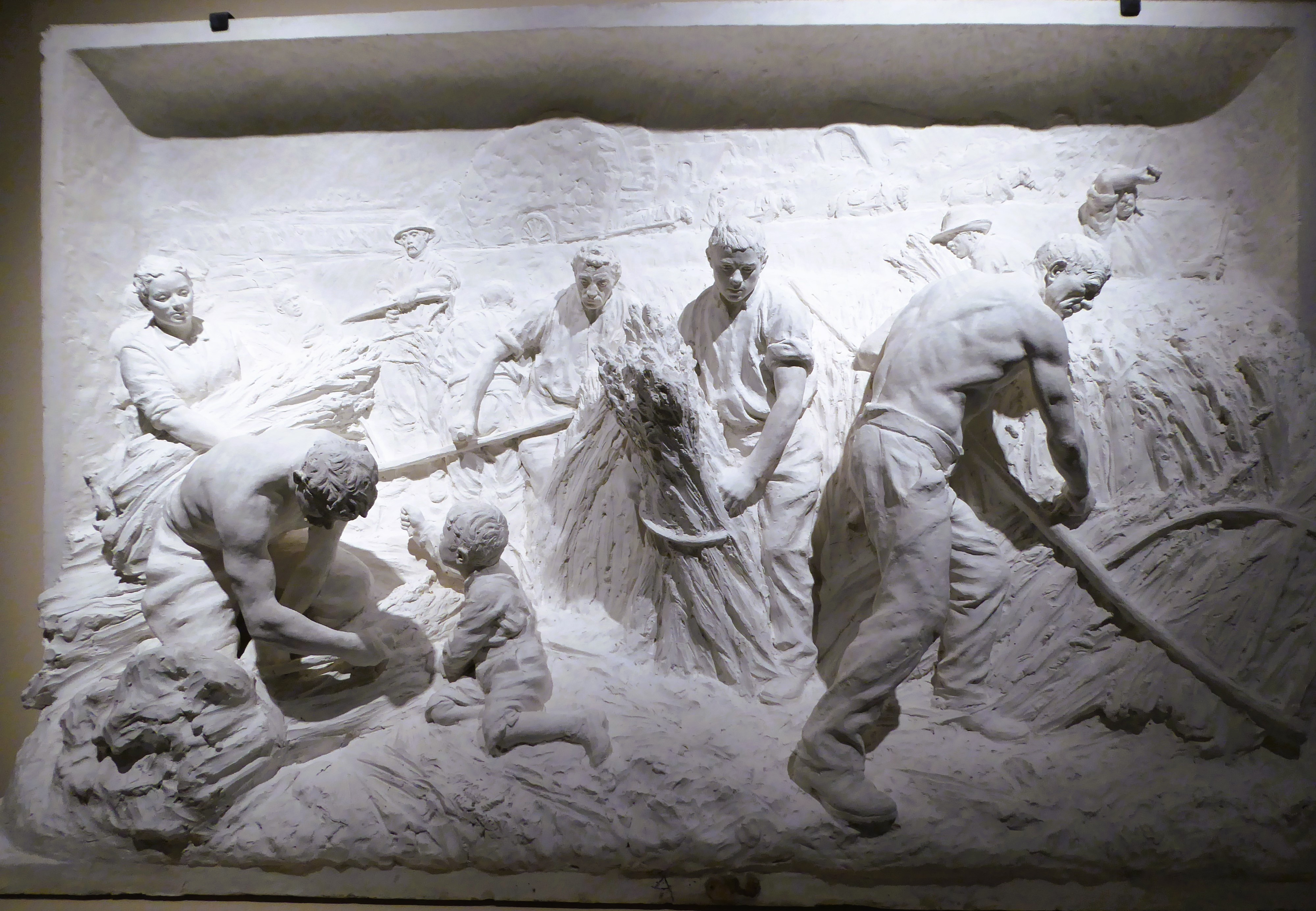
La Moisson, Paul Richer, plâtre, Salon de 1893.

En 2024-2025, lors de l'exposition temporaire « Mille ans de sculptures à Chartres », sont notamment présentées une série de plâtres peints, réalisés par Bridan en 1787, maquettes de bas-reliefs en marbre ornant le chœur de la cathédrale de Chartres (La Présentation au temple, L'Adoration des bergers, L'Adoration des mages, Déploration sur le Christ mort), ainsi que des œuvres d'Aristide Husson (Mucius Scævola devant Porsenna, plâtre de 1827), de Jean-Louis Chenillion (Jeune Berger pansant son chien blessé, bronze de 1876) et de Vincent Feugère des Forts (La mort d'Abel, bronze de 1892).

Exposition temporaire 2024-2025 « Mille ans de sculptures à Chartres »
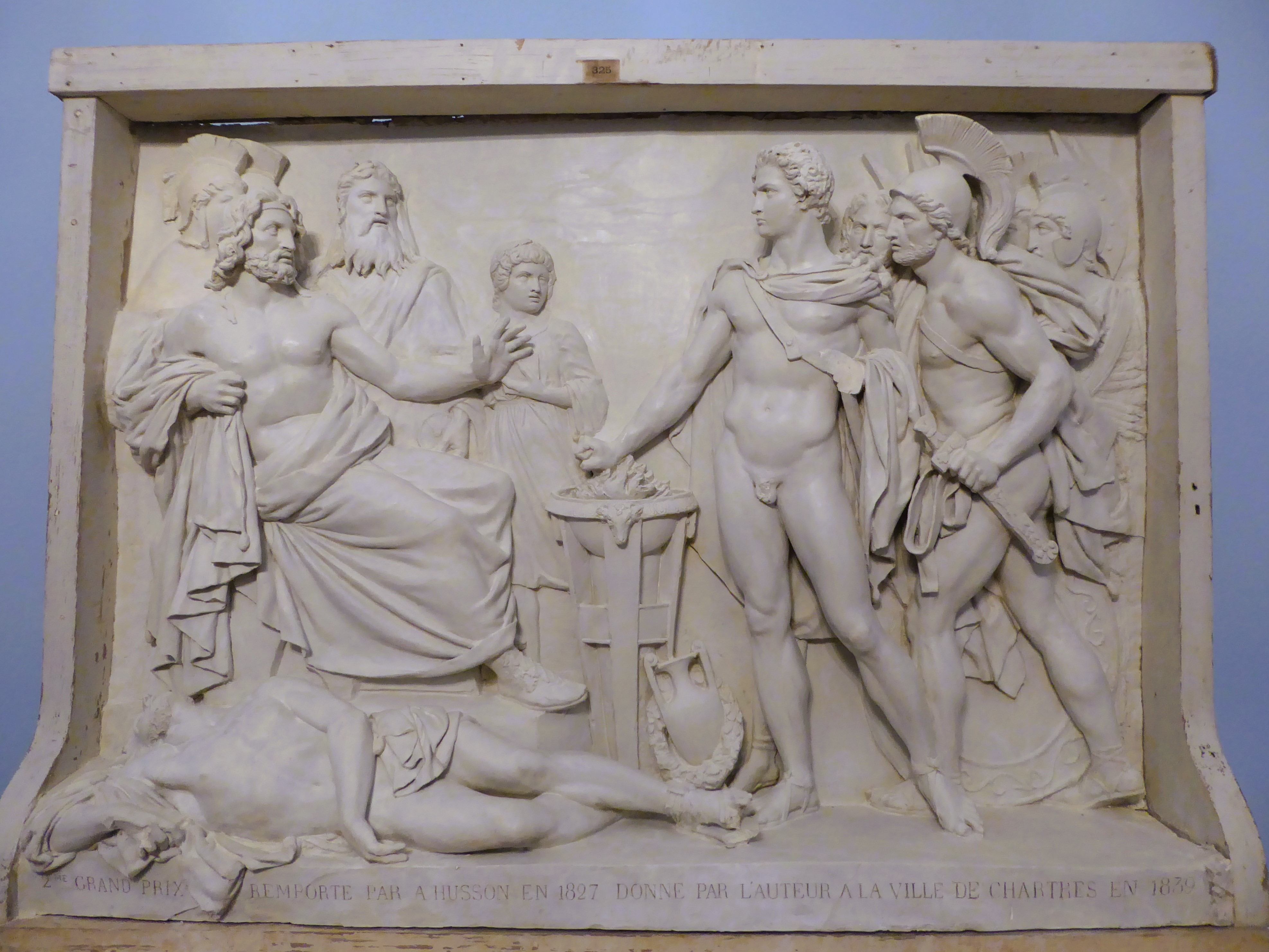
Mucius Scævola devant Porsenna, Aristide Husson, plâtre, 1827.
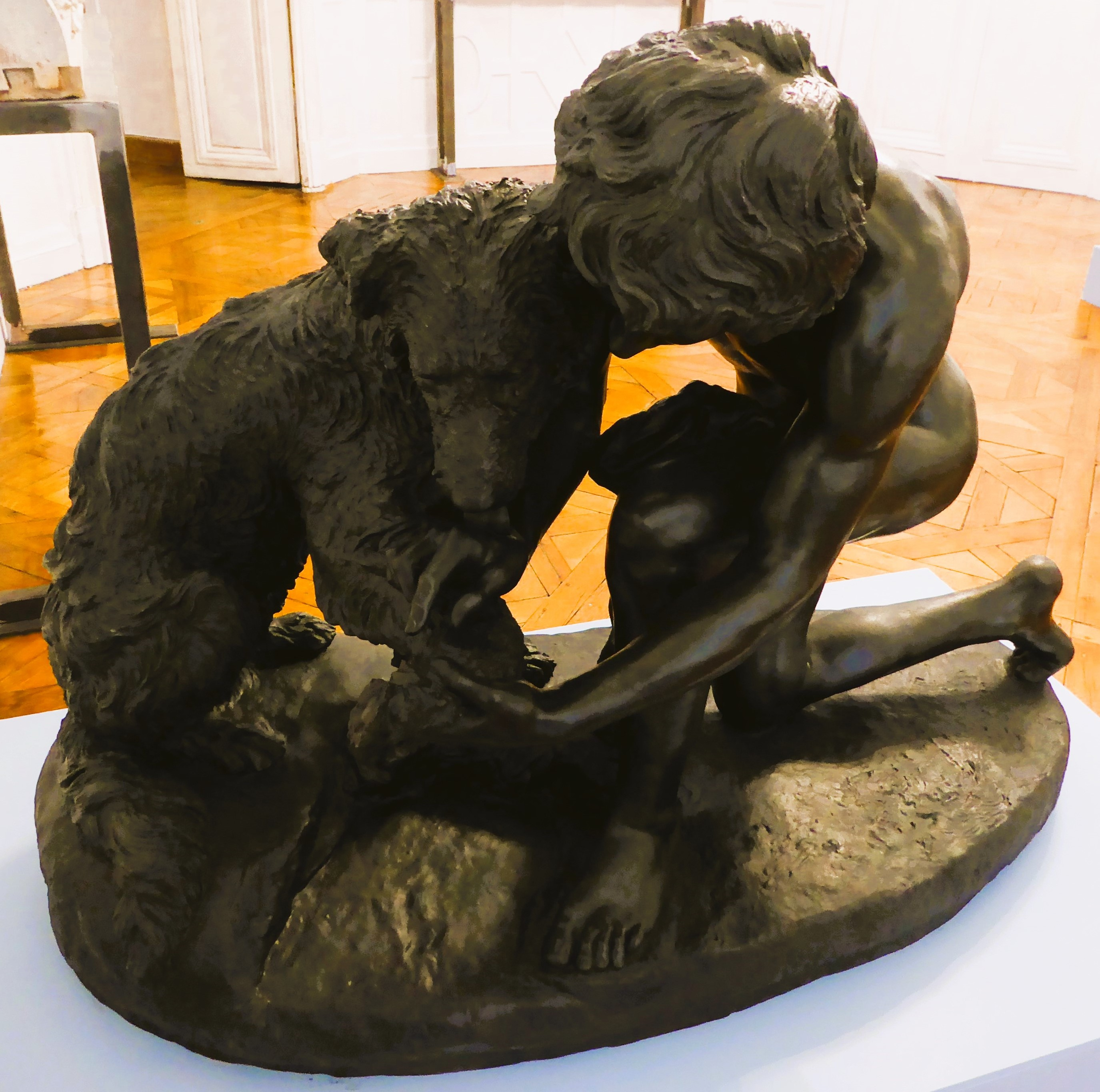
Jeune Berger pansant son chien blessé, Jean-Louis Chenillion, bronze, 1876.
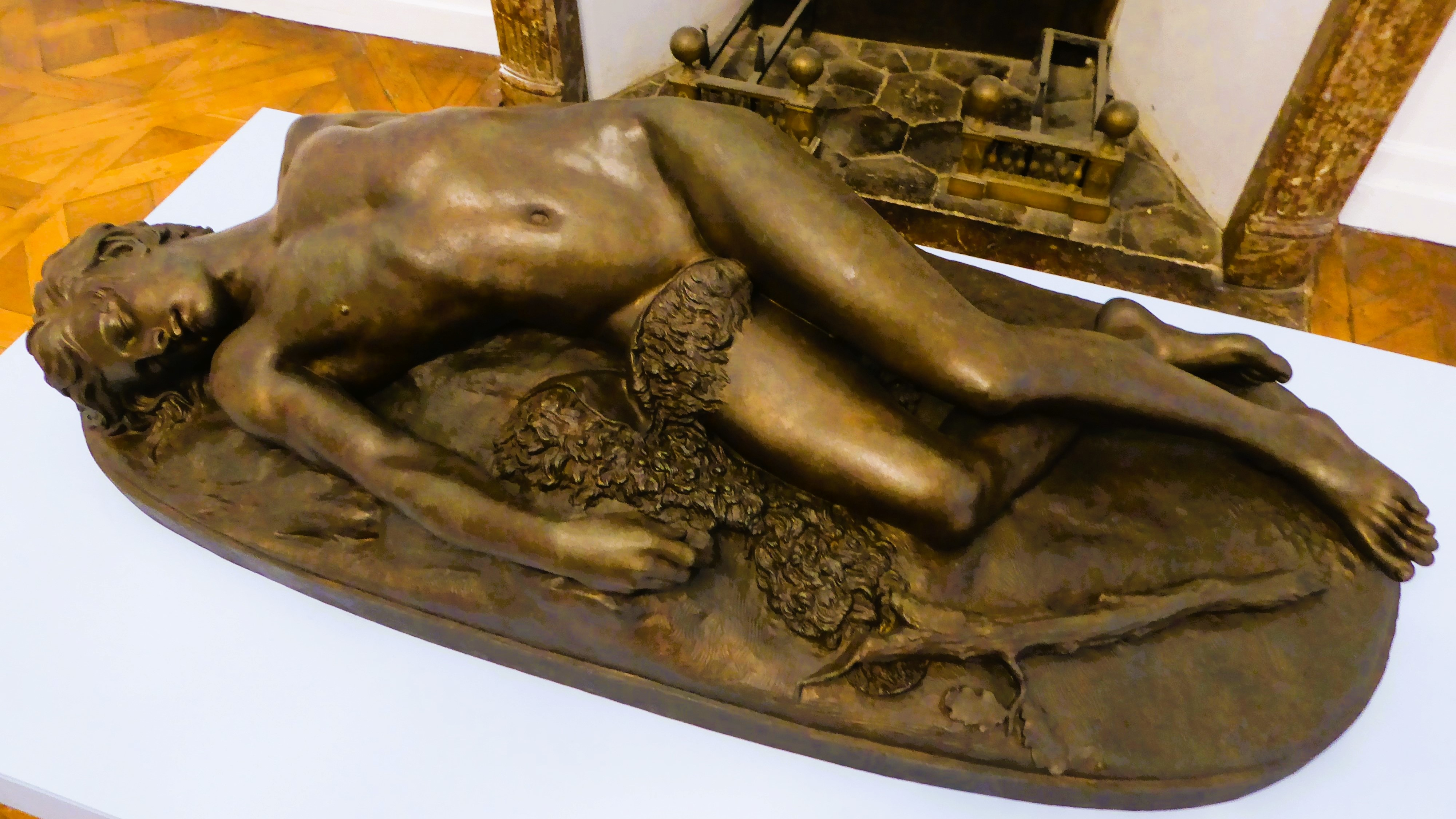
La mort d'Abel, Vincent Feugère des Forts, bronze, 1892.

### Collection océanienne
L'essentiel de la collection provient du legs en 1970 de Louis Joseph Bouge par sa veuve, Emma Bouge, des relations amicales ayant été tissées avec René Gobillot, conservateur du musée de 1937 à 1967.
Gouverneur de la Polynésie française de 1928 à1930, membre de la Société des océanistes, collectionneur et bibliophile averti, la collection de Louis Bouge réunit presque 500 objets ethnographiques, une abondante documentation, ainsi qu'environ 53 000 coquillages provenant du Pacifique et des Antilles, certains étant la référence de l'espèce.
Aujourd'hui, la collection, enrichie d'acquisitions postérieures, comprend notamment des pièces originaires des territoires suivants :
- Îles Marquises (Polynésie française) : tiki marquisien en bois sculpté (inv. 2010.0.359), massue U'u, étrier d’échasse et ornements d’oreille putaiana ;
- Nouvelle-Calédonie : chambranle de case, population Kanak ;
- Papouasie-Nouvelle-Guinée : masque Jipae, population Asmat ;
- Vanuatu (Mélanésie) : bâton de grade ;
- Wallis-et-Futuna : étoffe Tapa, îles Alofi et Futuna.

La collection de peintures présente également des œuvres de Louis-Auguste de Sainson (1801-1887), Eugène de Jonquières (1850-1919) et Octave Morillot (1878-1931).

Collection océanienne
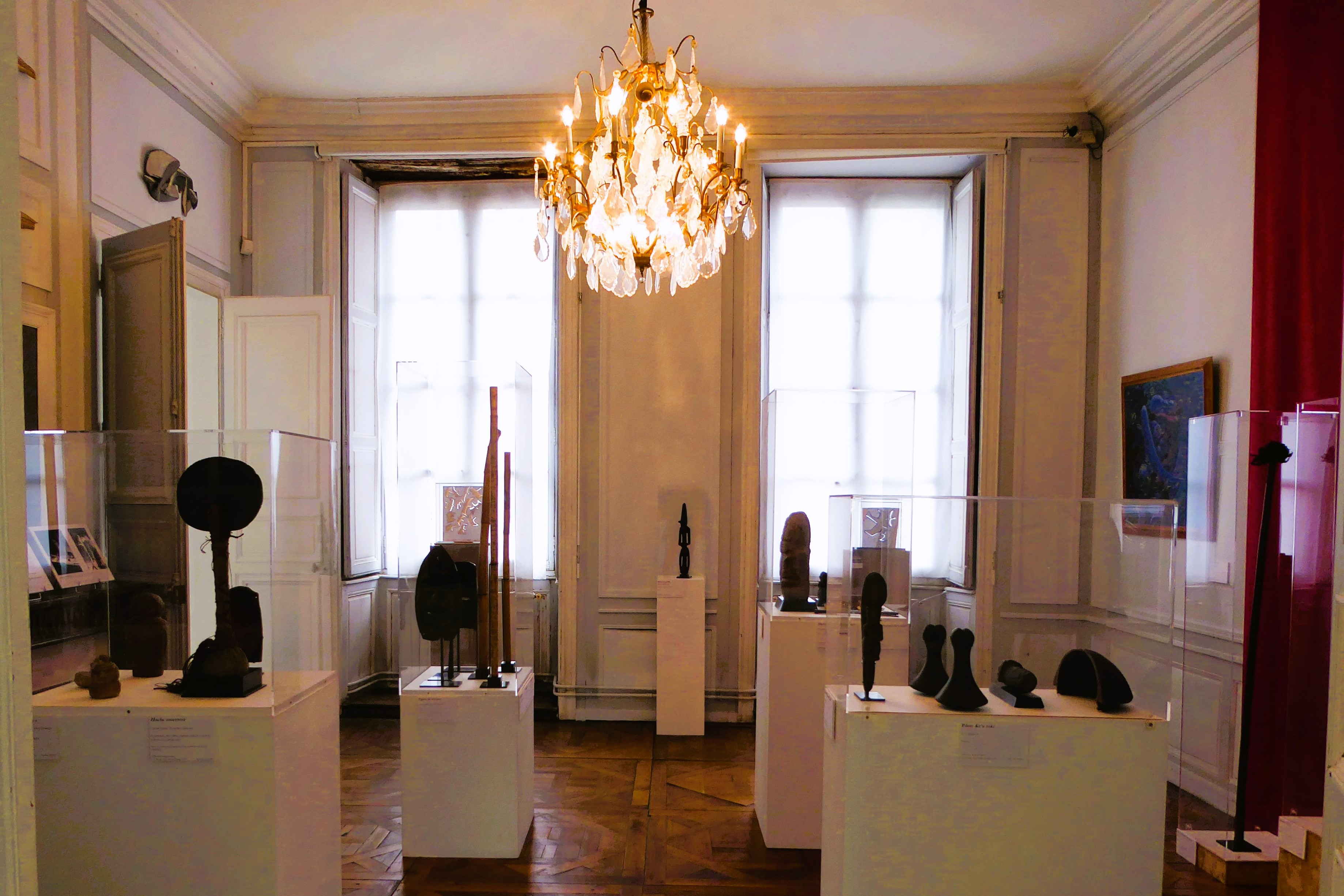
Salle des Trésors de la collection océanienne.
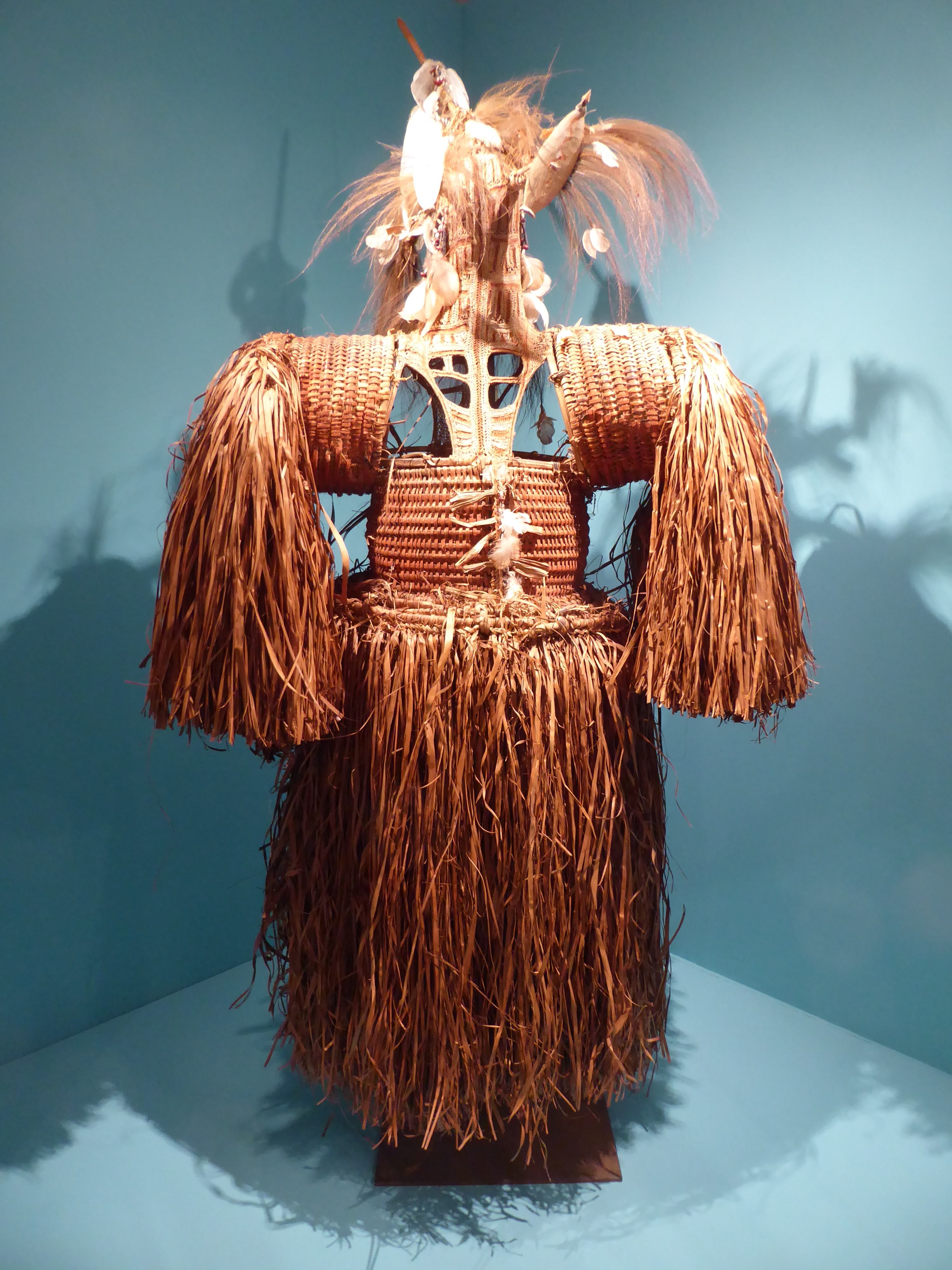
Masque Jipae, population Asmat.
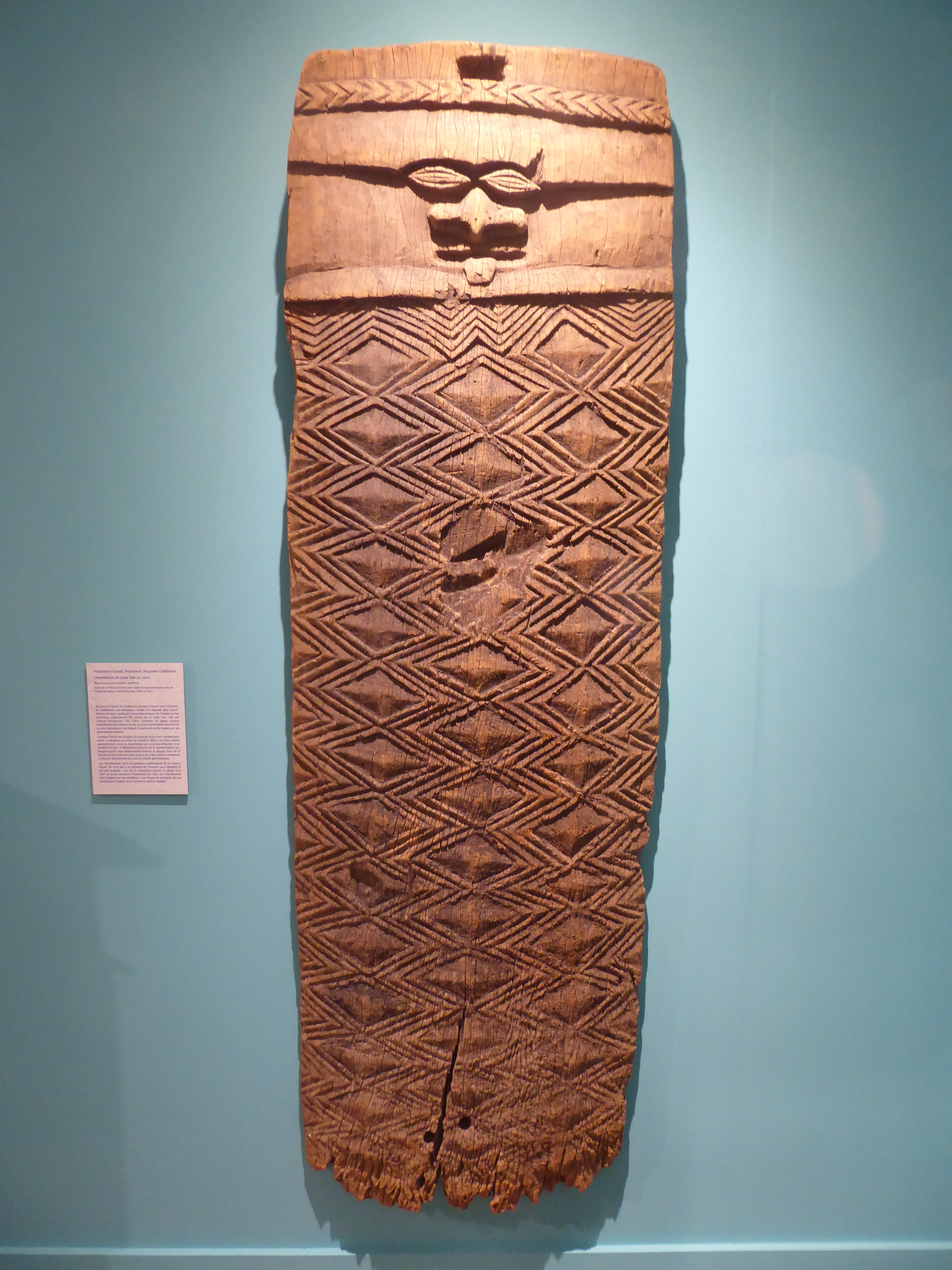
Chambranle de porte Kanak.
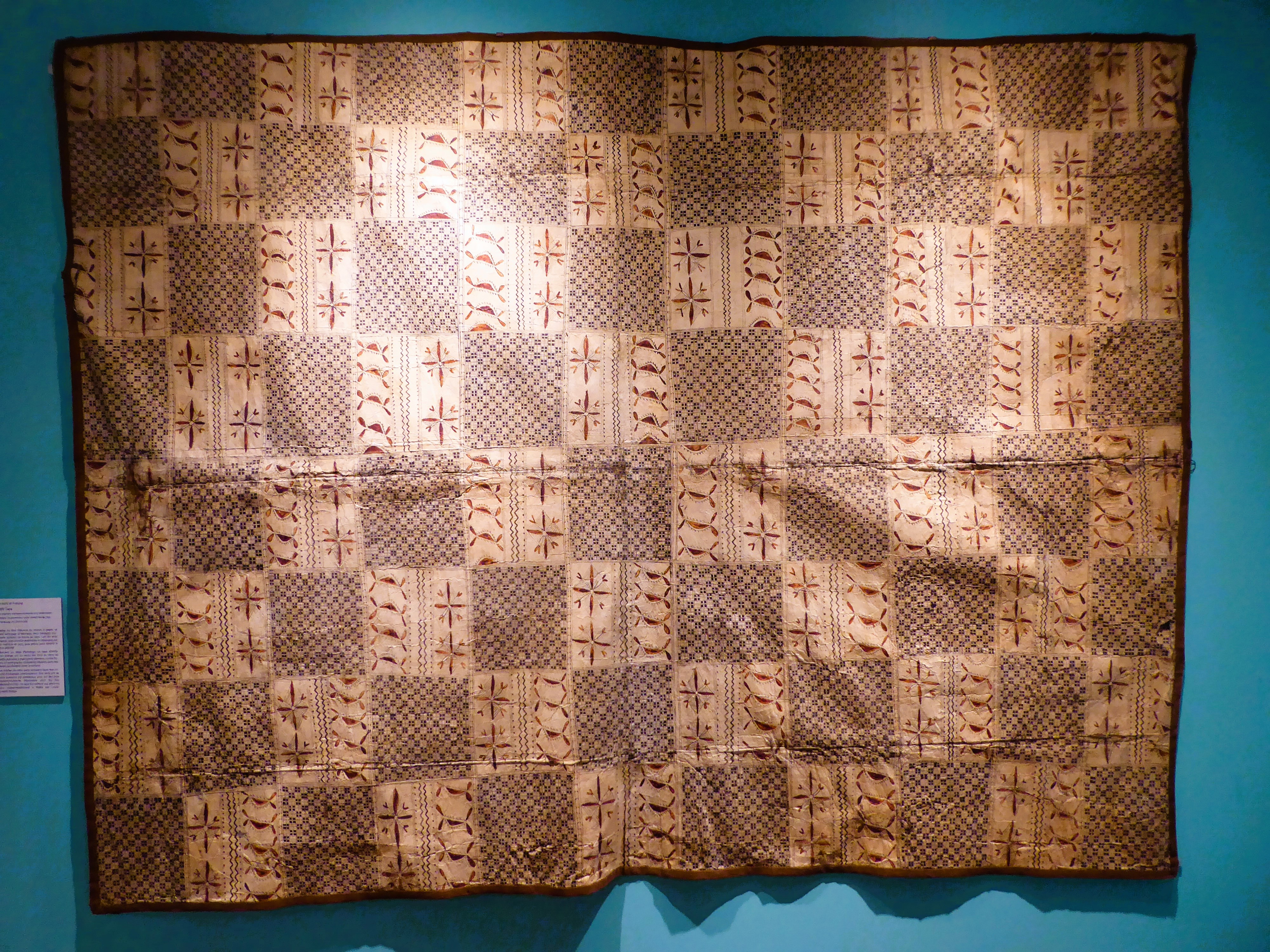
Étoffe Tapa, îles Alofi et Futuna.
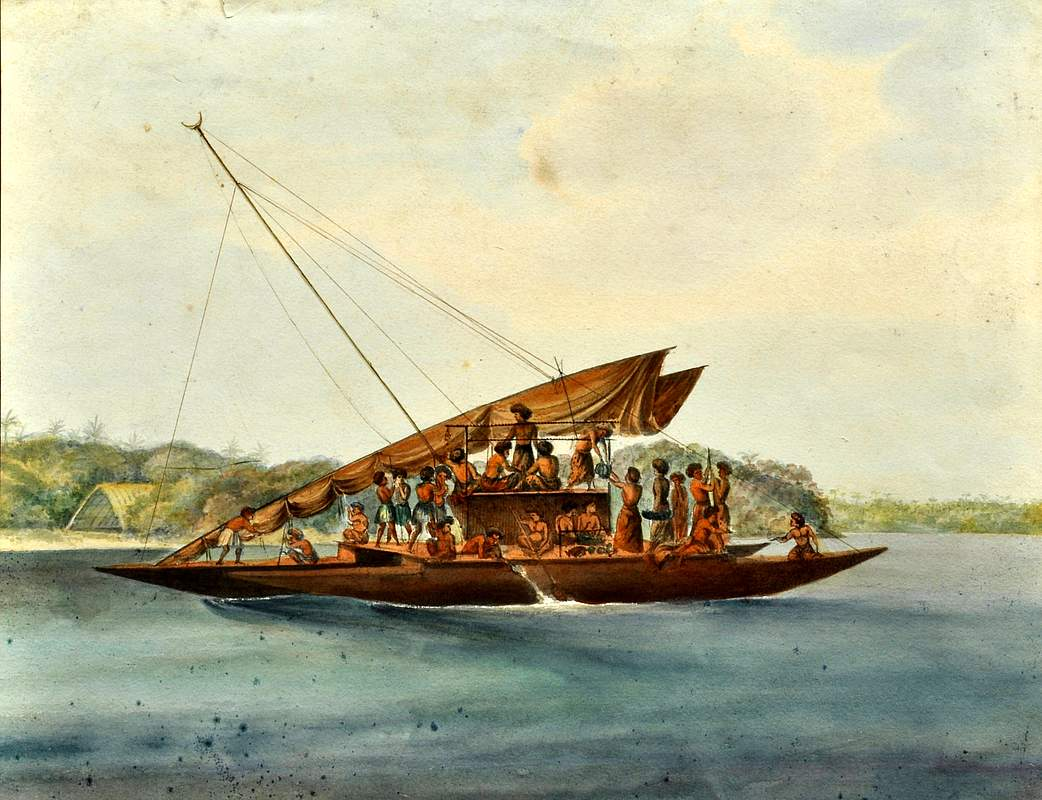
Pirogue double, île des Amis, Louis-Auguste de Sainson, 1840.
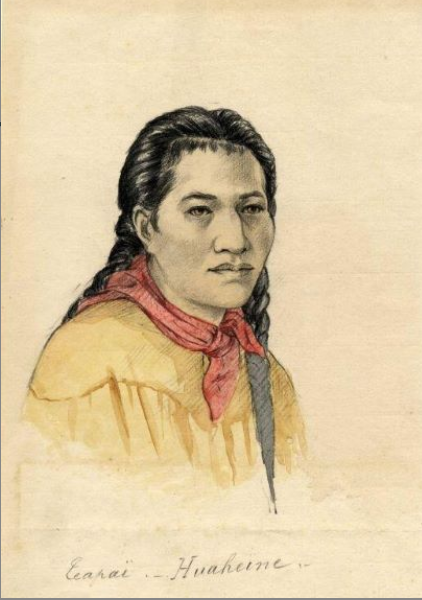
Teapaï - Huaheïne, de Jonquières.
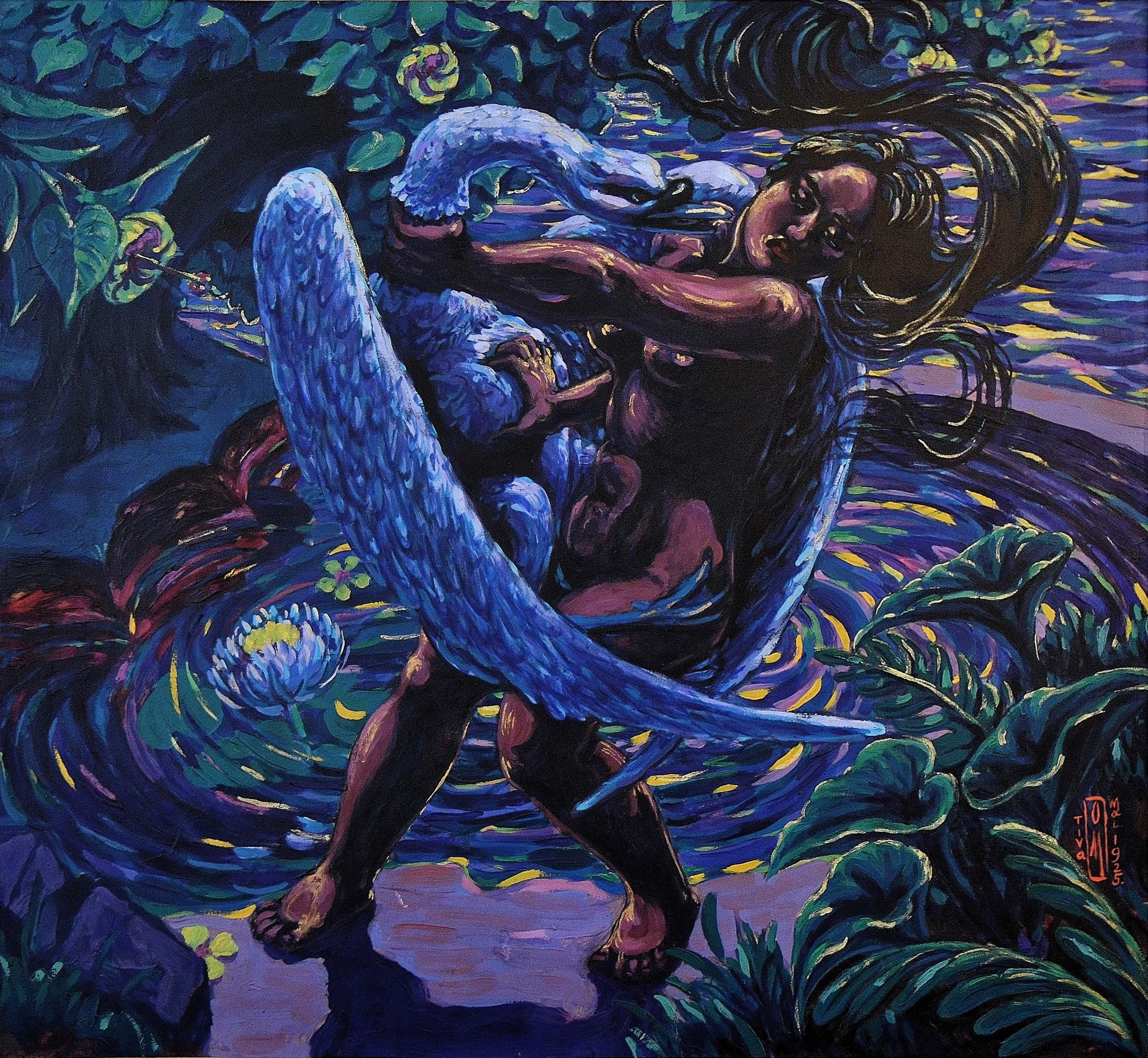
Léda et le Cygne, Octave Morillot, 1925.

### Tapisserie
- La collection de tapisseries provient du chapitre de la cathédrale Notre-Dame, commandée puis offerte par l'évêque de Chartres Nicolas de Thou en 1578. Ces tapisseries parent l'intérieur de l'édifice lors du sacre d'Henri IV en 1594, ainsi que pour les cérémonies d'importance. Les tapisseries du trésor de Chartres achetées par l'évêque comportent 11 pièces. Dix d'entre elles, faites en laine et en soie et dont la longueur est de 40 aunes, représentent des scènes de l'histoire de Moïse, d'après des tableaux de Raphaël, et ont été tissées dans l'atelier bruxellois de Martin Reymbouts II. Seules cinq d'entre elles nous sont parvenues,  Classé MH (1939)[19] :

Tapisseries représentant des scènes de l'histoire de Moïse (XVIe siècle)
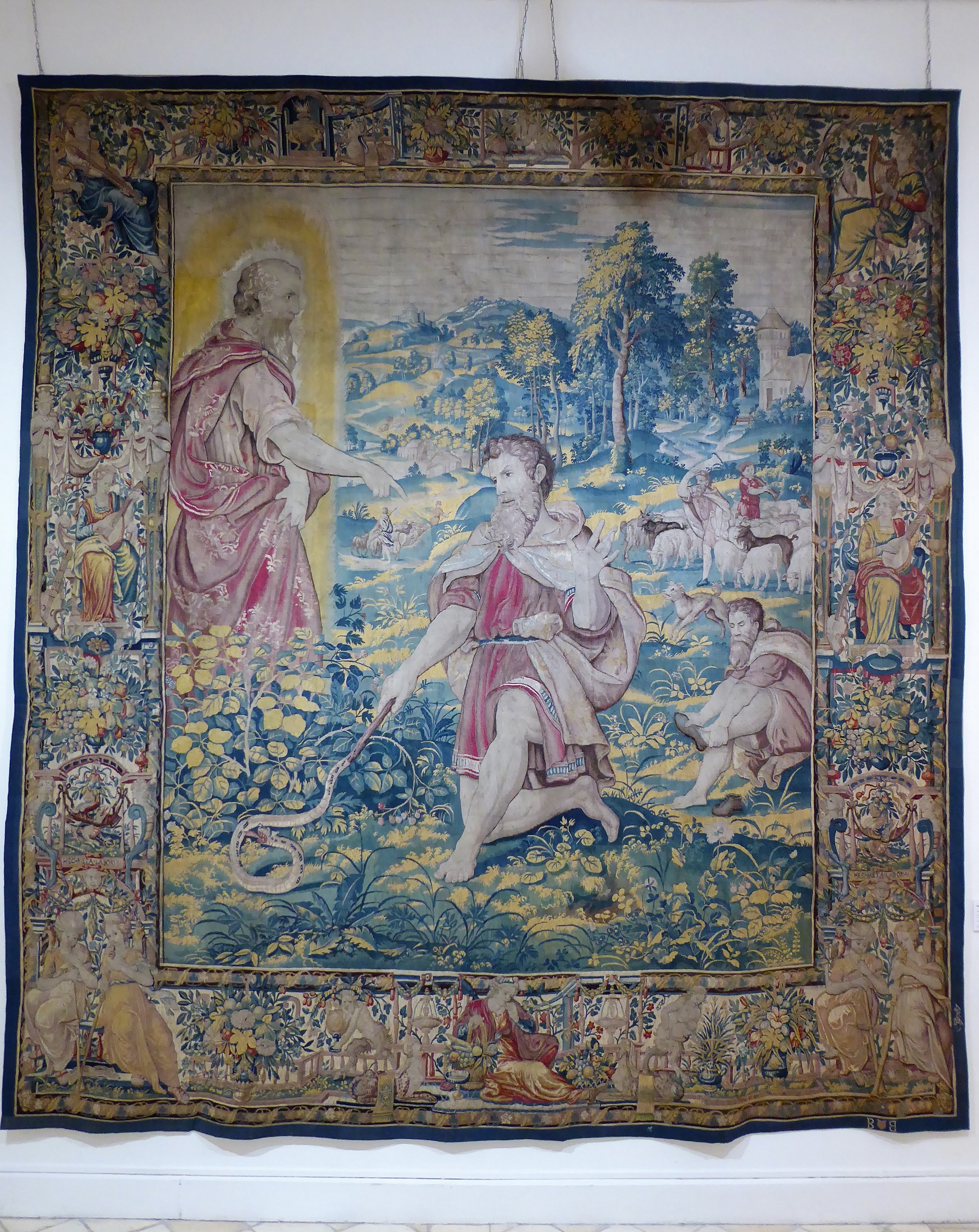
Moïse devant le buisson ardent.
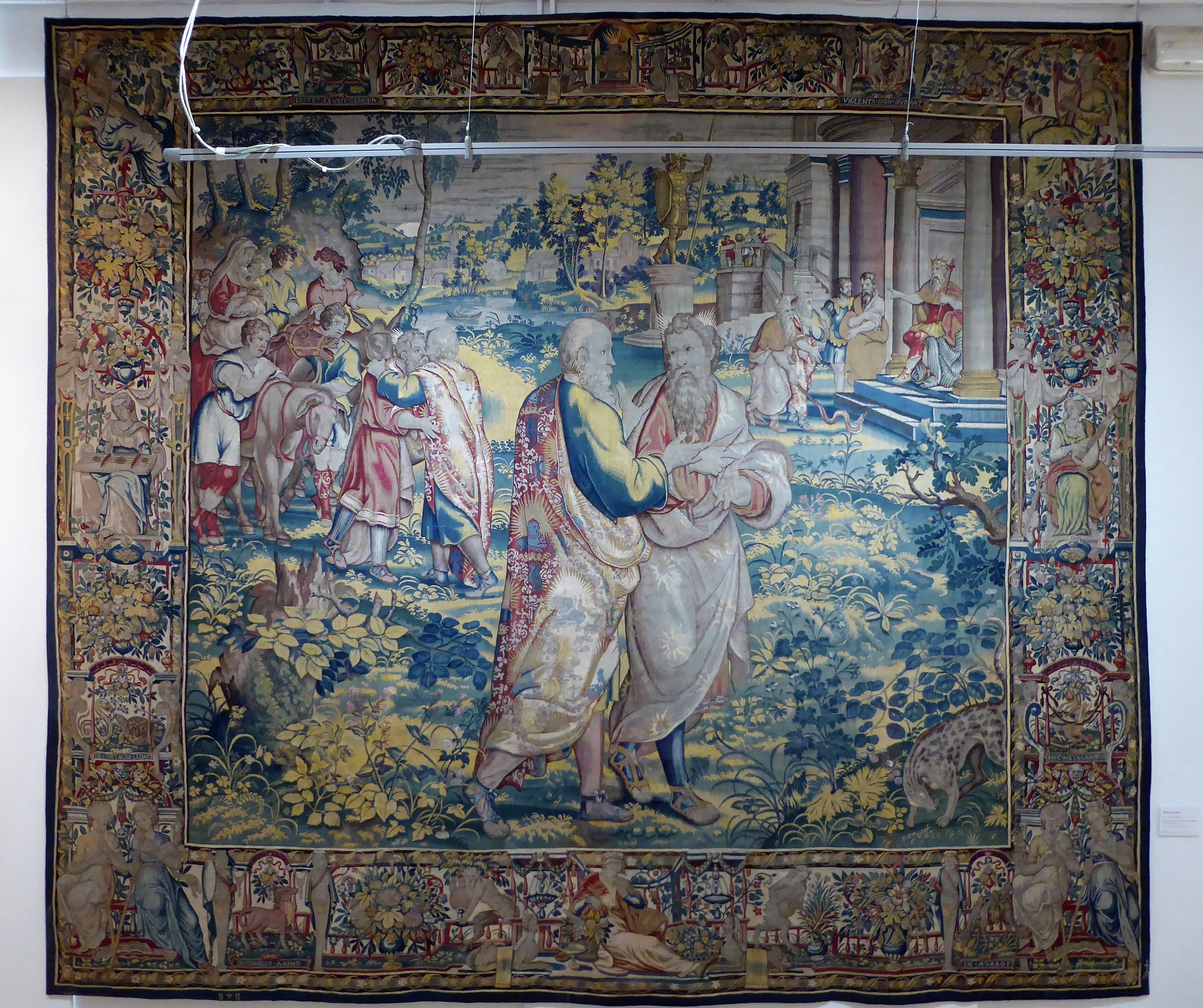
Moïse et Aaron se rendant chez le pharaon.
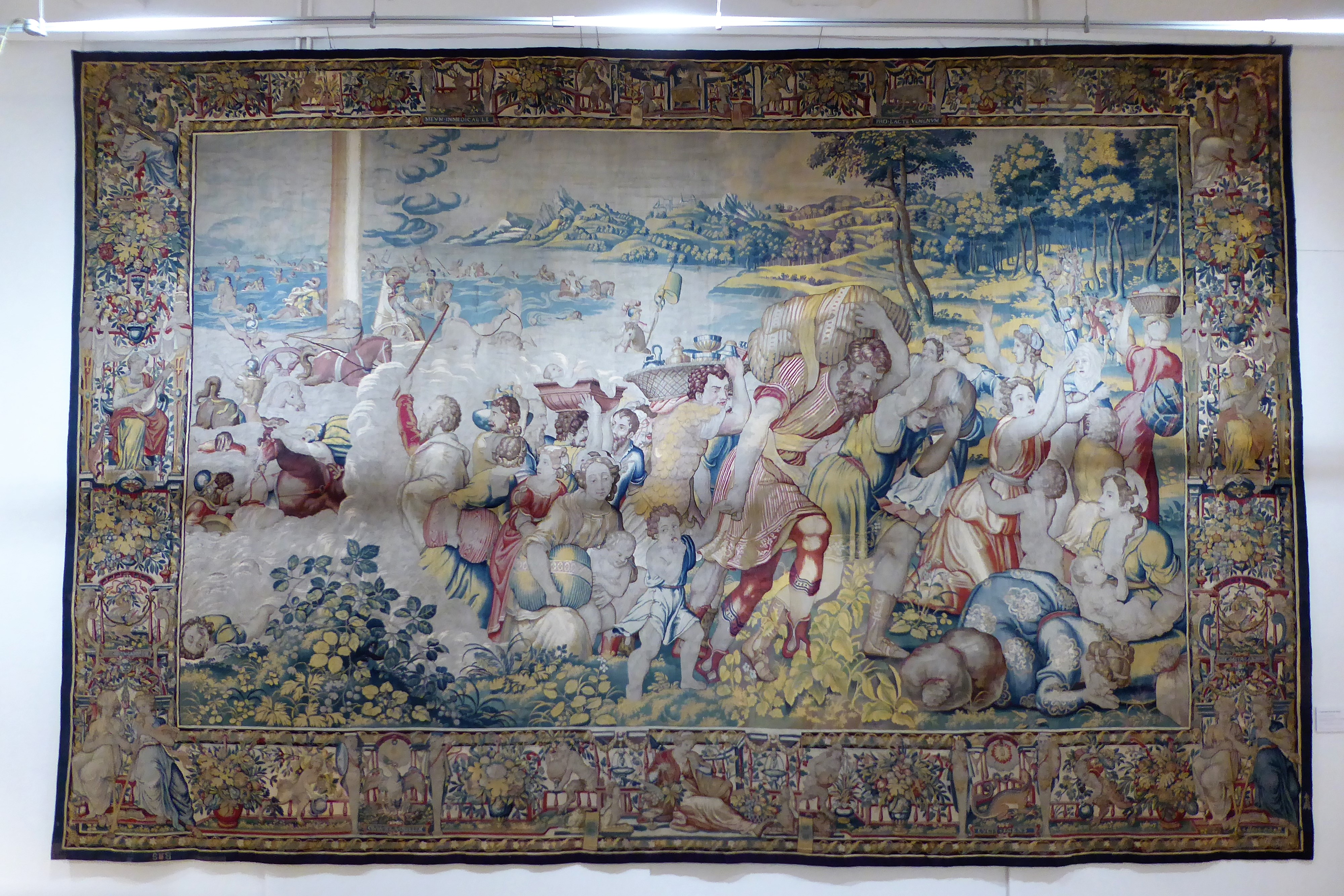
Le passage de la mer Rouge.
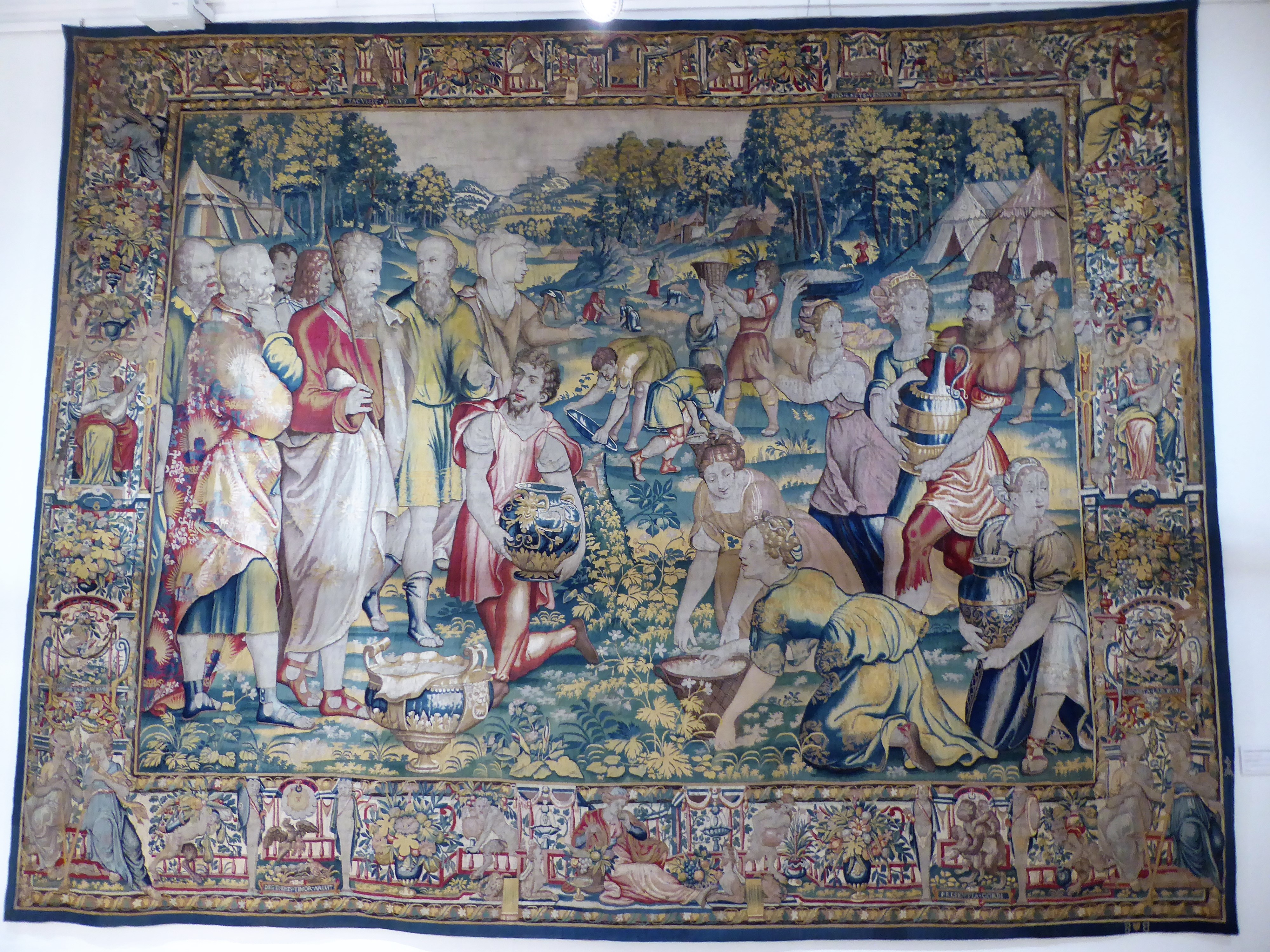
Les hébreux ramassant la manne.
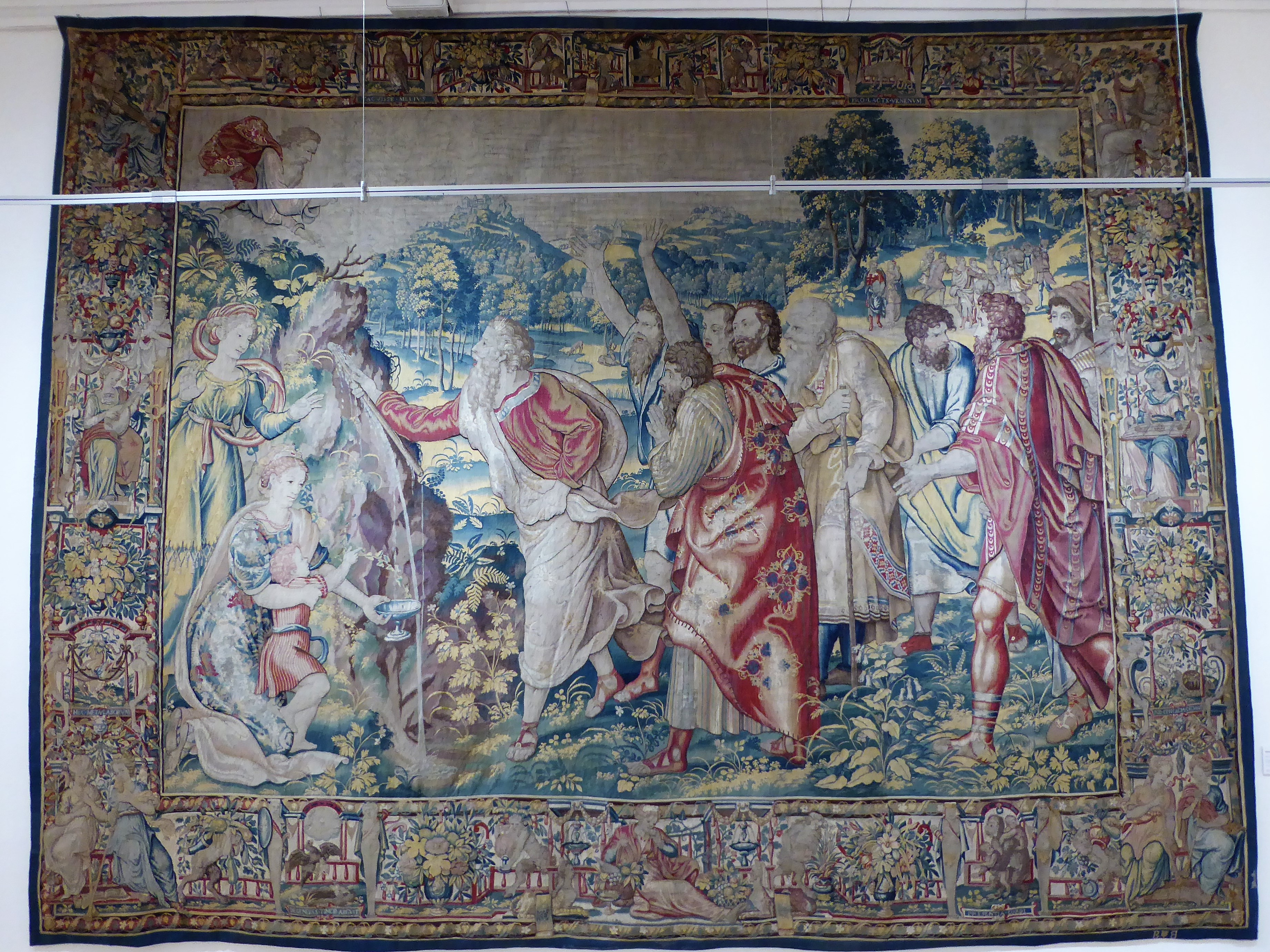
Moïse frappant le rocher.

- Tenture Les Chasses de Maximilien : quatre pièces murales de 1723, représentant les mois de janvier, février, octobre et décembre de la huitième tenture des chasses de Maximilien,  Classé MH (1941)[20] :
  - Janvier (Verseau) : Chasse au sanglier, flambée du sanglier au château de Tervueren et curée ;
  - Février (Poissons) : Hommage des chasseurs au roi Modus et à la reine Ratio ;
  - Octobre (Scorpion) : Chasse au cerf, la curée sur le vallon de Boendael ;
  - Décembre (Capricorne) : Chasse au sanglier, prise de la bête aux abords du château des Trois Fontaines.

- Tenture des amours des dieux : 3 pièces murales du XVIIIe siècle réalisées par la manufacture de Beauvais à partir d'un carton de François Boucher ; sont représentés Ariane et Bacchus, Borée et Orythie et l'enlèvement de Prospérine,  Classé MH (1941)[21].

### Autres collections
Le musée présente également plusieurs collections à découvrir :
- Une salle regroupant les œuvres de Maurice de Vlaminck, ainsi que sa collection personnelle d'art africain ;
- Un ensemble de clavecins des XVIIe et XVIIIe siècles, accompagné d'une collection d'instruments anciens, l'instrumentarium, dont les représentations dans la cathédrale Notre-Dame sont au nombre de 320 pour 26 instruments différents. La pratique de ces instruments a donné lieu à l'enregistrement de deux albums[22],[23],[24] ;
- Deux globes, terrestre et céleste, rares témoins de l'édition de 1751 du géographe Didier Robert de Vaugondy, provenant du château de Crécy de Madame de Pompadour (bois, papier et cuivre) : les trépieds supportant ces globes sont ornés d'une tour rappelant les trois tours du blason de cette dernière ;
- Une collection d'armes anciennes.

Autres collections
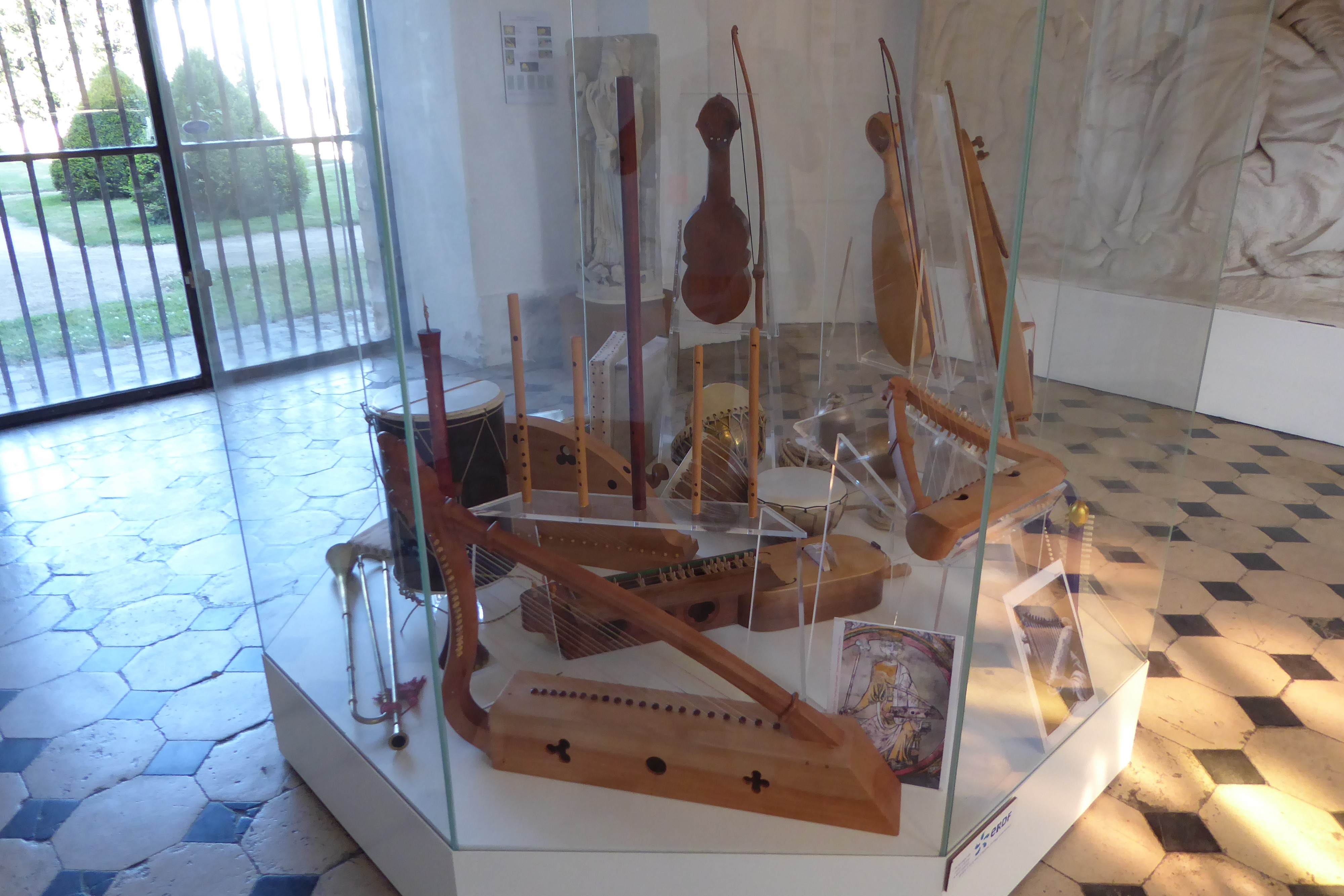
Instruments de musique anciens.
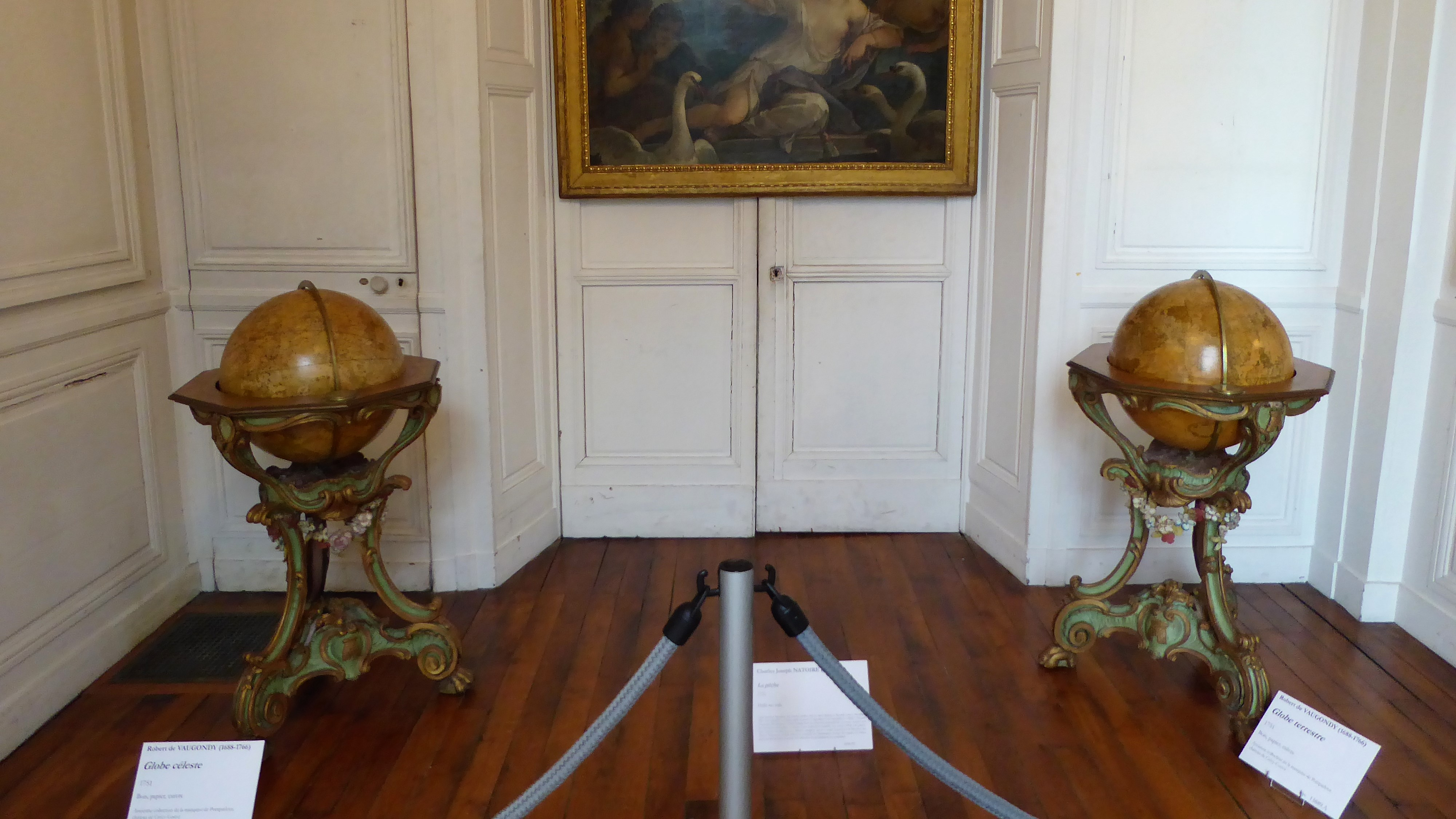
Globes céleste et terrestre de Vaugondy , collection de Madame de Pompadour, 1751.

### Objets monuments historiques
Outre les émaux,, sculptures et tentures,, mentionnés ci-dessus, sont également recensés dans la base Palissy les objets suivants, datés du XIIe au XIVe siècle :
- Bâton de procession (?) (tau), en ivoire avec décor végétal, peut-être du XIe siècle, provenant de l'ancienne abbaye Notre-Dame de Coulombs[25] ;
- Hanap ou verre à pied du XIIe siècle, dit verre de Charlemagne[26] ; le cartel indique la présence, en haut du verre, de l'inscription suivante en arabe : « Que sa gloire soit éternelle et sa vie longue et saine, que son sort soit heureux, son siècle favorable et sa fortune parfaite » ;
- Crosse d'Henri de Grez, évêque de Chartres de 1244 à 1246, émail champlevé du début du XIIIe siècle, provenant de l'abbaye de Tiron[27],[b] ;
- Statuette de saint Jean l'Évangéliste, en pierre taillée du XIIIe siècle[28] ;
- Mesure à grain en bronze du XIIIe siècle, reposant sur une balance en bois sur pieds (minot à blé)[29] ;
- Croix de procession en émail champlevé du XIIIe siècle[30].
- Croix aux moines de Thiron (croix de carrefour), moines entourant Saint-François d'Assises sur son lit de mort, pierre taillée, décor en haut-relief, 1er quart du XIVe siècle ; jusqu'à la Révolution, cette croix est dressée à Chartres au carrefour des rues du Bois-Merrain, Marceau et de la Tonnellerie, où se trouvait un prieuré de l'ordre de Tiron[31],[c].

Objets monuments historiques
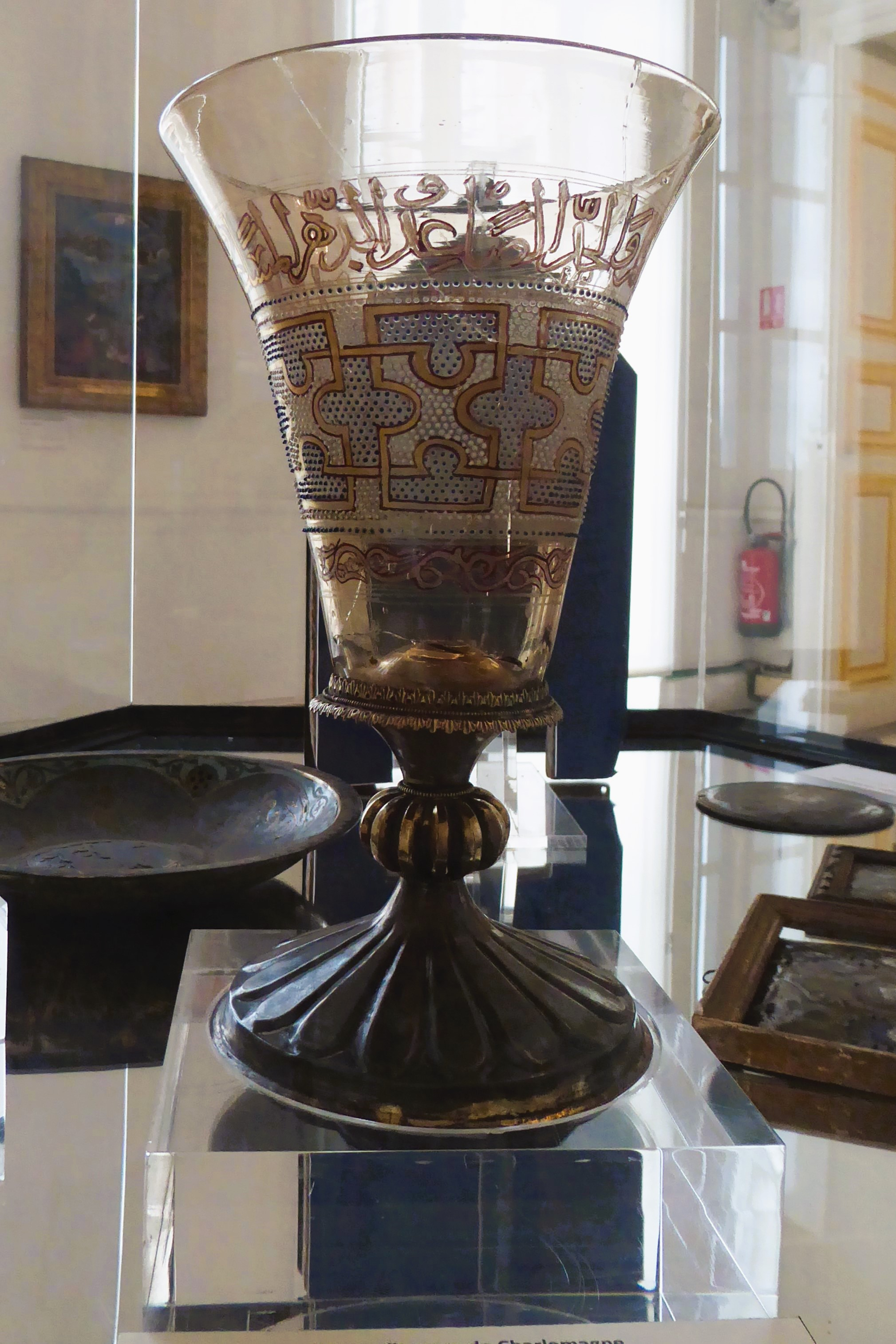
Verre de Charlemagne, XIIe siècle[26].
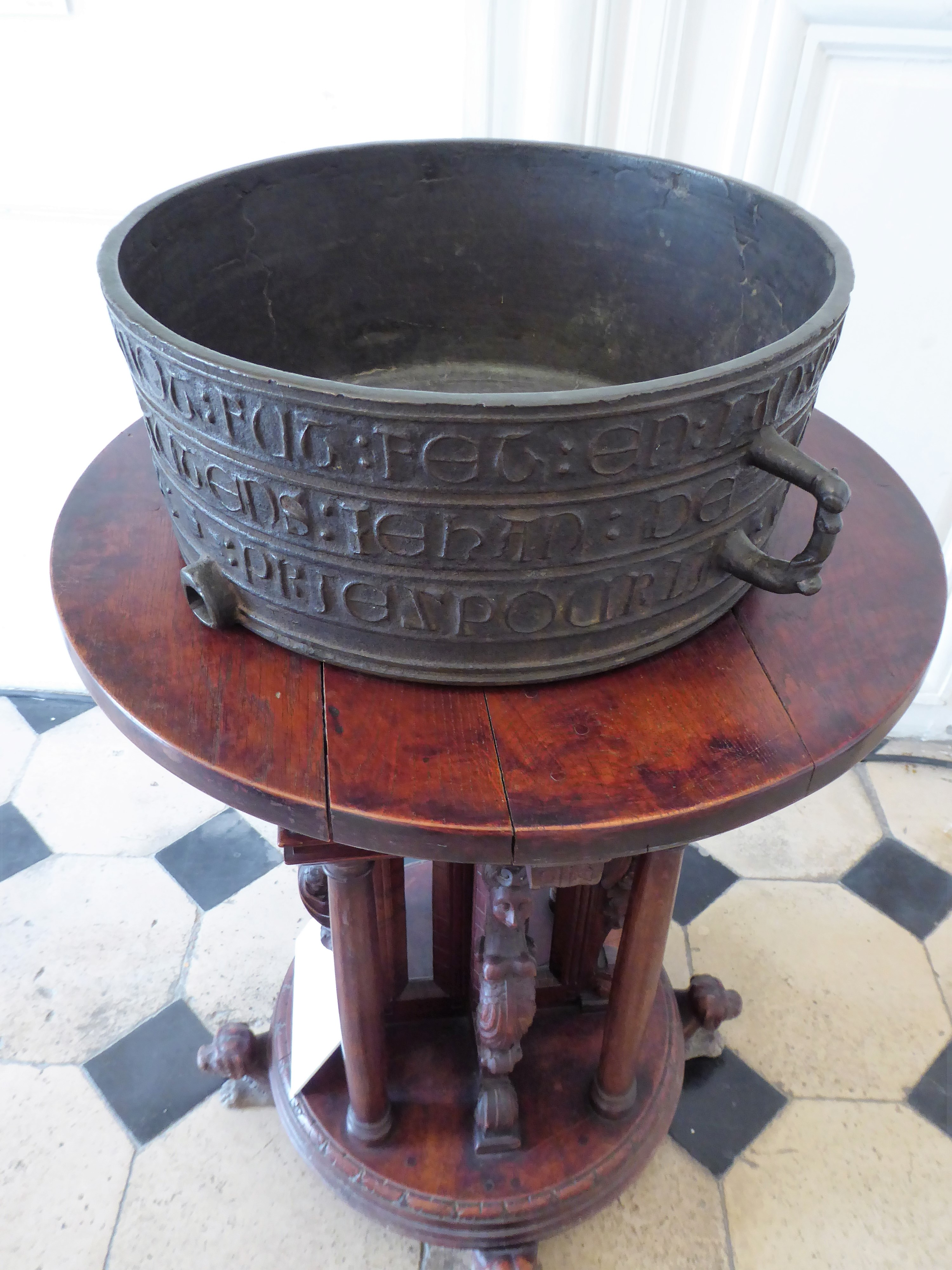
Minot de Chartres, XIIIe siècle[29].
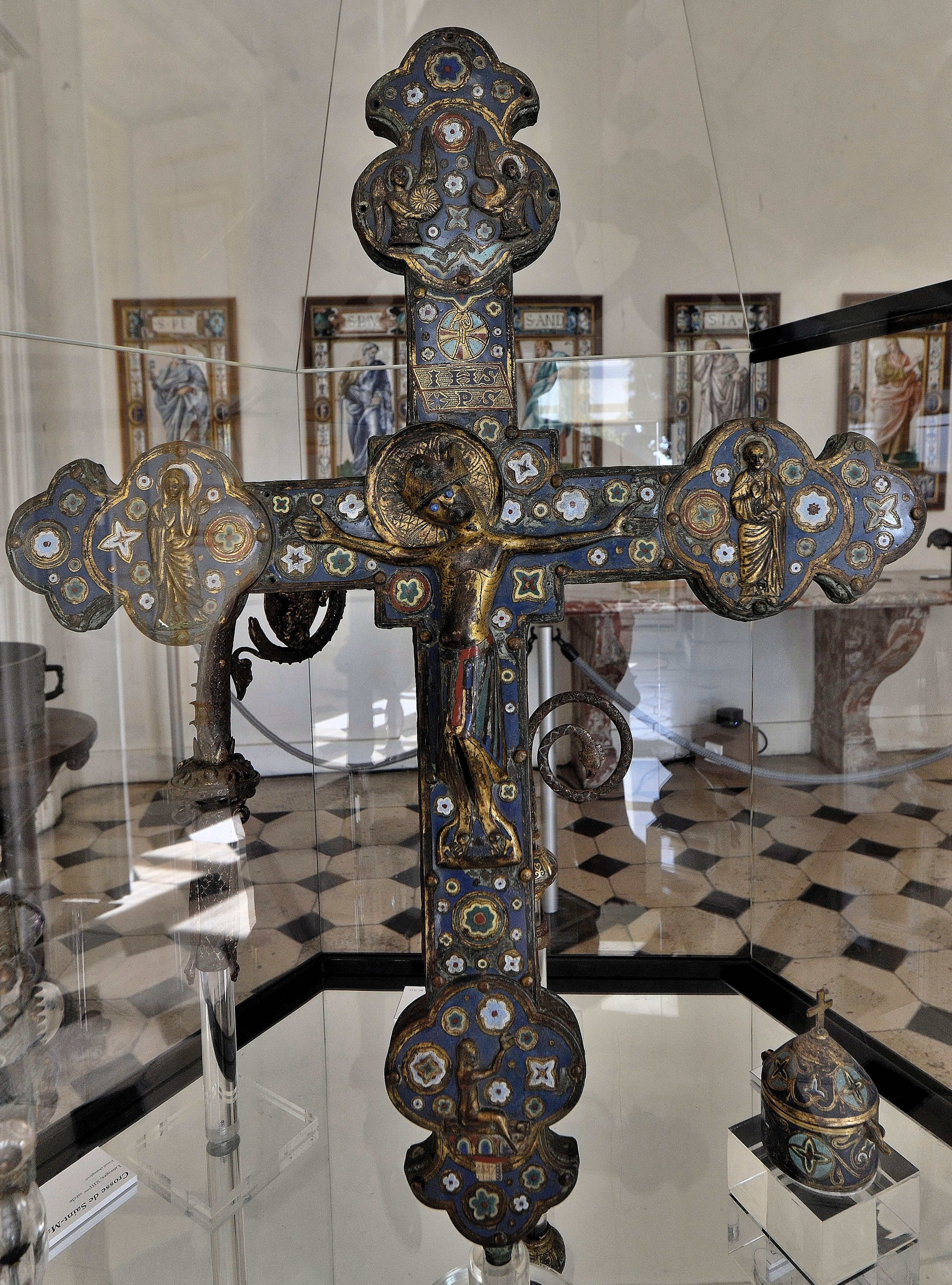
Croix de procession, XIIIe siècle[30].
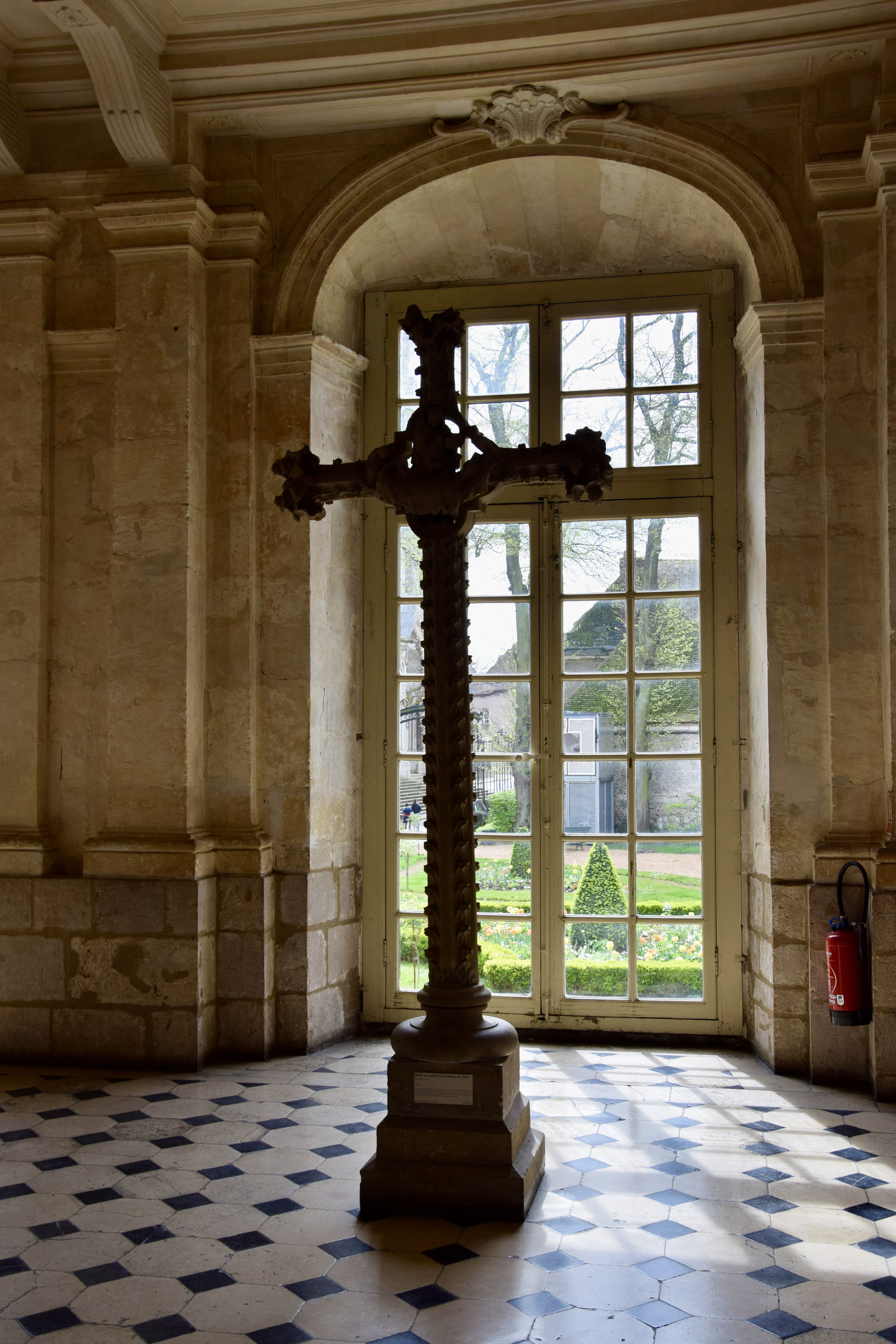
Croix aux moines de Thiron, XIVe siècle[31].

## Expositions temporaires
- Fidji 1838 (titre provisoire), en préparation pour la période du 5 avril au 2 août 2026, en partenariat avec le musée du Quai Branly - Jacques-Chirac[32] ;
- Léon Mathieu Cochereau, exposition programmée du 20 septembre 2025 au 1er février 2026[33] ;

- Labyrinthes, dans le cadre du millénaire des fondations de la cathédrale Notre-Dame de Chartres, du 5 avril au 3 août 2025 ; exposition organisée autour de 3 thèmes : le labyrinthe de la peur, celui de l'esprit et ses imaginaires ;

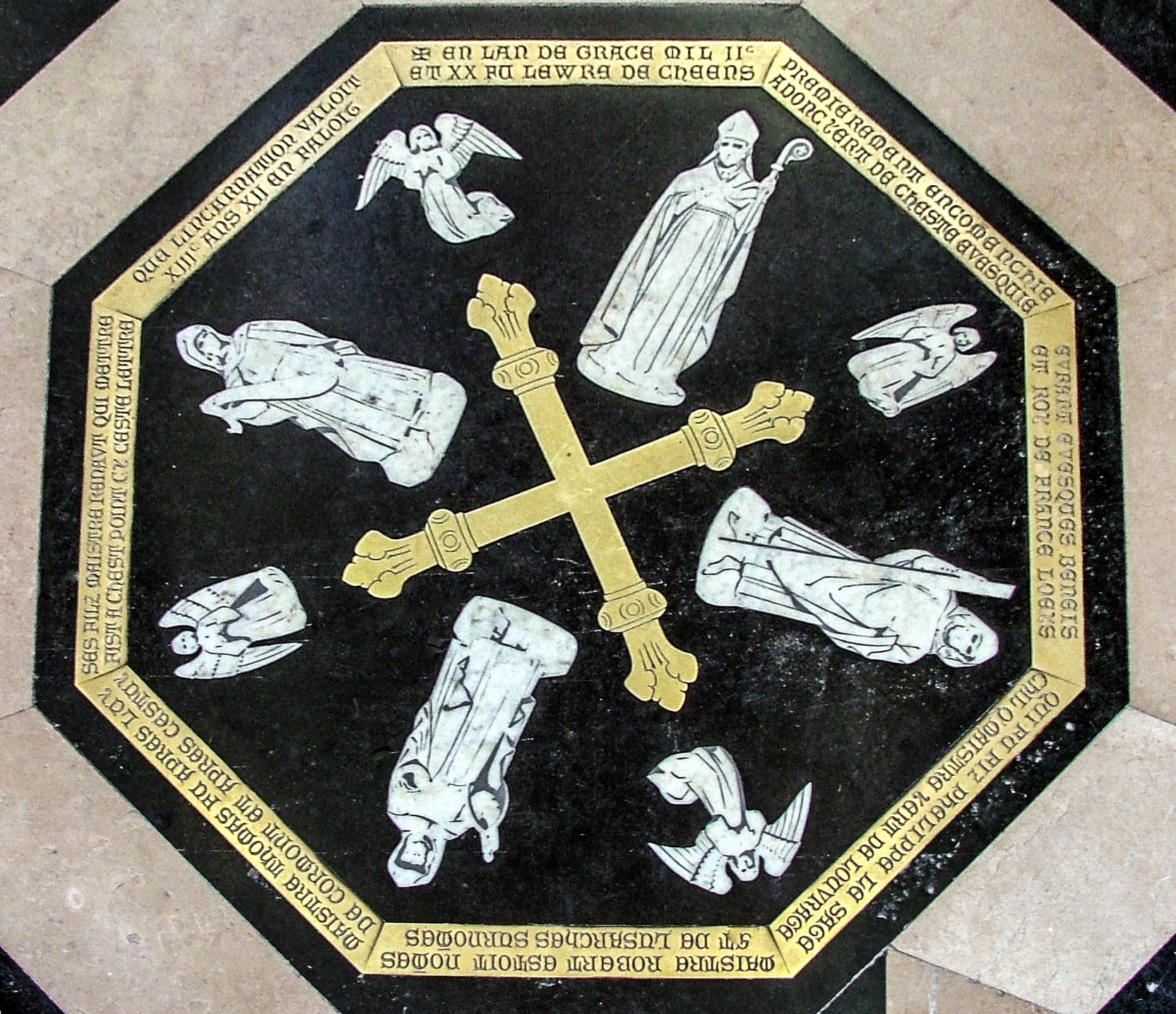
Centre du labyrinthe de la cathédrale d'Amiens, 1288 - Prêt du musée de Picardie.
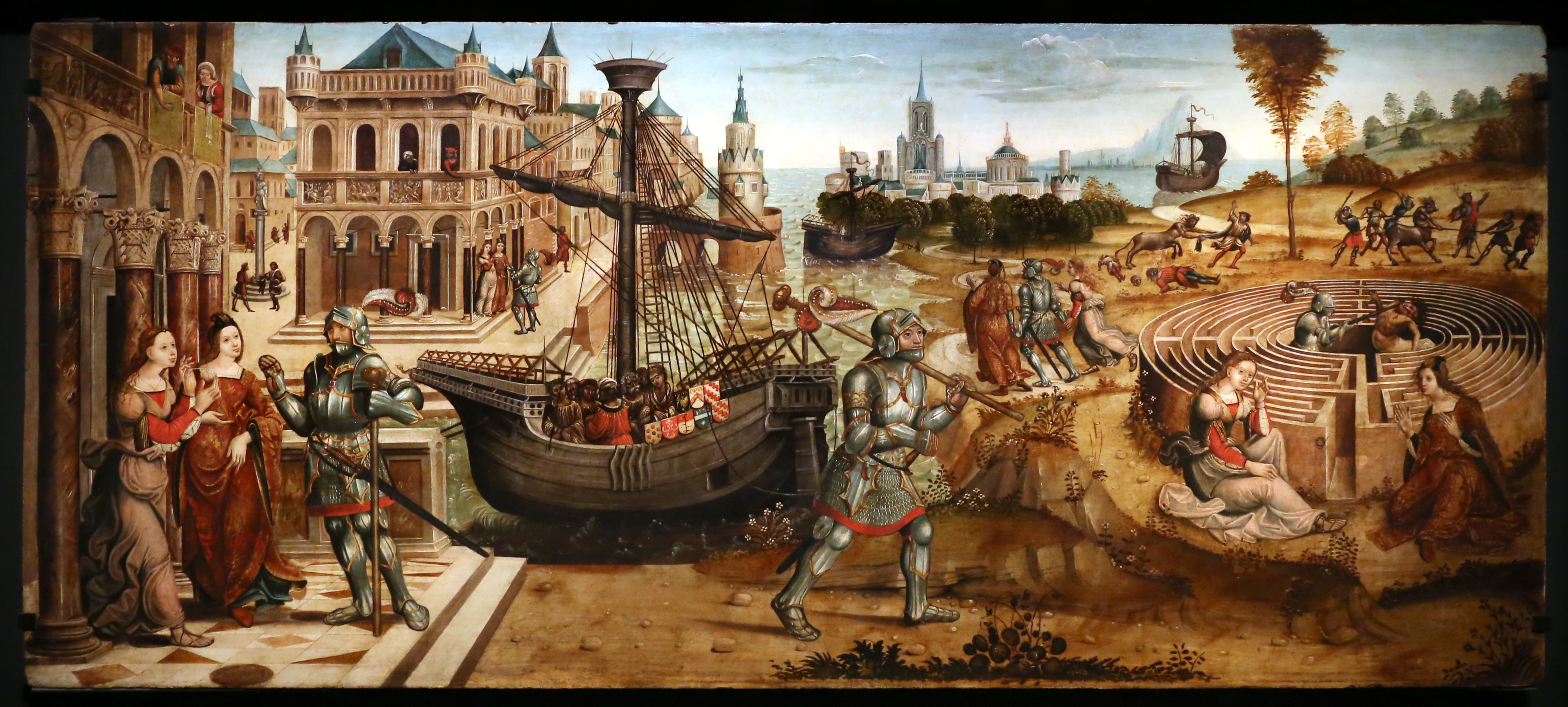
Thésée et le Minotaure, Maître des Cassoni Campana, 1510-1515, 155 × 69 cm - Prêt du musée du Petit Palais d'Avignon[34].
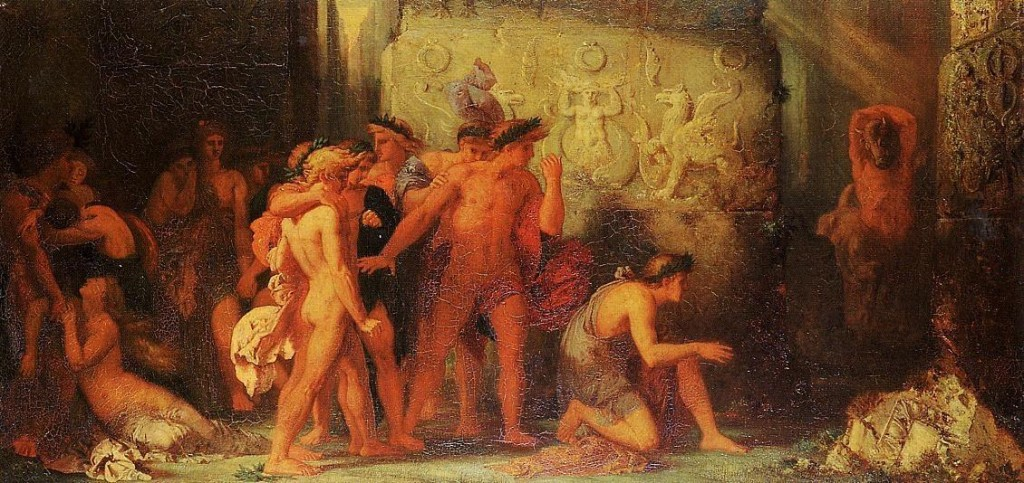
Les Athéniens livrés au Minotaure, Gustave Moreau, 1855 - Prêt du musée de Brou.

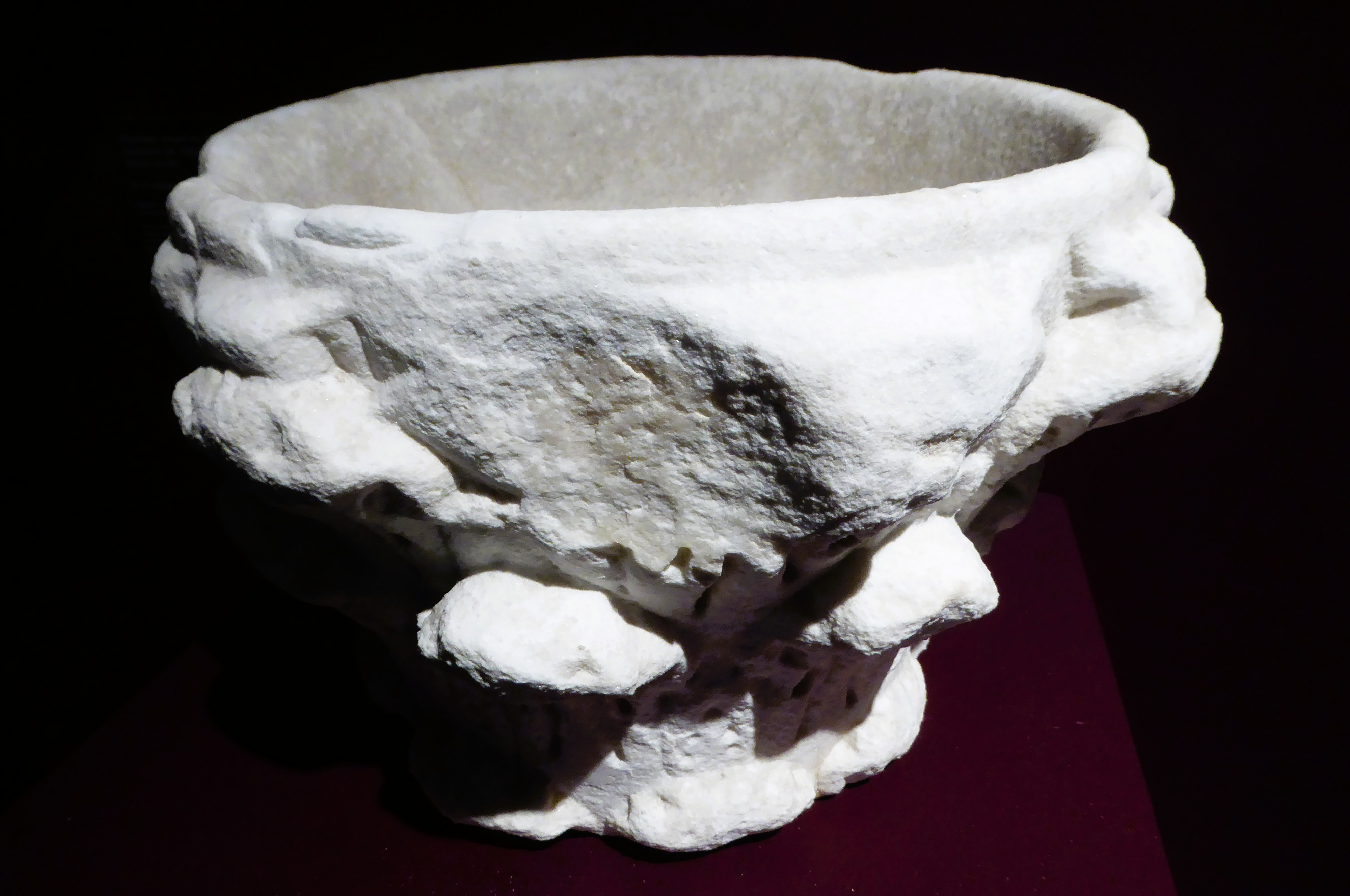
Chapiteau-bénitier (IIe siècle ou IVe siècle-Ve siècle) de l'église Saint-Martin-au-Val de Chartres, 2024.

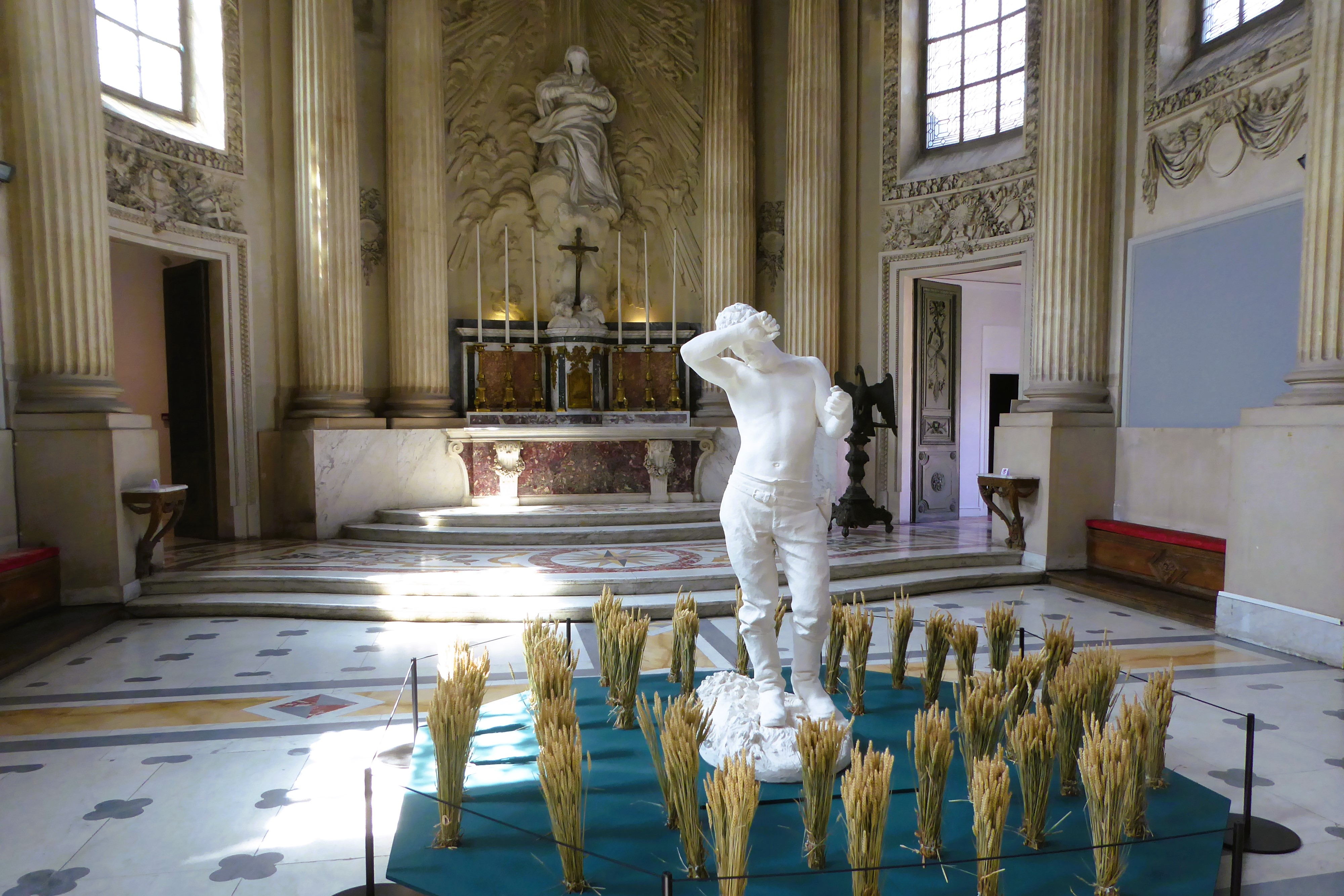
Faucheur de Paul Richer, Trésors révélés, 2023.

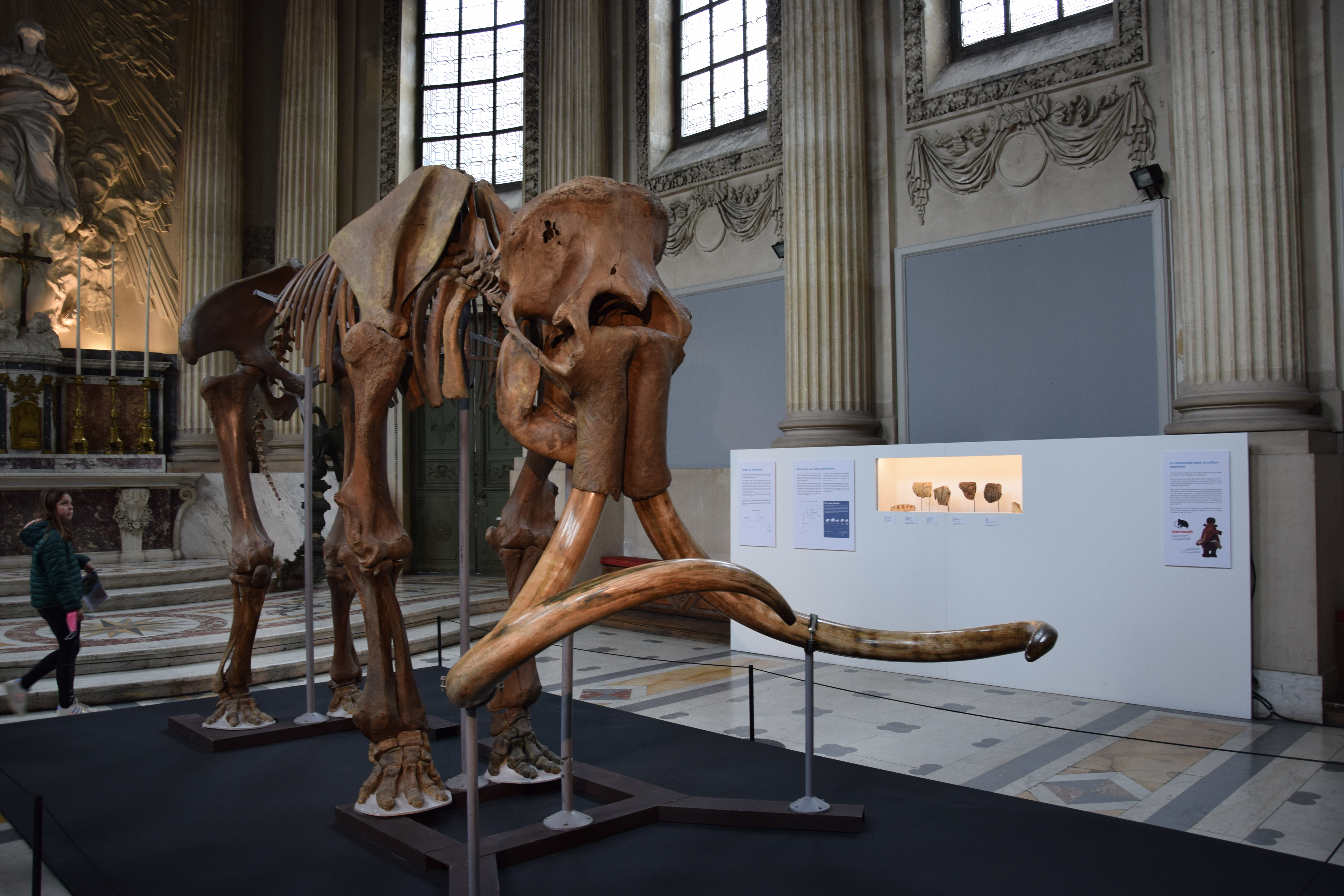
Mammouths, des géants en vallée de l'Eure, 2022.

- Le feu sacré, manuscrits chartrains enluminés des XIIe et XIIIe siècles, du 20 septembre 2024 au 12 janvier 2025, et Mille ans de sculptures à Chartres, du 21 septembre 2024 au 9 février 2025 ;

- En chair et en os. Paul Richer, l'art au service de la médecine, du 16 mars au 16 juin 2024[35] ;

- Paul Richer et la sculpture du travail, du 23 septembre au 31 décembre 2023[36] ;

- Trésors révélés, restaurations et acquisitions récentes, du 1er avril au 30 juillet 2023 ;

- La Cathédrale de J.-K. Huysmans : illustrations de Charles Jouas, du 2 juillet au 2 octobre 2022[37] ;

- Mammouths, des géants en vallée de l'Eure, du 5 février au 5 juin 2022[38],[39] ;

- Pierre Carron, du 9 octobre 2021 au 4 janvier 2022[40] ;

- Gabriel Loire / Gabériol, du 19 juillet au 19 septembre 2021[41] ;

- Les tapisseries du sacre d'Henri IV, été 2020[42] ;

- Alexandre Ségé, du 6 juin au 20 septembre 2020[43] ;

- Regards sur la cathédrale, du 21 septembre 2019 au 16 février 2020[44] ;

- Jean Moulin, du 5 juin au 8 septembre 2019[45] ;

- Jean Guérin - Exposition constituée d'une large sélection de portraits et de tableaux par Jean Guérin, issus des collections du musée, 2017[46] ;

- Sculptures souabes de la fin du Moyen Âge, mars 2015 ;

- Le monde de Robert Coutelas, du 7 décembre 2012 au 20 octobre 2013[47] ;

- L'art ancestral de l'Afrique occidentale au temps de Noël Ballay, du 29 mai au 26 septembre 2010[48] ;

- L'art ancestral des Kanak, du 6 juin au 27 septembre 2009[49] ;

- L'art ancestral des Îles Marquises - Te haa tupuna kakiu no te henua enana, du 21 juin au 28 septembre 2008[50] ;

- Kannibals et vahinés : les sources de l'imaginaire, du 24 octobre au 18 février 2002[51] ;

- Uvea-Wallis : une île pêchée par les dieux, en 2000[52] ;

- Avant Après, restaurations récentes dans les collections du musée : Hervé Joubeaux (conservateur du musée de Chartres) et Claude Stéfani (attaché de conservation) (préf. Georges Lemoine), exposition du 3 juillet au 29 septembre 1997, Chartres, musée des Beaux-Arts, août 1997, 131 p. (ISBN 2-902549-17-2) ;

- L'Art des Incas dans les collections des musées de Cusco, du 1er juin au 5 octobre 1992[53] ;

- Rétrospective Antoon Kruysen du 6 décembre 1991 au 2 mars 1992 ;

- Maïté Vallès-Bled, Catalogue de l'exposition « Soutine », musée des Beaux-Arts de Chartres, 1989, 356 p. (présentation en ligne) ;

- Vlaminck : le peintre et la critique, du 26 juin au 28 octobre 1987[54] ;

- Le Pacifique : collection Bouge Musée de Chartres, du 1er juillet au 30 septembre 1980[55] ;

- Guy Houdouin, métissages, du 9 février au 9 avril 1996[56].